# Emaki

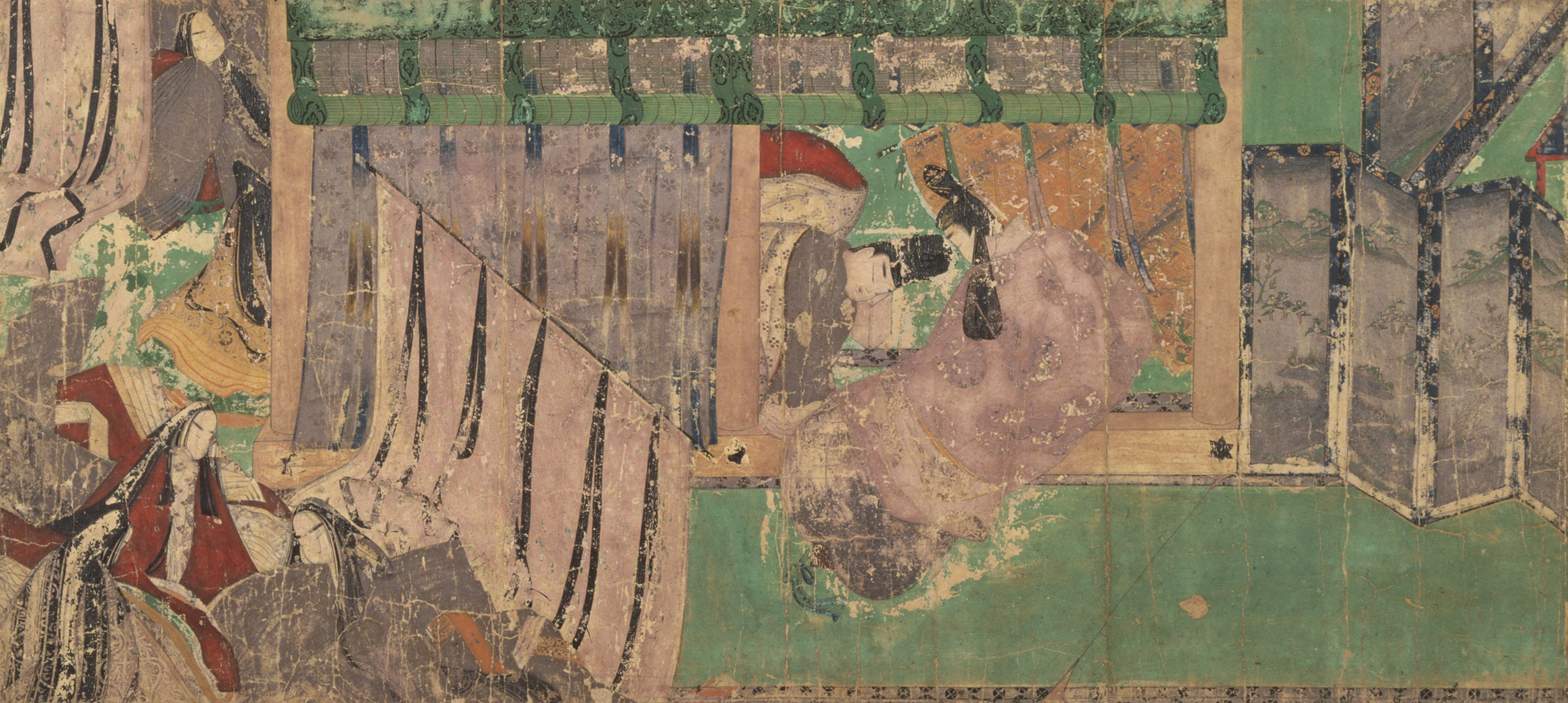
Détail d'une peinture des Rouleaux illustrés du Dit du Genji (XIIe siècle), un emaki classique de la cour impériale.

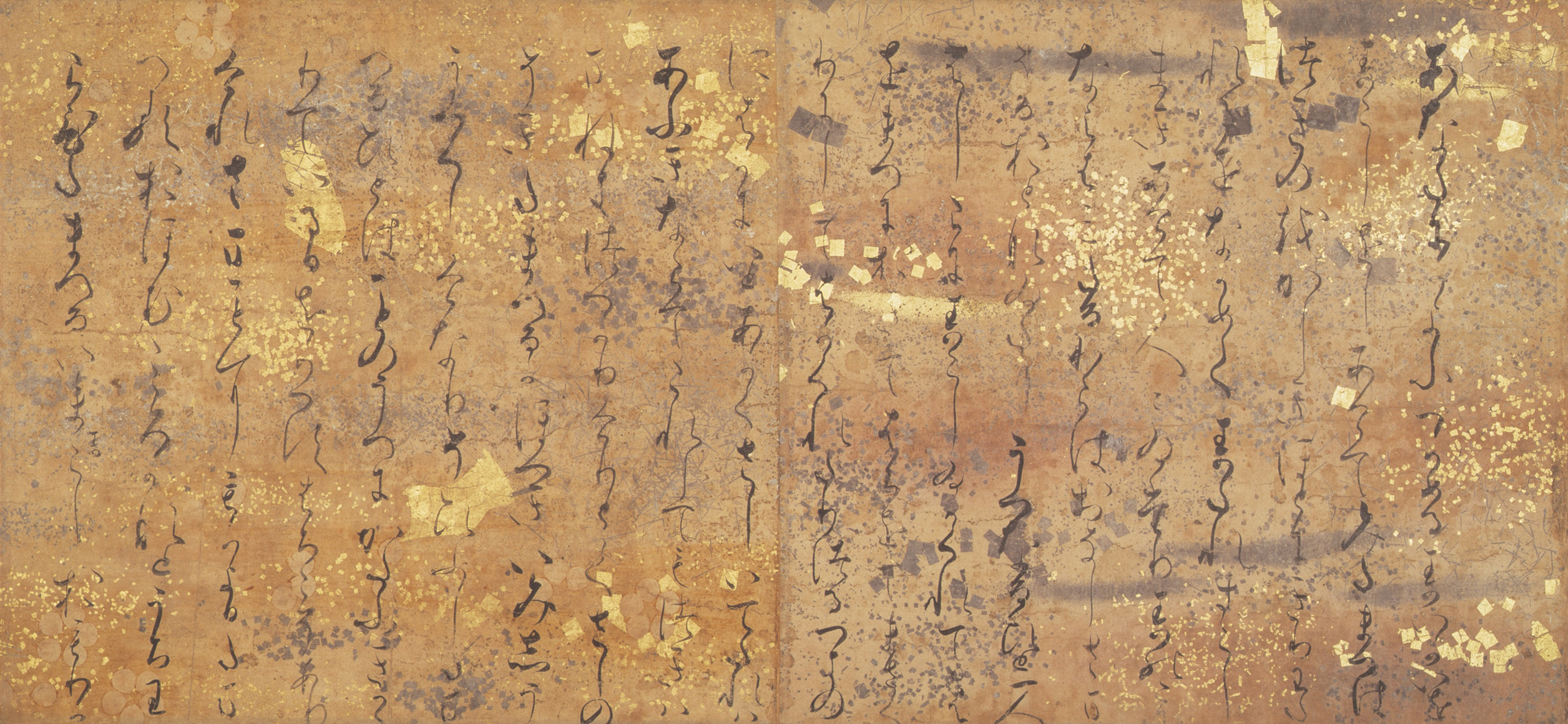
Détail d'une calligraphie des Rouleaux illustrés du Dit du Genji, sur papier richement décoré.

L’emaki (絵巻, littéralement « rouleau peint ») ou emakimono (絵巻物), noté souvent e-maki, est un système de narration horizontale illustrée dont les origines remontent à l'époque de Nara au VIIIe siècle au Japon, copiant au début leurs pendants chinois bien plus anciens, nommés gakan. Les rouleaux enluminés japonais s'en démarquent toutefois distinctement lors des époques de Heian et de Kamakura ; le terme « emaki » désigne par conséquent uniquement les rouleaux narratifs peints japonais.
Comme dans les rouleaux enluminés chinois et coréens, l'emaki combine calligraphies et illustrations et est peint, dessiné ou estampé sur de longs rouleaux de papier ou de soie mesurant parfois plusieurs mètres. Le lecteur déroule petit à petit chaque rouleau, dévoilant l'histoire selon sa convenance. L'emaki constitue par conséquent un genre narratif proche du livre, développant des histoires romanesques, épiques ou illustrant les textes et légendes religieuses. Pleinement ancrées dans le style yamato-e, ces œuvres japonaises sont avant tout un art du quotidien, centrées sur l'humain et les sensations véhiculées par l'artiste.
Si les premiers rouleaux enluminés datent du VIIIe siècle et sont des copies d’œuvres chinoises, les emaki de goût japonais apparaissent à partir du Xe siècle à la cour impériale de Heian, notamment parmi les dames de l'aristocratie à la vie raffinée et recluse, qui s'adonnaient à tous les arts, poésie, peinture, calligraphie et littérature. Toutefois, il ne demeure aucun emaki de l'époque et les plus anciens chefs-d’œuvre datent des XIIe et XIIIe siècles, lors de l'« âge d'or » des emaki. Durant cette période en effet, les techniques de composition sont abouties et les sujets plus variés encore qu'auparavant, traitant d'histoire, de religion, de romances, de contes, etc. Les mécènes qui patronnent la création de ces emaki sont avant tout les aristocrates et les temples bouddhiques. À partir du XIVe siècle, le genre des emaki devient plus marginal, cédant la place à de nouveaux mouvements nés principalement du bouddhisme zen.
Les peintures des emaki appartiennent majoritairement au style yamato-e, caractérisé par ses sujets issus de la vie et des paysages japonais, la mise en scène de l'humain, l'emphase sur les couleurs riches et l'aspect décoratif. Le format des emaki, de longs rouleaux à la hauteur limitée, impose de résoudre toutes sortes de problèmes de composition : il faut d'abord réaliser les transitions entre les différentes scènes qui accompagnent le récit, choisir un point de vue qui rend compte de la narration, et imprimer un rythme qui permet d'exprimer au mieux les sentiments et les émotions de l'instant. De façon générale, il existe ainsi deux grandes catégories d’emaki : ceux qui alternent la calligraphie et l'image, chaque nouvelle peinture illustrant le texte qui précède, et ceux qui présentent des peintures continues, non interrompues par le texte, où divers ressorts techniques permettent les transitions fluides entre les scènes.
Aujourd'hui, ils offrent un aperçu historique unique sur la vie et les mœurs des Japonais, de toutes les classes sociales et de tous les âges, durant la première partie de l'époque médiévale. Peu de rouleaux nous sont parvenus intacts, et une vingtaine sont protégés en tant que trésors nationaux du Japon.

## Concept
Le terme emakimono ou e-makimono, souvent abrégé en emaki, est composé des kanjis 絵 (e, « peinture »), 巻 (maki, « rouleau », « livre ») et 物 (mono, « chose »). Il s'agit de longs rouleaux de papier ou de soie peints, de quelques dizaines de centimètres à plusieurs mètres, qui narrent une histoire ou une succession d'anecdotes (romans, chroniques littéraires, paraboles bouddhiques…), à la manière du livre : c'est bien la combinaison d'éléments narratifs et picturaux qui caractérisent ce mouvement artistique dominant au Japon entre le XIIe et le XIVe siècle. En français, quelques documents emploient la graphie « émakimono ».
Un emaki se lit, selon la méthode traditionnelle, assis sur une natte, le rouleau posé sur une table basse ou au sol. Le lecteur déroule alors avec une main tout en le réenroulant avec l'autre main, de droite à gauche (selon le sens d'écriture du japonais). De cette façon, seule une partie de l’histoire peut être vue — environ 60 centimètres, bien que le lecteur a toute liberté ici —, et l'artiste joue sur des successions de plans afin d'agencer son récit : par exemple fluide et dynamique ou bien calme et contemplatif. Une grande liberté est accordée au lecteur, qui déroule l'emaki à son propre rythme. Une fois sa lecture terminée, le lecteur doit à nouveau réenrouler l’ensemble dans son sens de lecture original. L’emaki est maintenu fermé par une cordelette et entreposé seul ou avec d'autres rouleaux dans une boîte destinée à cet effet et qui est parfois décorée de motifs élaborés. En effet, un emaki peut se composer de plusieurs rouleaux successifs selon les besoins du récit — la Biographie illustrée du révérend Hōnen en compte 48, bien que le nombre standard se situe plutôt entre un et trois.
Un emaki est composé de deux éléments : les sections de texte calligraphié nommées kotoba-gaki, et les sections de peintures nommées e ; leur taille, leur agencement et leur nombre varient très fortement selon les époques et les artistes. Dans les emaki inspirés de la littérature, le texte occupe pas moins de deux tiers de l'espace, tandis que d'autres œuvres plus populaires privilégient l'image, parfois jusqu'à faire disparaître le texte, à la manière du Chōjū-giga. Les rouleaux présentent une hauteur limitée (en moyenne entre 30 et 39 cm), comparée à la longueur (en moyenne 9 à 12 m) : il s'agit donc avant tout d'un art de l'intime, destiné à être admiré seul par les lettrés (aristocratie et haut clergé).

L'exemple d'un rouleau complet d'un emaki, la Biographie illustrée du moine itinérant Ippen (rouleau VII, 1299, musée national de Tokyo). Sens de lecture de droite à gauche. Traditionnellement, le lecteur ne déroule jamais entièrement le rouleau, mais le déroule d’une main tout en le ré-enroulant de l’autre, découvrant ainsi l’histoire au fur et à mesure.

## Histoire

### Premières origines chinoises
Les origines de l’emaki sont à rechercher en Chine et, dans une moindre mesure, en Corée, principales sources d'inspiration artistique japonaise jusqu'aux époques modernes. Des formes d'art narratif se retrouvent au IIIe siècle av. J.-C. sous la dynastie Han et au IIe siècle de notre ère, des scènes de chasse juxtaposées empreintes de mouvements ornent les poteries, sous les Zhou. Le papier, inventé en Chine environ au Ier siècle apr. J.-C., simplifie l'écriture sur rouleau de lois ou de sūtra, parfois décorés. Les premiers rouleaux narratifs arrivent plus tard ; divers maîtres asseyent l'intérêt pour ce support, comme Kou K'ai-tche (345-406) qui expérimente des techniques nouvelles. La peinture de genre et de personnage chinoise, dominante dans les rouleaux jusqu'au Xe siècle, reste finalement peu connue, car en deçà des fameux rouleaux de paysages de la dynastie Song.

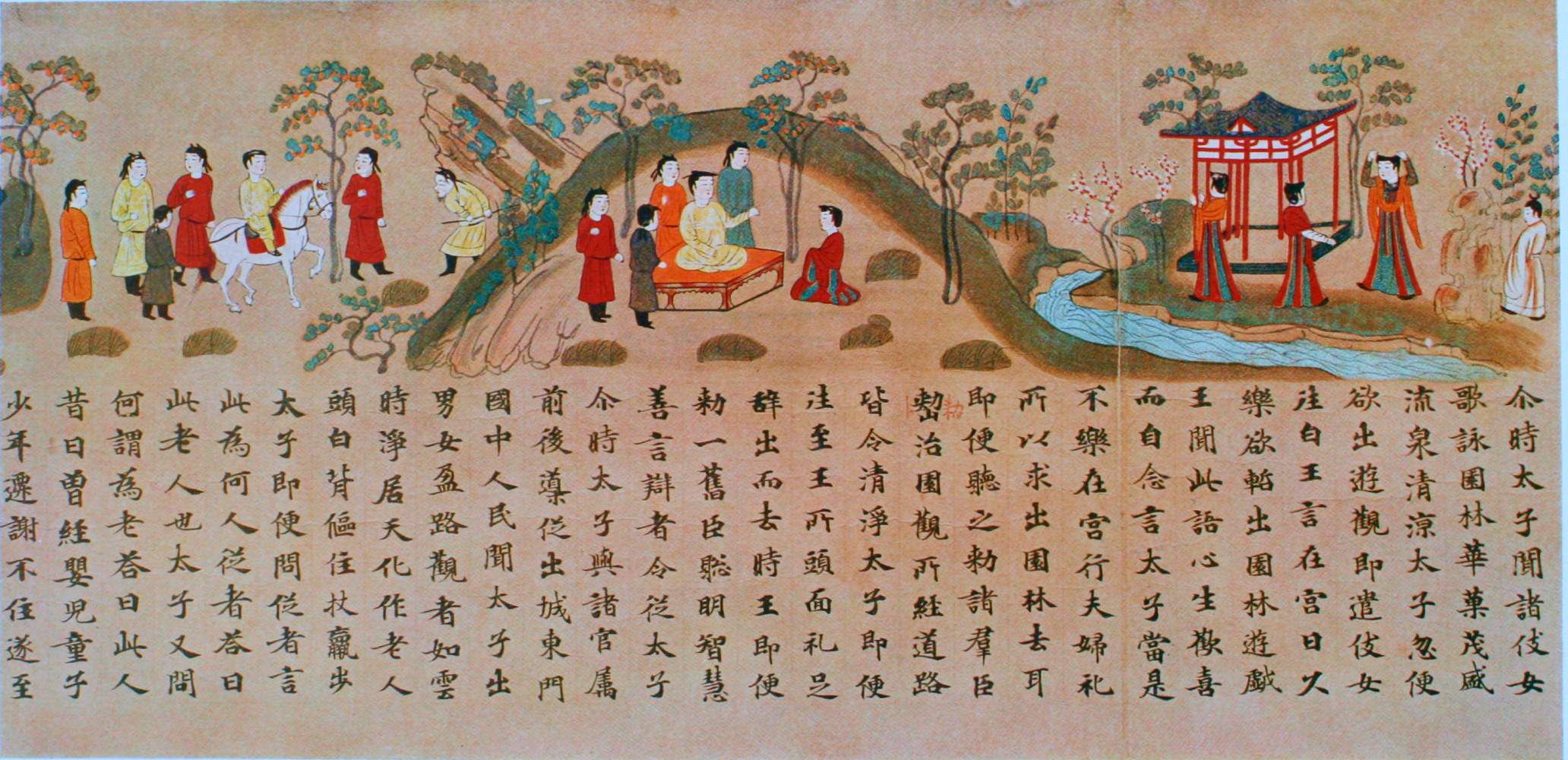
Sūtra illustré des Causes et des Effets, VIIIe siècle.

Les relations avec l'Asie de l'Est (principalement Chine et Corée) amènent au Japon l'écriture chinoise (kanji) vers le IVe siècle et le bouddhisme au VIe, ainsi que l'intérêt pour la bureaucratie en apparence très efficace du puissant Empire chinois. À l'époque de Nara, les Japonais s'inspirent en tout des Tang : administration, architecture, coutumes vestimentaires ou cérémonies. Les échanges s'avèrent également fructueux pour les arts, principalement religieux, et les artistes de l'archipel sont avides de copier et s'approprier les techniques continentales. Dans ce contexte, les spécialistes supposent que les premiers rouleaux peints chinois arrivent sur l'archipel aux alentours du VIe siècle, et correspondent probablement à des sūtra illustrés. Ainsi, le plus ancien rouleau narratif peint japonais (ou emaki) connu date du VIIIe siècle à l'époque de Nara : il s'agit du Sūtra illustré des Causes et des Effets qui retrace la vie du Bouddha historique jusqu'à son Illumination. D'un style encore naïf (Six Dynasties et Tang primitif) et les peintures disposées en frises au-dessus du texte, il s'agit très vraisemblablement d'une copie d'un modèle chinois plus ancien, dont plusieurs versions ont pu être identifiées,. Bien que les emaki classiques ultérieurs arborent un style très différent de cette œuvre, elle préfigure l'âge d'or du mouvement qui vient quatre siècles plus tard, à partir du XIIe.

### Époque de Heian: genèse de l'art

#### Arts et littérature, naissance d'une esthétique nationale

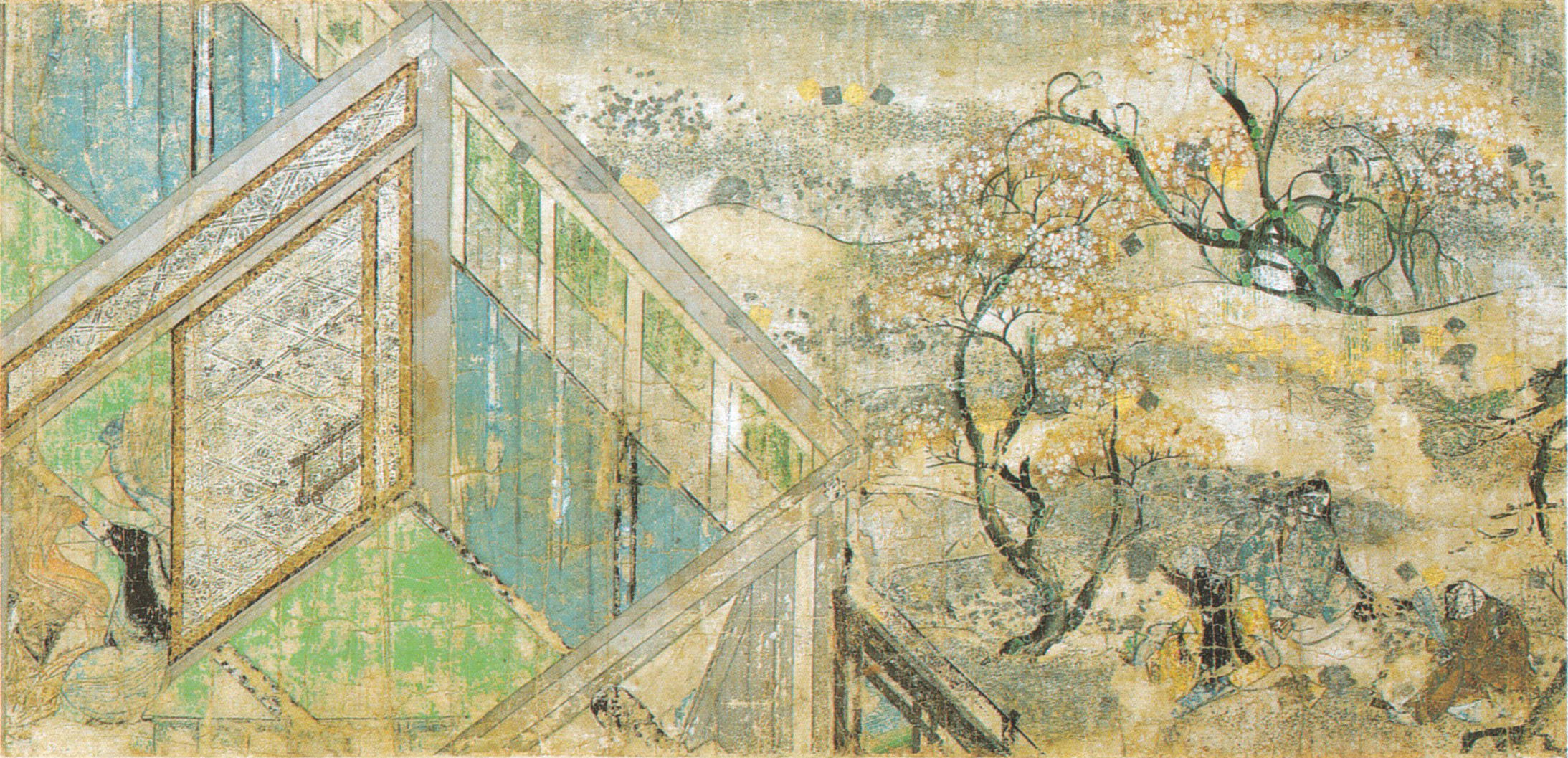
Roman enluminé de Nezame, peinture de la cour, XIIe siècle.

L'époque de Heian apparaît de nos jours comme un sommet de la civilisation japonaise via la culture de la cour de l'empereur, bien que les intrigues et le désintérêt pour les choses de l'État aient abouti aux guerres civiles de Genpei. Cette perception naît de l'esthétique et de l'art de vivre codifié et raffiné qui se développe à la cour, ainsi qu'une certaine retenue et mélancolie nées du sentiment de l'impermanence des choses (état d'esprit nommé mono no aware en japonais). De plus, la rupture des relations avec la Chine vers le IXe siècle, en raison des troubles liés à l’effondrement de la glorieuse dynastie Tang, favorise ce que Miyeko Murase appelle l'« émergence du goût national », car une culture véritablement japonaise s'écarte pour la première fois de l'influence chinoise depuis la période primitive des Kofun. Cette évolution fut d'abord observée dans la littérature chez les dames de Heian : à la différence des hommes qui étudiaient dès le plus jeune âge l'écriture chinoise (kanji), les femmes s'approprient un nouveau syllabaire plus simple et plus cohérent avec la phonétique du japonais, les kana. Les romans (monogatari) et journaux intimes (nikki) intimistes sur la vie, les amours et les intrigues à la cour se développent, dont le représentant le plus emblématique reste le Dit du Genji de dame Murasaki, courtisane au Xe siècle,.

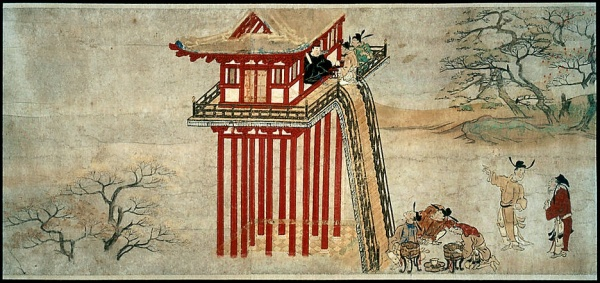
Le ministre japonais Kibi en Chine. Kibi Daijin nittō emaki, XIIe siècle.

Les prémices de cet art d'inspiration japonaise en peinture, nommé rétrospectivement yamato-e, se retrouve initialement dans quelques aspects de la peinture bouddhique des nouvelles sectes ésotériques Tendai, Shingon, puis plus fortement de la Terre pure (Jodō) : après une phase de copie des techniques chinoises, l'art de l'archipel devient progressivement plus délicat, lyrique, décoratif aux compositions moins puissantes, mais plus colorées. Néanmoins, c'est surtout dans l'art profane que le yamato-e naissant se ressent le plus fortement ; l'origine remonte aux cloisons coulissantes et paravents du palais impérial de Heian, recouverts de peintures sur papiers ou soie, dont les thèmes étaient choisis parmi la poésie waka de la cour, les rites annuels, les saisons ou la vie et les paysages célèbres de l'archipel (meisho-e).
Cet art profane se répand alors parmi les nobles, notamment les dames intéressées par l'illustration de romans, et semble répandu dès le début du Xe siècle. Tout comme pour la peinture religieuse, ces thèmes de la vie japonaise appréciés des nobles s'accordaient fort mal avec la peinture de sensibilité chinoise, si bien que les artistes de la cour font émerger dans une certaine mesure une nouvelle technique nationale qui apparaît mûre au XIe siècle, par exemple dans les paysages de saisons des peintures sur panneaux du Hōō-dō (Sanctuaire du Phénix) du Byōdō-in, chef-d'œuvre du yamato-e primitif au début du XIe.

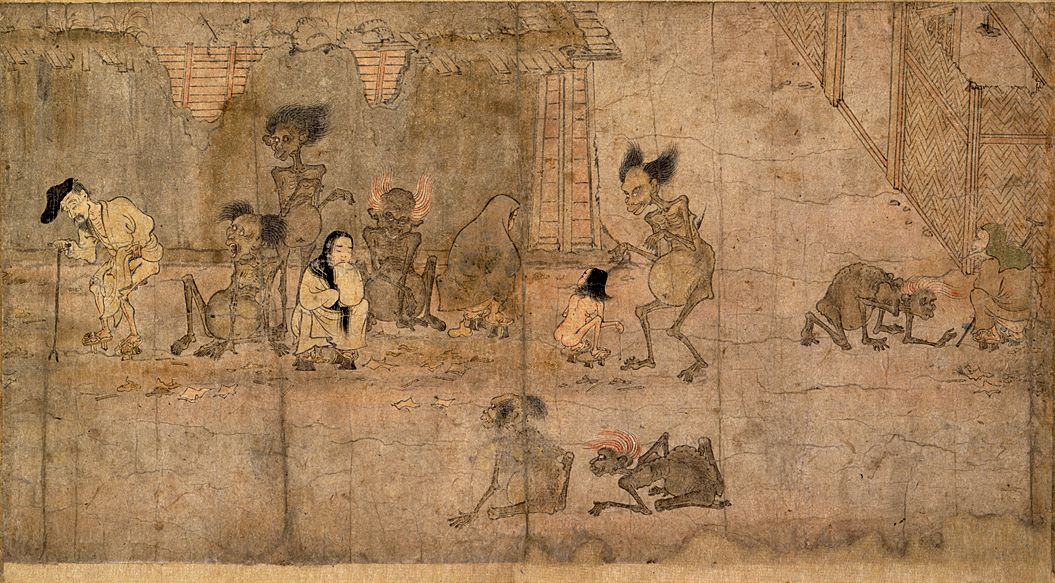
Démons affamés (gaki) hantant les humains. Rouleau des êtres affamés, XIIe siècle.

Les spécialistes estiment que les illustrations de romans et les rouleaux narratifs peints, ou emaki, se développent dans la veine de cet art profane, lié à la littérature et à la poésie. Ils se prêtent en effet pleinement aux goûts artistiques de la cour au XIe, encline à une représentation émotionnelle, mélancolique et raffinée des relations au sein du palais, et forment un vecteur pictural très adapté à la narration. S'ils sont mentionnés dans les textes d'époque, il ne subsiste néanmoins aucun rouleau de l'époque du Heian primitif de nos jours (IXe-Xe) ; les plus anciens rouleaux enluminés illustrant un roman mentionnés dans les sources d'époque sont ceux des Contes de Yamato, offert à l'impératrice entre 872 et 907.
Toutefois, la maîtrise stylistique des œuvres plus tardives (à partir du XIIe) conduit la plupart des spécialistes à penser que l'art « classique » de l’emaki s'est développé au cours de cette période, à partir du Xe siècle, dérivé d'abord des illustrations de romans ou de journaux intimes réalisés par les dames de la cour. De plus, les thèmes initiaux restent proches de la poésie waka (les saisons, le bouddhisme, la nature, etc.). Par conséquent, la maturation lente du mouvement des emaki fut étroitement liée à l'émergence de la culture et de la littérature japonaise, ainsi qu'à l'intérêt des courtisanes bientôt rejointes par des peintres professionnels des ateliers du palais (e-dokoro) ou des temples, qui apportent une technique plus « professionnelle » et aboutie. Les historiens de l'art expliquent ainsi les compositions et les techniques picturales déjà très matures qu'ils constatent dans les chefs-d'œuvre de la fin de l'époque de Heian, durant la seconde moitié du XIIe siècle.

#### Ère des Fujiwara: chefs-d'œuvre classiques
Si la quasi-totalité des emaki appartient au genre du yamato-e, plusieurs sous-genres se distinguent au sein de ce style, dont à l'époque de Heian l’onna-e (« peinture de femmes ») et l’otoko-e (« peinture d'homme »). Deux rouleaux classiques représentent parfaitement ces mouvements picturaux.

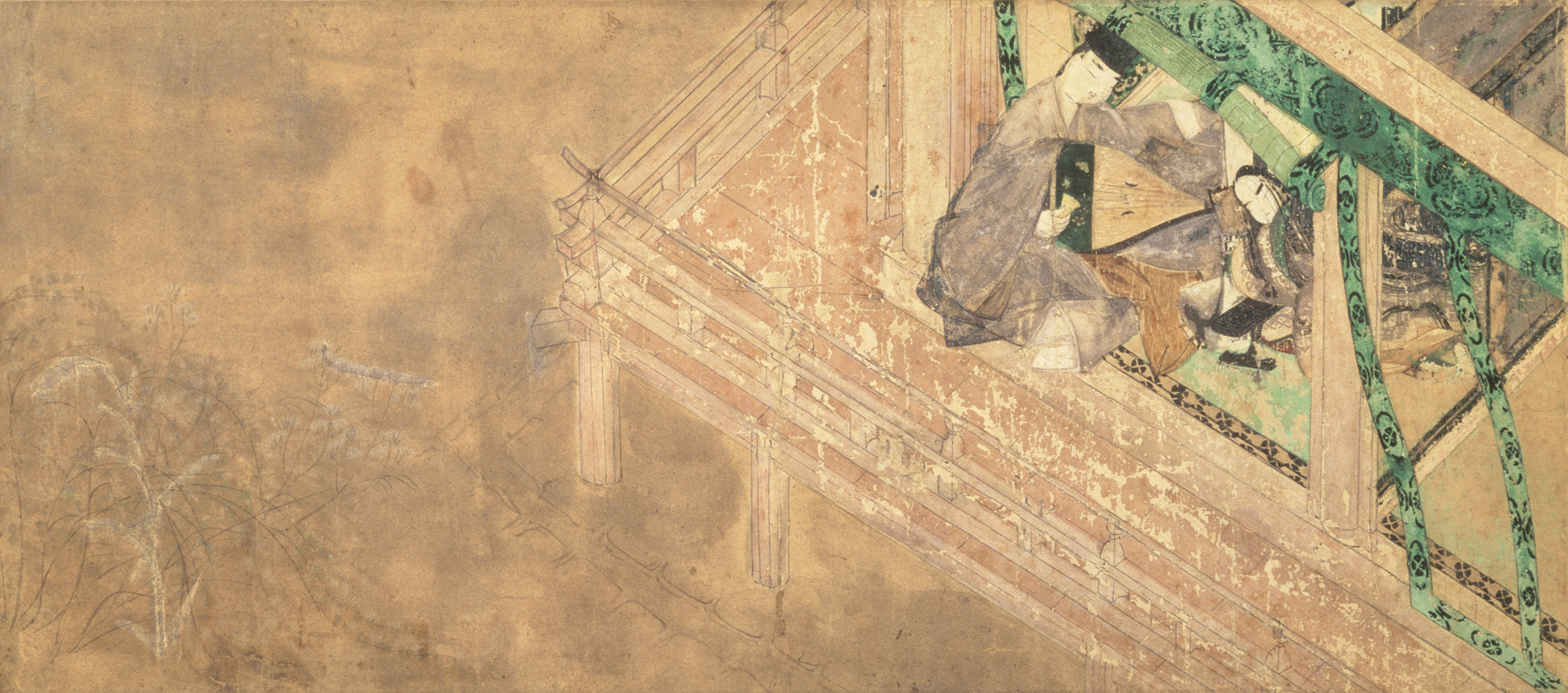
Noble jouant du biwa pour sa bien-aimée qu'il a trahie. Rouleaux illustrés du Dit du Genji, XIIe siècle.

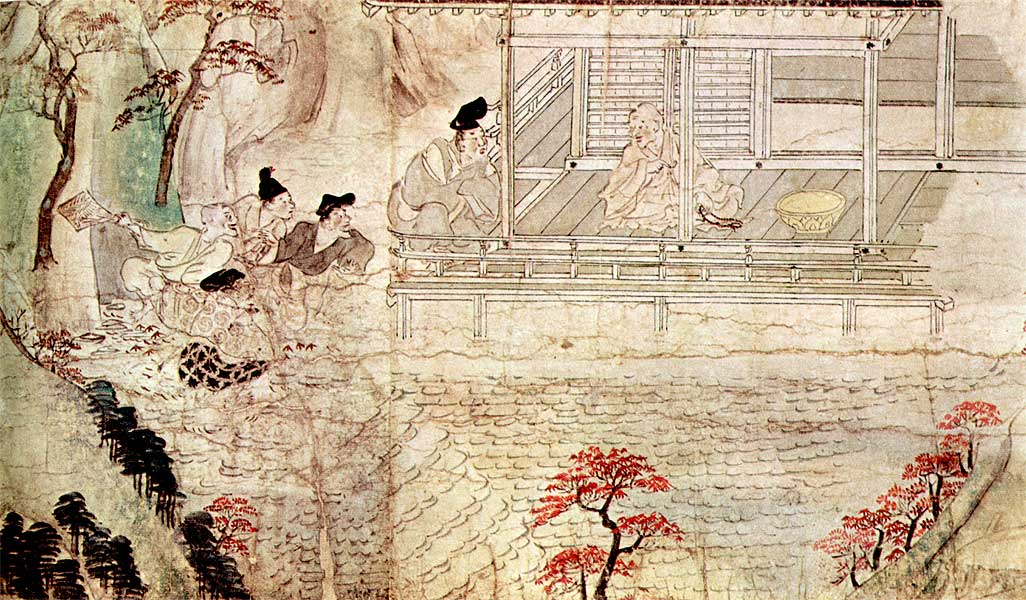
Le marchand avare demande le pardon du moine Myōren dans son ermitage de montagne. Rouleaux des légendes du mont Shigi, XIIe siècle.

Les Rouleaux illustrés du Dit du Genji d'abord (conçus entre 1120 et 1140 environ), illustrant le célèbre roman éponyme, narrent les intrigues politiques et amoureuses du prince Genji ; les couleurs riches et opaques apposées sur toute la surface du papier (méthode du tsukuri-e), l'intimité et la mélancolie de la composition et enfin l'illustration des sommets émotionnels du roman se déroulant uniquement à l'intérieur du palais impérial sont caractéristiques du sous-genre onna-e (« peinture de femmes ») du yamato-e, réservé pour les récits de la cour généralement écrits par des dames de l'aristocratie. Dans ce rouleau, chaque peinture illustre un épisode clé du roman et suit un extrait calligraphié sur papier richement décoré de poudre d'or et d'argent. Les Rouleaux de Genji présentent déjà les techniques de composition propres à l'art des emaki : un point de vue oblique, le mouvement des yeux guidés par de longues diagonales depuis le haut à droite jusqu'au bas à gauche, ou encore les toits enlevés pour représenter l'intérieur des bâtiments (fukinuki yatai). Un autre exemple remarquable de peintures onna-e à l'époque de Heian est le Roman enluminé de Nezame, qui apparaît très proche des Rouleaux illustrés du Dit du Genji, mais présentant des peintures plus douces et décoratives faisant la part belle à la représentation de la nature pour souligner de façon subtile les sentiments des personnages,.
En opposition aux peintures de la cour inspirées par les romans de femmes (onna-e) existent d'autres rouleaux inspirés par la vie quotidienne du peuple, les chroniques historiques, la biographie des moines célèbres, etc., finalement, un style d’emaki se déroulant à l'extérieur du palais que l'on nomme otoko-e (« peinture d'homme »),. Les Rouleaux des légendes du mont Shigi (Shigisan engi emaki, milieu du XIIe), au trait dynamique et libre, aux couleurs légères et au ton résolument populaire et humoristique, illustrent parfaitement ce mouvement, n'hésitant pas à peindre la vie du peuple japonais dans ses détails les plus insignifiants,. Ici, la couleur n'est appliquée qu'en touches légères qui laissent le papier à nu, car la ligne souple et libre domine la composition, à la différence des peintures construites de la cour. De plus, le texte occupe une place très congrue, l'artiste peignant plutôt de longues scènes sans limites fixes.

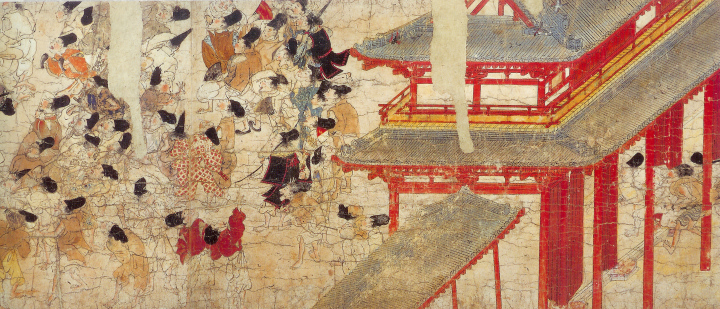
Mouvements désordonnés de la foule lors de l'incendie de la porte de l’Ōtenmon. Ban dainagon ekotoba, fin XIIe siècle.

Animaux folâtrant. Chōjū-giga, XIIe siècle.

Deux autres chefs-d'œuvre voient encore le jour durant la seconde moitié du XIIe siècle. Les Caricatures d'animaux forment une esquisse monochrome à l'encre caricaturant gentiment les mœurs des moines bouddhistes, où la spontanéité du trait ressort. Enfin, le Ban dainagon ekotoba raconte une conspiration politique de 866 en offrant un mélange surprenant des deux genres onna-e et otoko-e, avec des lignes libres et des couleurs parfois légères, parfois riches et opaques ; cette rencontre des genres préfigure le style qui domine quelques décennies plus tard, à l'époque de Kamakura. Alors que l'autorité de la cour décline rapidement, la fin de l'époque de Heian (en 1185) est marquée par l'avènement des seigneurs provinciaux (les Taira et les Minamoto en particulier), qui acquièrent une grande puissance au sommet de l'État. Exploitant les troubles liés aux guerres civiles de Genpei qui fournissent un terreau fertile pour le prosélytisme religieux, les peintures des Six Voies bouddhiques (rokudō-e) — comme les Rouleaux des enfers ou les deux versions du Rouleau des êtres affamés, peintures otoko-e — visent à effrayer le fidèle par des scènes d’horreur,.
Ainsi, retracer l'évolution des emaki reste difficile, du fait du peu d'œuvres qui nous sont parvenues, mais la maîtrise évidente des rouleaux classiques de la fin de Heian témoigne d'au moins un siècle de maturation et de recherche picturale. Ces fondations permettent à l'époque suivante une production soutenue dans tous les thèmes.

### Époque de Kamakura: l'âge d'or desemaki

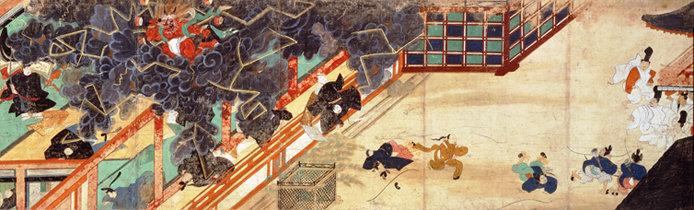
L'esprit vengeur de Sugawara no Michizane se déchaîne sur le palais sous la forme d'un dieu du tonnerre. Kitano Tenjin engi emaki, XIIIe siècle.

La période couvrant en fait la fin de l'époque de Heian et une grande partie de celle de Kamakura, soit les XIIe et XIIIe siècles, est communément décrite par les historiens de l'art comme « l'âge d'or » de l'art des emaki,. Sous l'impulsion de la nouvelle classe guerrière au pouvoir et des nouvelles sectes bouddhiques, la production y est en effet très soutenue et les thèmes et techniques plus variés encore qu’auparavant.
Le style des emaki d'alors se caractérise par deux aspects : la synthèse des genres du yamato-e et le réalisme. En premier lieu, l'évolution marquée précédemment par le Ban dainagon ekotoba (toute fin de l'époque de Heian) se répand très largement par l'importance accordée tant à la liberté du trait et à la légèreté des tons (otoko-e) qu'aux couleurs vives rendues par d’épais pigments pour certains éléments des scènes (onna-e). Toutefois, l'aspect très raffiné des peintures de la cour cède quelque peu la place aux œuvres plus dynamiques et populaires, du moins sur les thèmes, à la manière du Shigisan engi emaki. Le Kitano Tenjin engi emaki raconte par exemple la vie et la mort de Sugawara no Michizane, ministre au IXe siècle et figure tragique de l'histoire japonaise, vénéré par la suite à l'égal d'un dieu (kami). La couleur riche, le trait nerveux, la recherche du mouvement et les détails très réalistes des visages illustrent bien ce mélange des styles, d'autant plus que les peintures tirent leur inspiration tant du bouddhisme que du shinto.

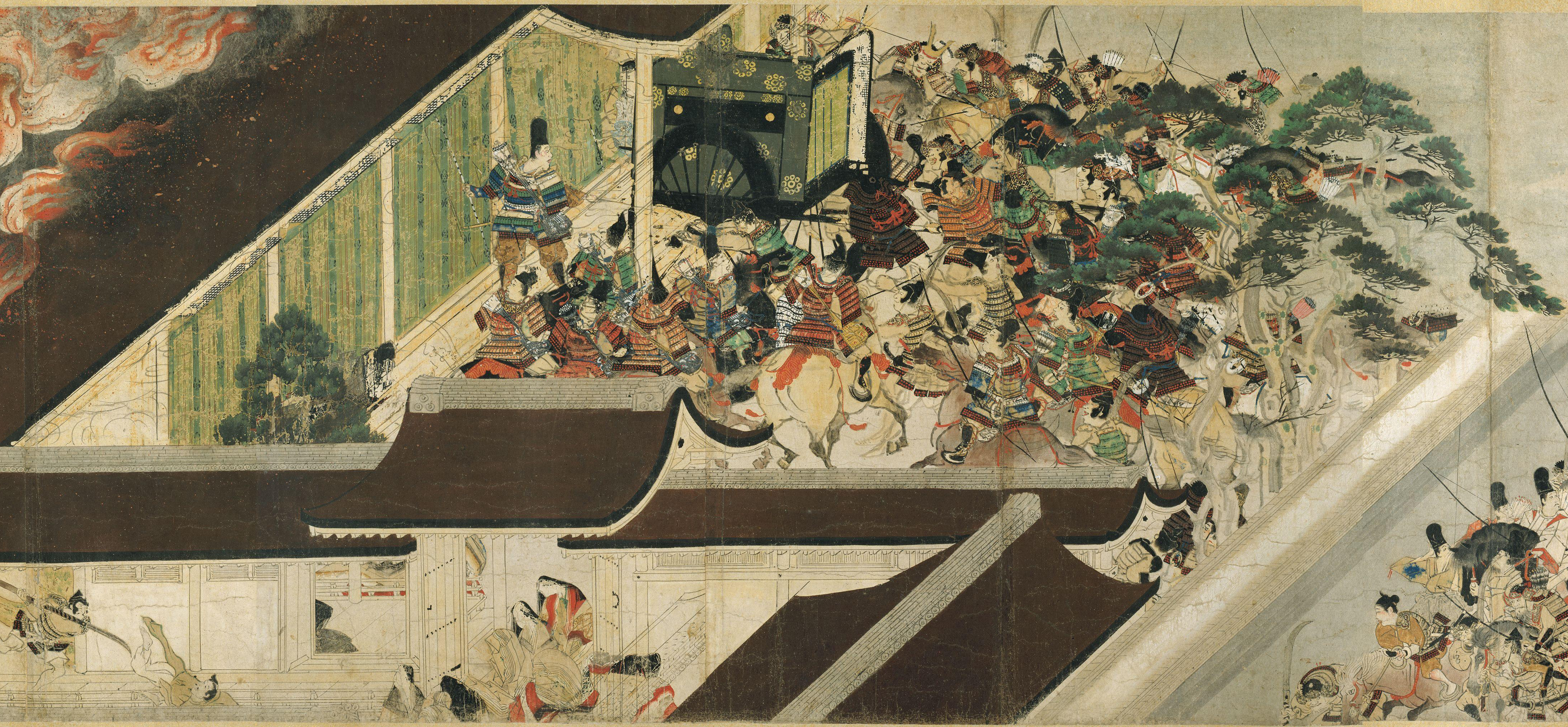
Attaque du palais impérial durant la rébellion de Heiji ; Fujiwara no Nobuyori harangue ses soldats en haut, tandis que des nobles sont pourchassés et tués en bas. Rouleaux illustrés du Dit de Heiji, XIIIe siècle.

Les tendances réalistes en vogue dans l'art de Kamakura, parfaitement incarné par la sculpture, se ressentent dans la majorité des productions ; en effet, le bakufu (régime des samouraïs) gouverne désormais le Japon et l'art raffiné et codifié de la cour laisse place à plus de fluidité et de dynamisme. La plus grande simplicité prônée dans les arts aboutit à une représentation plus humaine (colère, souffrance ou grandeur) et réaliste. Si l'activité liée à la religion est prolifique, il en va de même pour les commandes des bushi (guerriers nobles). Plusieurs emaki de chroniques historiques ou militaires comptent parmi les plus réputés, notamment les Rouleaux illustrés du Dit de Hōgen (aujourd'hui disparus) et les Rouleaux illustrés du Dit de Heiji ; de ce dernier, le rouleau conservé au musée des beaux-arts de Boston reste très estimé pour sa maîtrise de la composition (qui va crescendo jusqu'au sommet dramatique du rouleau, soit l'incendie du palais et la bataille sanglante qui se joue à ses pieds) et son apport à la compréhension de nos jours des armes et armures médiévales japonaises. Akiyama Terukazu le décrit comme « un chef-d’œuvre à sujet militaire du monde ». Dans le même esprit, un guerrier noble fit concevoir les Rouleaux illustrés des invasions mongoles pour narrer ses exploits militaires lors des invasions mongoles du Japon. L'art de Kamakura s'épanouit en particulier dans le portrait réaliste (nise-e) ; si les personnages dans les emaki évoluent donc vers un plus grand réalisme pictural, certains proposent directement des galeries de portraits selon les techniques iconographiques de l'époque, comme le Rouleau des trente-six poètes ou le Rouleau enluminé des gardes impériaux attribué à Fujiwara Nobuzane,.

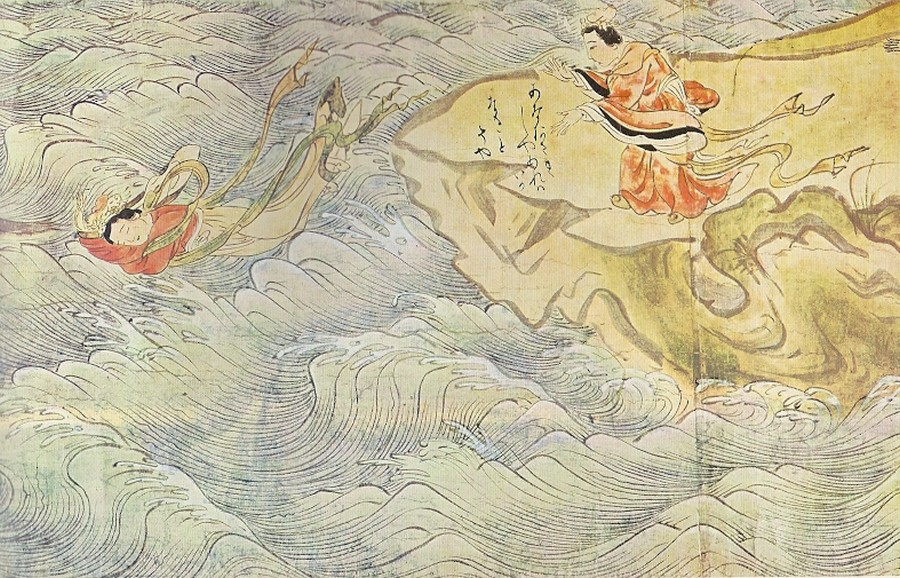
Zenmyō se jette à la mer. Rouleaux enluminés des fondateurs de la secte Kegon, début du XIIIe siècle.

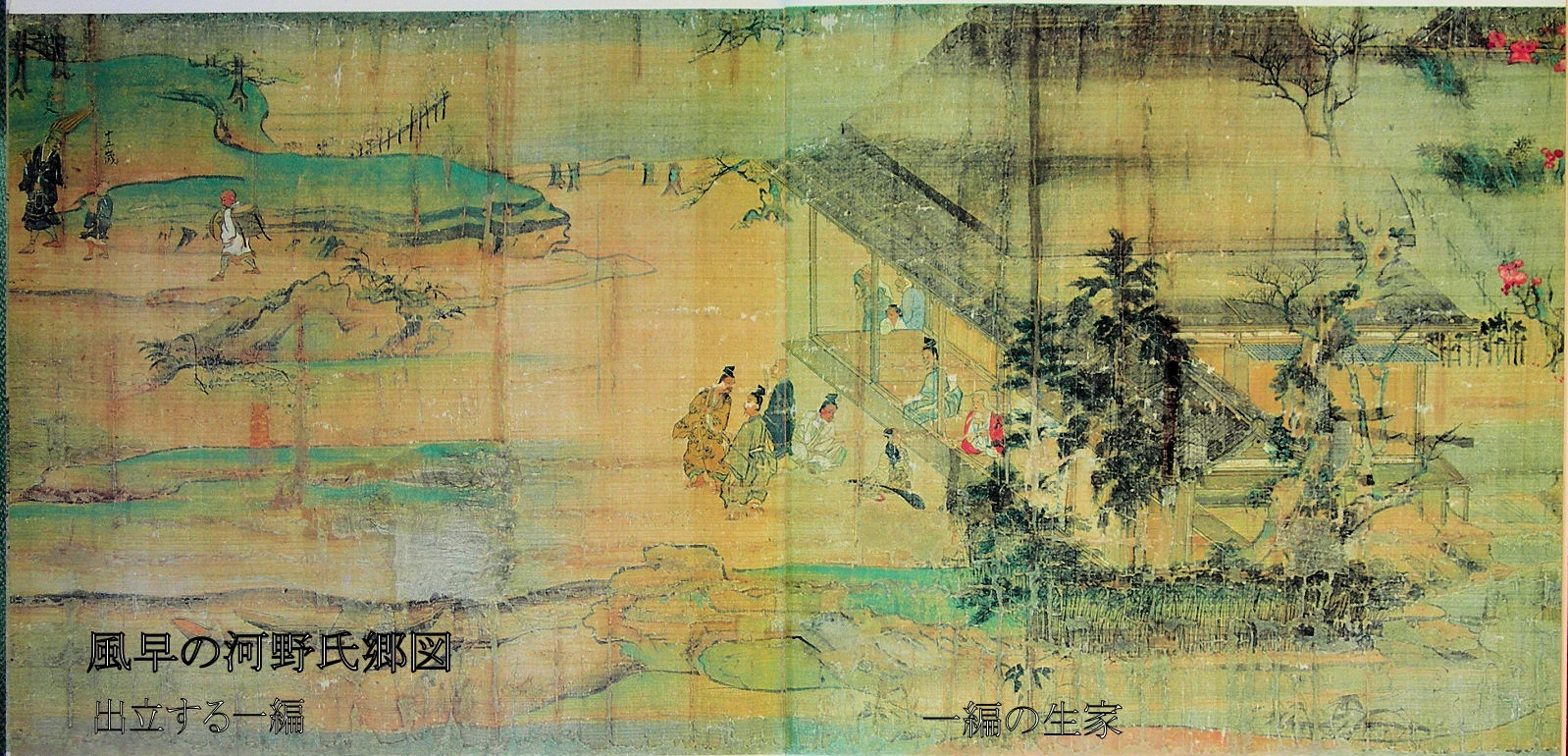
Le départ d'Ippen, fondateur de l'école Ji shū, pour son apprentissage du bouddhisme à treize ans. Biographie illustrée du moine itinérant Ippen, XIIIe siècle.

Un changement similaire se ressent en religion puisque les sectes bouddhiques ésotériques de l'époque de Heian (Tendai et Shingon) cèdent le pas au bouddhisme de la Terre pure (Jōdo), qui s'adresse avant tout au peuple en prêchant des pratiques simples de dévotion envers le bouddha Amida. Ces sectes très actives ont intensivement recours aux emaki aux XIIIe et XIVe siècles afin d'illustrer et diffuser leurs doctrines.
Plusieurs pratiques religieuses influent sur les emaki : les prêches publics et les séances d'explication des peintures (etoki) conduisent notamment les artistes à utiliser des rouleaux de plus grande taille que d'habitude et à représenter les protagonistes du récit de façon quelque peu disproportionnée par rapport au reste pour les voir de loin, une perspective non réaliste typiquement japonaise (par exemple l'Ippen shōnin ekotoba den). Les emaki religieux de Kamakura portent principalement sur la fondation des temples ou la vie des moines célèbres. Un grand nombre des centres religieux commandent aux ateliers de peintres (souvent des moines-peintres) des emaki narrant leur fondation ou la biographie du moine fondateur. Parmi les œuvres les plus connues sur ce thème figurent les biographies illustrées d’Ippen, de Hōnen, de Shinran ou de Xuanzang, ainsi que les Rouleaux enluminés des fondateurs de la secte Kegon et le Taima mandala engi,.
Le premier cité, peint par un moine, reste d'ailleurs remarquable par ses influences, rares jusqu'ici, de la Chine des Song (via le lavis) et des Tang (le shanshui), ainsi que par ses représentations très précises de forts nombreux paysages japonais. Quant au Saigyō monogatari emaki, il s'adresse plutôt à l'aristocratie déclinante en idéalisant la figure du moine esthète Saigyō Hōshi par la beauté des paysages et des poèmes calligraphiés.
Vers le milieu de l'époque de Kamakura peut être observé un regain d'intérêt pour la cour de Heian, qui apparaît déjà comme un sommet de la civilisation japonaise, et sa culture raffinée. Ainsi, les Rouleaux enluminés du journal intime de Murasaki Shikibu (Murasaki Shikibu nikki emaki), qui retrace la vie et les intrigues de Murasaki Shikibu, auteur du Dit du Genji (Xe siècle), reprend largement les techniques picturales de l'époque, notamment le tsukuri-e, mais dans un style plus décoratif et extraverti. D'autres œuvres suivent cette tendance, comme les Rouleaux illustrés des Contes d'Ise, le Rouleau enluminé des Notes de chevets ou le Rouleau illustré du roman de Sumiyoshi.

### Époque de Muromachi: déclin etotogizōshi

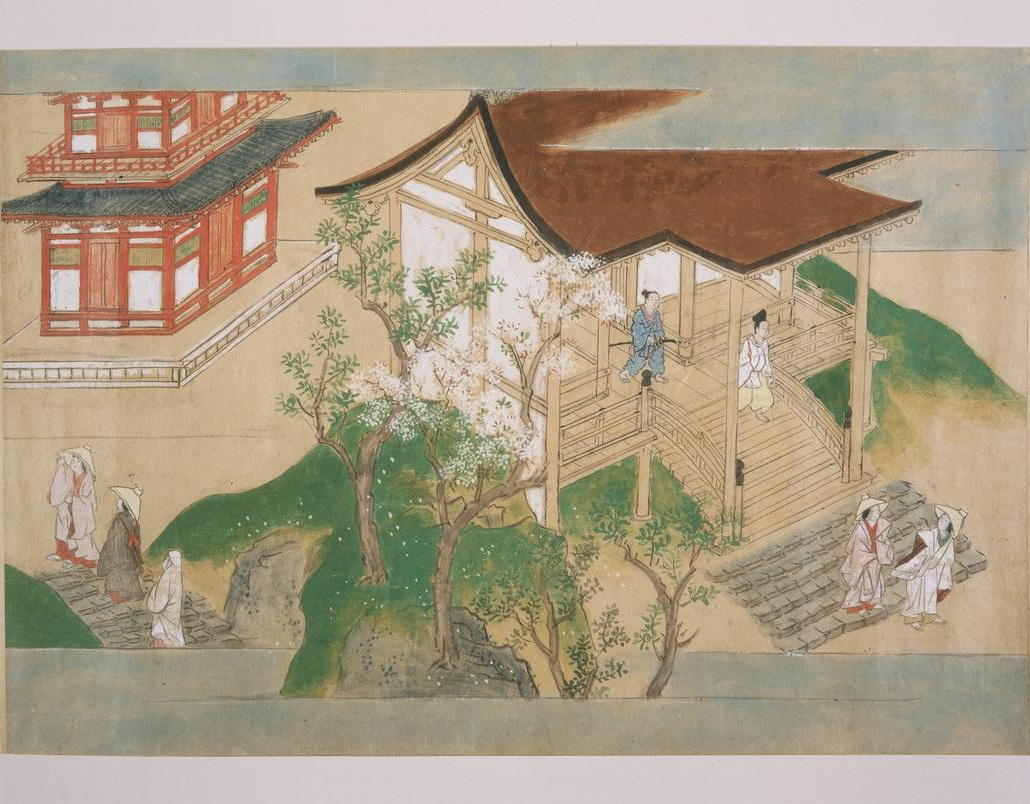
Rouleau 2 des Rouleaux enluminés du Kiyomizudera, Tosa Mitsunobu, 1517.

Vers la fin de l'époque de Kamakura, l'art des emaki perd déjà de son importance. Les spécialistes remarquent d'une part qu'ils deviennent moins inspirés, marqués d'un maniérisme esthétique extrême (comme l'usage exagéré de poudre d'or et d'argent) à la composition plus technique que créative ; la tendance à multiplier les scènes dans un style figé se remarque dans la Biographie illustrée du révérend Hōnen (le plus long emaki connu avec 48 rouleaux, achevé en 1307), le Kasuga gongen genki-e (1309) ou le Dōjō-ji engi emaki (XVIe siècle),. En parallèle, les influences novatrices et plus spirituelles de l'art de la Chine des Song, profondément ancré dans la spiritualité et le bouddhisme zen, initient le mouvement artistique dominant du lavis (encre ou peinture monochromatique à l'eau, sumi-e ou suiboku-ga en japonais) à l'époque de Muromachi, guidé par des artistes aussi célèbres que Shūbun ou Sesshū.
Un courant professionnel se maintient néanmoins avec l'école Tosa : seule à se réclamer encore du yamato-e, elle produit de nombreux emaki sur commande de la cour ou des temples (cette dynastie de peintres dirige l’edokoro impérial jusqu'au XVIIIe). Tosa Mitsunobu produit notamment plusieurs œuvres sur la fondation de temples : le Kiyomizudera engi emaki (1517), un rouleau du Ishiyama-dera engi emaki (1497), le Seikō-ji engi emaki (1487) ou une version du Kitano Tenjin engi emaki (1503) ; il accorde une grande minutie aux détails et aux couleurs, malgré une composition commune. D'une manière plus générale, l'illustration des romans dans le style classique du yamato-e (comme les fort nombreuses versions du Genji mongatari emaki ou du Ise monogatari emaki) perdure durant la fin de l'époque médiévale.

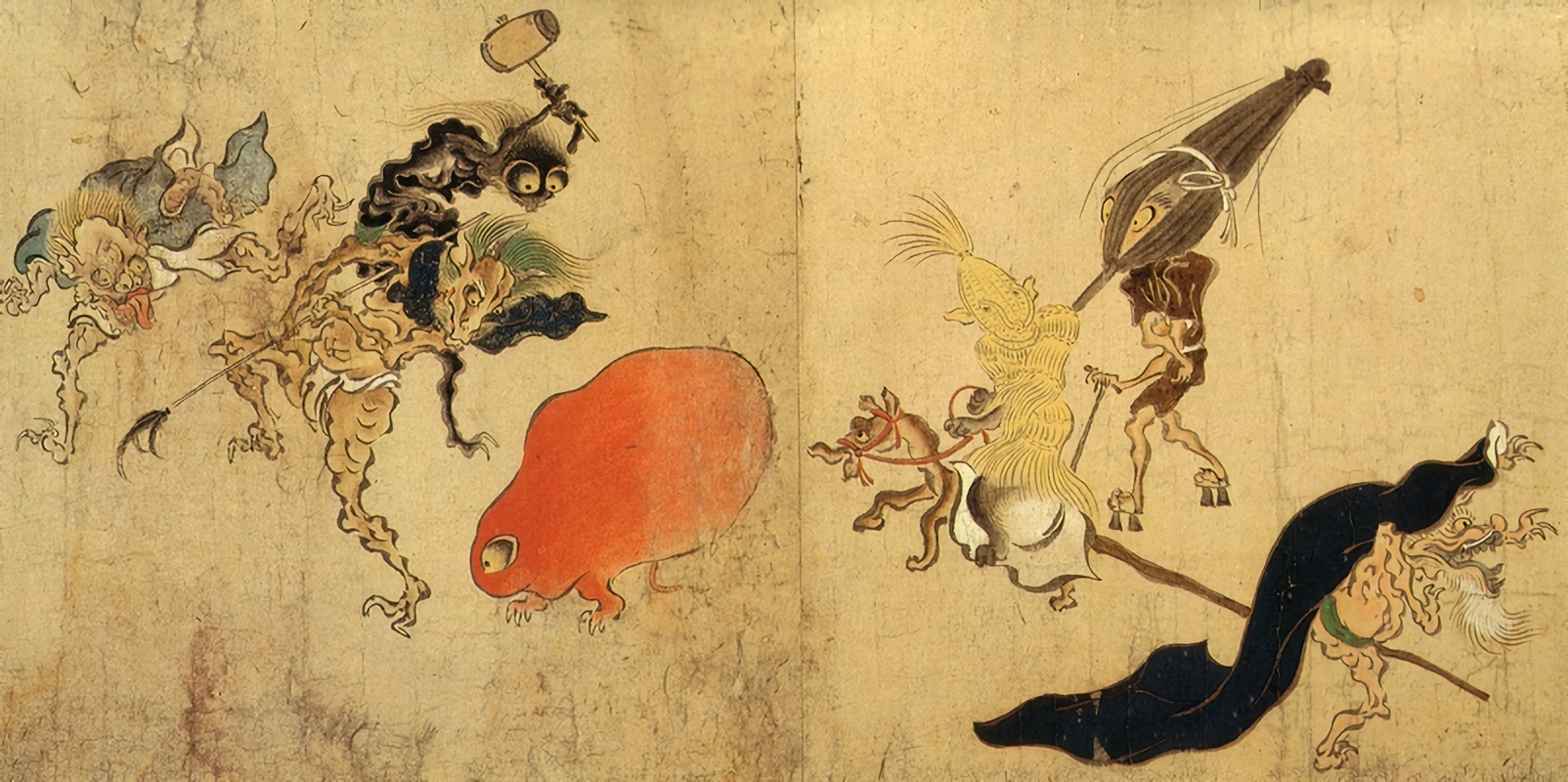
Esprits folkloriques japonais typiques de lotogi. Rouleau enluminé de la procession nocturne des cent démons, époque de Muromachi.

Si l’emaki n'est donc plus depuis la fin de l'époque de Kamakura le support artistique dominant au Japon, c'est dans le mouvement d'illustration des otogizōshi (otogi signifie « raconter des histoires ») que l’emaki connaît une vigueur populaire nouvelle aux XVe et XVIe siècles (époque de Muromachi) ; le terme nara-ehon (lit. livre d'illustrations de Nara) les désigne parfois de façon controversée (car anachronique et mêlant livres et rouleaux), ou bien de façon plus précise otogi-zōshi emaki ou nara-emaki. Il s'agit de petits contes symboliques et amusants, destinés à passer le temps autour de la mythologie, du folklore, des légendes, des croyances religieuses ou encore de la société contemporaine. Cette forme particulière d’emaki remonterait à l'époque de Heian, mais c'est sous celle de Muromachi qu'elle acquiert une réelle popularité. Cette relative popularité de l’otogizōshi semble naître d'un ennui pour les histoires trépidantes ou religieuses ; le peuple était alors plus sensible aux thèmes du rêve, du rire et du surnaturel (nombre d’emaki d’otogizōshi mettent en scène toutes sortes de yōkai et de créatures folkloriques), ainsi que de caricature sociale et de romans populaires. Parmi les exemples conservés se comptent des peintures de genre tel le Buncho no sasshi et le Sazare-ichi ou des contes surnaturels bouddhiques comme le Rouleau illustré de Tsuchigumo ou les Rouleaux enluminés de la procession nocturne des cent démons. Du point de vue des historiens de l'art, la créativité des rouleaux classiques s'y ressent là encore moins, car si la composition est similaire, le manque d’harmonie des couleurs et l'aspect surchargé nuisent ; il semble que la production soit souvent l'œuvre d'amateurs. Toutefois, un champ d'étude des nara-ehon et du style pictural nara-e existe en marge et se démarque du cadre des emaki.

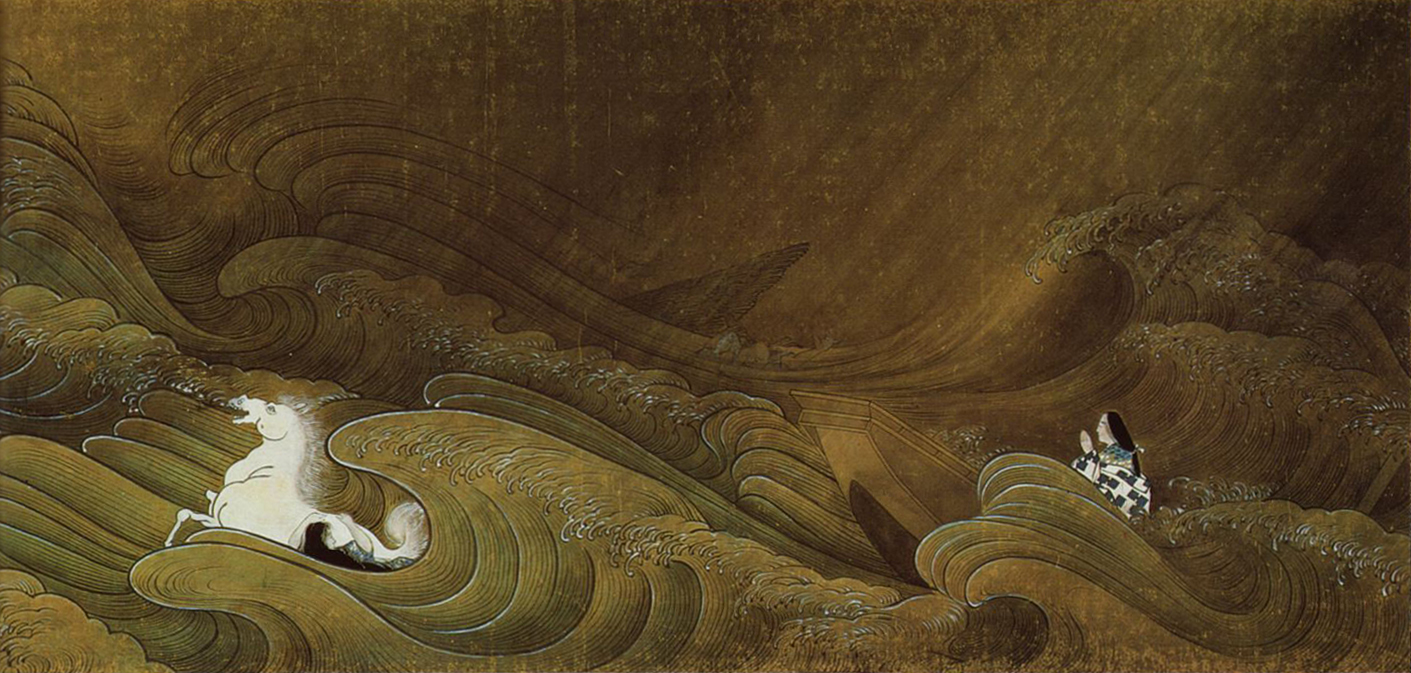
Ishiyama-dera engi emaki, œuvre récente de Tani Bunchō, début du XIXe siècle.

Divers autres artistes s'intéressèrent encore au rouleau narratif jusque vers le XVIIe, notamment Tawaraya Sōtatsu ou Yosa Buson. L'école Kanō l'utilise de même ; Kanō Tannyū a réalisé plusieurs rouleaux sur les batailles des Tokugawa, en particulier celles de Sekigahara dans son Tōshō daigongen engi, où il s'inspire par endroits des Rouleaux illustrés du Dit de Heiji (XIIIe).

## Fonctions et production desemaki

### Thèmes et genres
Par essence, l’emaki est un système narratif (à la manière du livre) qui nécessite la construction d'une histoire, aussi la composition doit-elle reposer sur les transitions de scène en scène jusqu'au dénouement final.
Les emaki sont au début fortement influencés par la Chine, tout comme les arts japonais d'alors ; le Sūtra illustré des Causes et des Effets reprend ainsi beaucoup du style naïf et simple des Tang, bien que des dissonances se fassent ressentir notamment sur les couleurs. À partir de l'époque de Heian, ils vont s'en dissocier, principalement dans les thèmes : en effet, les rouleaux chinois étaient surtout destinés à illustrer les principes transcendantaux du bouddhisme et la sérénité des paysages, suggérant la grandeur et la spiritualité. Les Japonais, en revanche, recentrent leurs œuvres sur le quotidien et l'homme, véhiculant drame, humour et sentiments. Ils s'inspirent de la littérature, de la poésie, de la nature et surtout de la vie quotidienne ; bref, ils conçoivent un art intime, parfois en opposition à la recherche de grandeur spirituelle chinois.
Les premiers thèmes japonais à l'époque de Heian sont très intimement liés à la littérature et à la poésie waka : les peintures des saisons, du calendrier annuel des cérémonies, des campagnes et enfin des paysages célèbres de l'archipel (meisho-e). Par la suite, les guerriers de Kamakura et les nouvelles sectes bouddhiques de la Terre pure diversifient encore plus largement les sujets. Malgré cette large palette des emaki, les spécialistes aiment à les catégoriser, tant sur le fond que sur la forme. Une méthode efficace de différenciation des emaki se ramène à l'étude des sujets en se référant aux canons de l'époque. La catégorisation proposée par Okudaira et Fukui distingue ainsi les peintures profanes et religieuses :
Peintures séculières
- romans et journaux de la cour (monogatari, nikki) traitant de récits romanesques, de la vie à la cour ou de chroniques historiques ;
- légendes populaires (setsuwa monogatari) ;
- récits militaires (kassen) ;
- rouleaux sur les poètes waka ;
- rapports sur les rites et cérémonies célébrées de façon très codifiée et rigide tout au long de l'année ;
- peintures et portraits réalistes (nise-e) ;
- otogi-zōshi, contes folkloriques ou fantastiques en vogue au XIVe siècle.

Peintures religieuses
- illustrations de sûtra ou de doctrines religieuses (kyu-ten) ;
- biographie illustrée d'un moine ou prêtre bouddhique éminent (shōnin, kōsōden-e ou eden) ;
- peintures sur les antécédents d'un temple (engi) ;
- les zōshi, recueil d’anecdotes bouddhiques.

Une troisième catégorie porte sur des œuvres plus hétéroclites, mêlant religion et narration ou religion et humour populaire.

### Les artistes et leur public
Les auteurs des emaki sont le plus souvent inconnus de nos jours et il demeure hasardeux d'avancer les noms des « maîtres » de l’emaki, un rouleau pouvant d'ailleurs être le fruit de la collaboration de plusieurs artistes ; certaines techniques comme le tsukuri-e inclinent même naturellement à cela. Les historiens de l'art s'intéressent plus à déterminer le milieu social et artistique des peintres : amateurs ou professionnels, à la cour ou dans les temples, aristocrates ou de naissance modeste.
En premier lieu, les peintres amateurs, peut-être les initiateurs des emaki classiques, sont à rechercher à la cour de l'empereur à Heian, parmi les aristocrates versés dans les différents arts. Les sources d'époque mentionnent notamment des concours de peintures (e-awase) où les nobles se mesuraient autour d'un thème commun issu d'un poème, comme décrit par Murasaki Shikibu dans le Dit du Genji. Leurs travaux semblent porter plutôt sur l'illustration des romans (monogatari) et des journaux intimes (nikki), littérature plutôt féminine de la cour. Des moines ont aussi pu produire des peintures en dehors de tout patronage.
Secondement, il existait dans le Japon médiéval des ateliers de peintres professionnels (絵所, edokoro, littéralement « Bureau de peinture ») ; à l'époque de Kamakura, la production professionnelle domine grandement, et on distinguait plusieurs catégories d'ateliers : celui officiellement rattaché au palais (kyūtei edokoro), ceux rattachés aux grands temples et sanctuaires (jiin edokoro), ou enfin ceux hébergés par quelques hauts personnages,. L'étude de certains colophons et textes d'époque permet d'associer de nombreux emaki à ces ateliers professionnels, et même parfois d'en comprendre le fonctionnement.
Concernant les commandes des ateliers des temples, les emaki ont principalement vocation à diffuser une doctrine, au prosélytisme, ou même à l'acte de foi, car copier des sūtra illustrés doit permettre de communier avec les divinités (une théorie accrédite même l'idée que le Kitano Tenjin engi emaki aurait eu pour vocation de pacifier de mauvais esprits). Ce prosélytisme, favorisé par l'émergence des sectes de la Terre pure à l'époque de Kamakura, fait évoluer les méthodes de production, car ces emaki étaient destinés à être copiés et diffusés largement dans plusieurs temples associés, expliquant le grand nombre de copies plus ou moins similaires sur la vie des grands moines et la fondation des temples importants. Si le public visé semble être le peuple, il est entendu que seule une minorité était capable de lire et écrire.
Divers historiens soulignent ainsi l'usage des emaki dans les séances d'explication des peintures (絵解, etoki), où un moine érudit détaille à une assistance populaire le contenu des rouleaux. Les spécialistes expliquent ainsi les dimensions inhabituellement grandes des différentes versions du Kitano Tenjin engi emaki ou de l’Ippen shōnin ekotoba den. Quant aux ateliers de la cour, ils satisfaisaient aux commandes du palais, que ce soit pour l'illustration de romans ou de chroniques historiques, tels les Rouleaux illustrés du Dit de Heiji. Une forme d'exploitation de l'histoire pouvait également motiver le commanditaire : par exemple, les Rouleaux du Dit de Heiji ont été réalisés pour le clan Minamoto (vainqueur de la guerre de Genpei) et les Rouleaux illustrés des invasions mongoles pour vanter les hauts faits d'un samouraï en quête de reconnaissance auprès du shogun. ces œuvres étaient, semble-t-il, destinées à être lues par des nobles. Néanmoins, D. Seckel souligne que la séparation entre le séculaire et le religieux reste floue et sans doute ne correspond pas à une pratique explicite : ainsi, les aristocrates commandaient régulièrement des emaki pour les offrir à un temple, et les rouleaux religieux ne dédaignent pas représenter la chose populaire, à la manière de la Biographie illustrée du révérend Hōnen qui présente un riche aperçu de la civilisation médiévale.

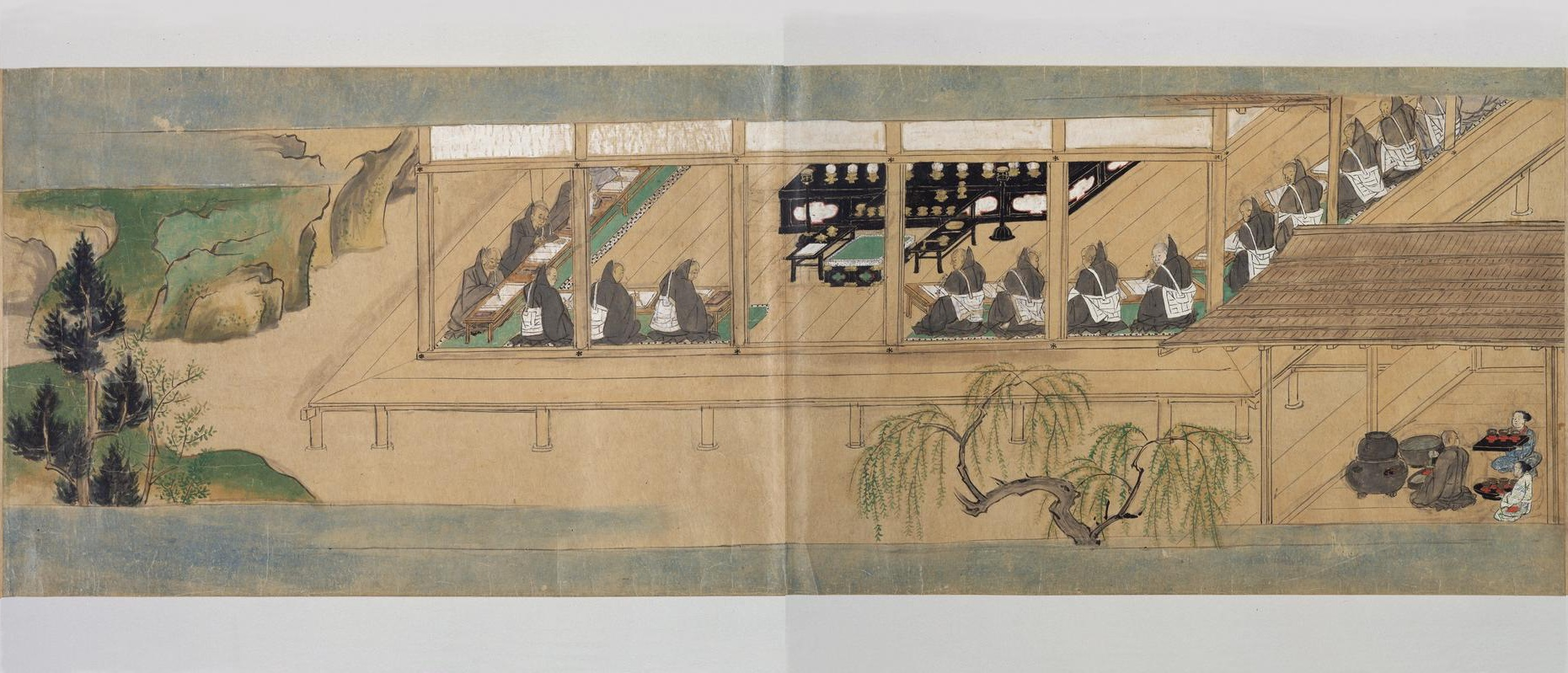
Moines copistes au travail. Rouleaux enluminés du Kiyomizudera, 1517.

Pour en venir aux artistes connus, les colophons et les études comparatives permettent parfois de déduire le nom de l'artiste : par exemple, le moine En-I a signé la Biographie illustrée du moine itinérant Ippen, les historiens désignent Tokiwa Mitsunaga comme auteur du Ban dainagon ekotoba et du Nenjū gyōji emaki, ou encore Enichibō Jōnin pour une partie des Rouleaux enluminés des fondateurs de la secte Kegon. Néanmoins, la vie de ces artistes reste assez mal connue, tout au plus semblent-ils provenir de noble extraction. Cela se ressent particulièrement dans les descriptions toujours très précises du palais impérial (l'architecture intérieure, les vêtements et les rituels) ou des organes officiels (notamment la police impériale, kebiishi). Les Rouleaux des légendes du mont Shigi illustrent bien cette dimension, puisque la précision des motifs tant religieux qu’aristocratiques fait supposer une réelle proximité du peintre avec ces deux mondes.
Un artiste peut-être plus réputé est Fujiwara Nobuzane, aristocrate de la famille Fujiwara et auteur du Rouleau enluminé des gardes impériaux, ainsi que de diverses suites de portraits réalistes (nise-e, école qu'il a fondée à la suite de son père Fujiwara Takanobu). Parmi les ateliers des temples, on sait que celui du Kōzan-ji était particulièrement prolifique, sous l'impulsion du moine Myōe, grand érudit qui fit venir nombres d'œuvres de la Chine des Song. Ainsi, le trait de Jōnin sur les Rouleaux enluminés des fondateurs de la secte Kegon ou le portrait de Myōe laisse transparaître les premières influences Song dans la peinture japonaise. Toutefois, le manque crucial d'informations et de documents sur ces rares artistes connus conduit les historiens de l'art japonais à plutôt identifier les styles, les ateliers, les écoles de production.
À partir du XIVe siècle, l'atelier de la cour (kyūtei edokoro), et même pour un temps celui du shogun, sont dirigés par l'école Tosa, qui fait perdurer comme mentionné plus haut la peinture yamato-e et la production d’emaki malgré le déclin du genre. Ces artistes sont bien mieux connus ; Tosa Mitsunobu réalisa par exemple une grande quantité d'œuvres commanditées par des temples (dont le Kiyomizudera engi emaki) ou des nobles (dont le Gonssamen kassen emaki). L'école concurrente Kanō offrit également quelques pièces du genre en fonction des commandes : des historiens de l'art ont ainsi montré force similitudes entre le Tōshō daigongen engi (XVIIe) de Kanō Tannyū et les Rouleaux illustrés du Dit de Heiji, probablement afin de suggérer un lien entre les Minamoto et les Tokugawa, respectivement les premiers et derniers shoguns qui dirigèrent tout le Japon.

### Matériel et manufacture

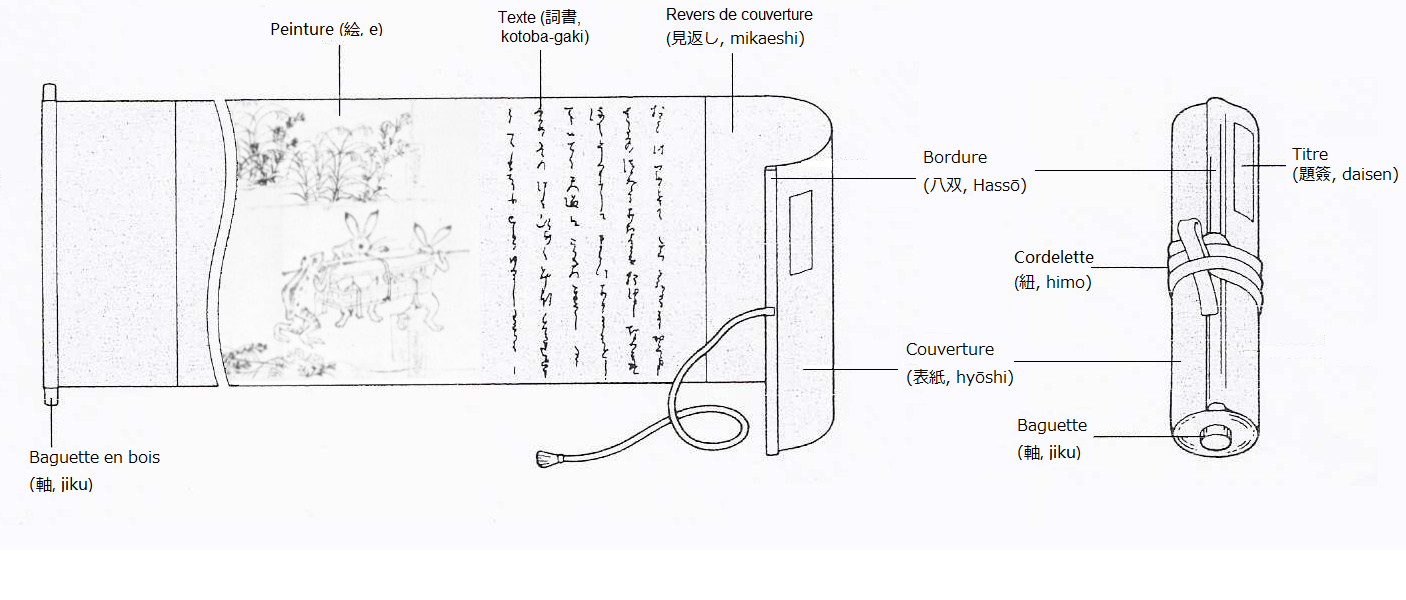
Format d'un emaki.

Le support privilégié des emaki est le papier, et dans une moindre mesure la soie ; tous deux sont originaires de Chine, bien que le papier japonais (washi) soit généralement d'une texture plus solide et moins délicate que le papier chinois (les fibres étant plus longues). Il est traditionnellement fabriqué avec le concours des femmes sur l'archipel.
Les couleurs les plus réputées sont tirées des pigments minéraux : par exemple l'azurite pour le bleu, le vermillon pour le rouge, le réalgar pour le jaune, la malachite pour le vert, etc. Ces pigments épais, nommés en japonais iwa-enogu, ne sont pas solubles dans l'eau et requièrent un liant épais, généralement une colle animale ; la quantité de colle nécessaire dépend de la finesse du broyage des pigments.
Les peintures étant destinées à être enroulées, les couleurs doivent être appliquées en une mince couche à plat afin d'éviter tout craquellement à moyen terme, ce qui limite les modelés (reliefs) prépondérants dans la peinture occidentale. Quant à l'encre, inventée également en Chine vers le Ier siècle apr. J.-C., elle résulte d'un mélange simple de liant et de fumée de bois, dont le dosage dépend du fabricant. Essentielle pour la calligraphie, elle est également importante dans les arts picturaux asiatiques où la ligne prime souvent ; les artistes japonais l'appliquent au pinceau, variant l'épaisseur du trait et la dilution de l'encre pour obtenir d'un noir sombre jusqu'à un gris pâle fortement absorbé par le papier.
Les rouleaux de papier ou de soie restent toutefois relativement fragiles, en particulier après l'application de la peinture, si bien que les rouleaux sont doublés par une ou plusieurs couches de papiers forts, d'ailleurs de façon très similaire aux kakemono (rouleaux suspendus) : les peintures sont tendues, collées sur le support puis séchées et brossées, normalement par un artisan spécialisé nommé kyōshi (littéralement « maître en sūtra »). Le long format des emaki pose toutefois des problèmes d'application : généralement, des feuilles de papiers ou de soie de deux ou trois mètres sont doublées séparément, puis assemblées grâce à des bandes de papier japonais à fibres longues, réputé pour sa solidité. Le doublage requiert simplement la pose d'une colle animale qui, en séchant, permet en sus de tendre correctement le papier peint. L'assemblage se finalise par le choix de la baguette en bois (軸, jiku), plutôt fine, et le raccord de la  couverture (表紙, hyōshi) qui protège l'œuvre une fois enroulée grâce à une cordelette (紐, himo) ; la couverture est souvent en soie et décorée à l'intérieur (見返し, mikaeshi, littéralement « intérieur de couverture »), pour les pièces les plus précieuses de poudre d'or et d'argent,. Les rouleaux des emaki sont entreposés au quotidien dans des boîtes dimensionnées à cet effet.

## Caractéristiques artistiques

### Généralités
Les courants et les techniques de l'art des emaki sont intimement liés et s'inscrivent le plus souvent dans le mouvement du yamato-e, volontiers opposé au début aux peintures de style chinois, nommé kara-e. Le yamato-e, art du quotidien coloré et décoratif, caractérise fortement les productions d'alors. Au début, le yamato-e désigne surtout les œuvres de thèmes japonais, notamment la vie à la cour, les cérémonies ou les paysages de l'archipel, en opposition aux thèmes érudits chinois jusqu'alors dominants, notamment à l'époque de Nara. Les documents du IXe siècle mentionnent par exemple les peintures sur parois coulissantes et paravents du palais impérial qui illustrent des poèmes waka. Par la suite, le terme yamato-e désigne plus généralement l'ensemble de la peinture japonisante née au IXe siècle qui, au-delà des thèmes, exprime la sensibilité et le caractère du peuple de l'archipel. Miyeko Murase parle ainsi d'« émergence du goût national ».
Différents courants de peintures s'inscrivent dans le yamato-e en fonction des époques (approximativement du Xe et XIVe siècles), que l'on retrouve dans les emaki. Le style, la composition et la technique varient fortement, mais il est possible de dégager de grands principes. Ainsi, concernant le style, l'époque de Heian oppose peinture raffinée à la cour et peinture dynamique sur des sujets extérieurs à la cour, tandis que l'époque de Kamakura voit une synthèse des deux approches et l'apport des nouvelles influences réalistes et du lavis de la Chine des Song. Concernant la composition, les artistes peuvent alterner calligraphies et peintures de façon à n'illustrer que les moments les plus marquants du récit, ou bien réaliser de longues sections peintes où plusieurs scènes se fondent et s'enchaînent avec fluidité. Concernant la technique enfin, la classification des emaki, bien que complexe, permet de dégager deux approches : les peintures privilégiant la couleur, et celles privilégiant la ligne dans un but de dynamisme.
Le format particulier des emaki, longues plages de peintures sans limites fixes, impose de résoudre un certain nombre de problèmes de composition afin de maintenir l'aisance et la clarté du récit, et qui ont donné naissance à une forme d'art cohérente sur plusieurs siècles. En résumé pour E. Saint-Marc : « Il fallait construire un vocabulaire, une syntaxe, résoudre toute une série de problèmes techniques, inventer une discipline à la fois littéraire et plastique, un mode esthétique qui trouve ses conventions […] tour à tour inventées et modelées, figées par l'usage, puis remodelées, pour en faire un instrument d'expression raffinée. »
Les sections ci-après s'attachent à parcourir les techniques picturales qui se sont ancrées peu à peu dans l'art des emaki ou du yamato-e.

### Styles et techniques

#### Style de la couronna-e
Les spécialistes se plaisent à distinguer deux courants dans le yamato-e de l'époque de Heian, et donc dans les emaki, nommés onna-e (« peinture de femme », onna signifiant « femme ») et otoko-e (« peinture d'homme », otoko signifiant « homme »), comme vu plus haut. L’onna-e retranscrit pleinement l'esthétique lyrique et raffinée de la cour impériale, qui se caractérise par une certaine retenue, l'introspection et l'expression des sentiments, regroupant surtout des œuvres inspirées de littérature « romanesque » tels les Rouleaux illustrés du Dit du Genji (Genji monogatari emaki). L'impression dominante de ce genre est exprimée en japonais par le terme mono no aware, une sorte de mélancolie fugace née du sentiment de l'impermanence des choses. Ces œuvres adoptent majoritairement la peinture dite tsukuri-e (peinture construite), aux couleurs riches et opaques. Dans les emaki du XIIIe qui remettent au goût du jour le style onna-e, la même technique est utilisée mais de façon parfois moins achevée, les couleurs n'exprimant plus directement les sentiments et les artistes recourant à un esthétisme plus décoratif, comme l'usage très important de poudre d'or dans les Rouleaux enluminés du journal intime de Murasaki Shikibu.
Un élément caractéristique du onna-e réside dans le dessin des visages, très impersonnels, que les spécialistes comparent souvent à des masques nô. En effet, selon la technique du hikime kagibana, deux ou trois traits suffisaient à représenter les yeux et le nez de manière stylisée ; E. Grilli note la mélancolie de cette approche. L'effet recherché est encore incertain, mais traduit probablement la grande retenue des sentiments et des personnalités au palais, ou bien encore permet aux lecteurs de s'identifier plus aisément aux personnages. Dans certains monogatari de Heian, les artistes expriment plutôt les sentiments ou les passions dans les positions ainsi que les plis et replis des vêtements, en harmonie avec l'humeur du moment.

Peintures onna-e
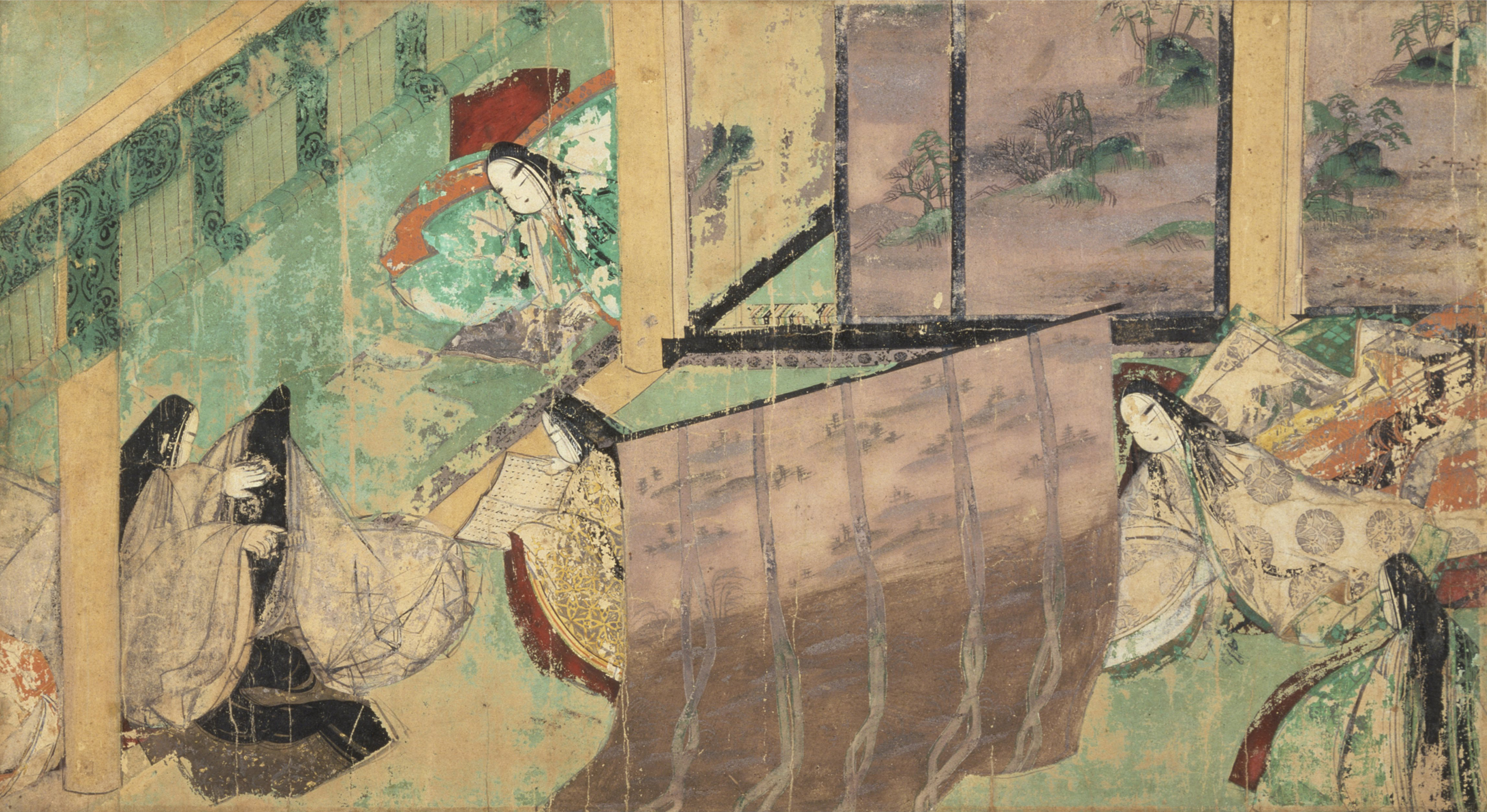
Peinture en tsukuri-e, aux tons vifs typiques du yamato-e primaire. Rouleaux illustrés du Dit du Genji, XIIe.
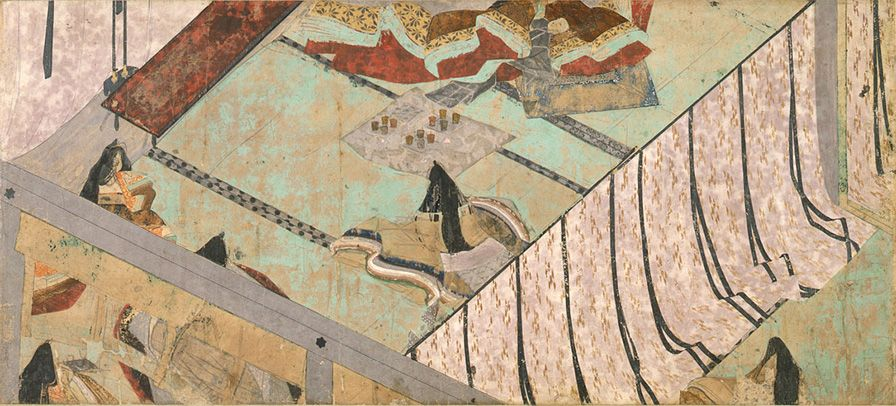
Peinture en tsukiri-e aux tons plus légers. Journal intime de dame Murasaki, XIIIe.
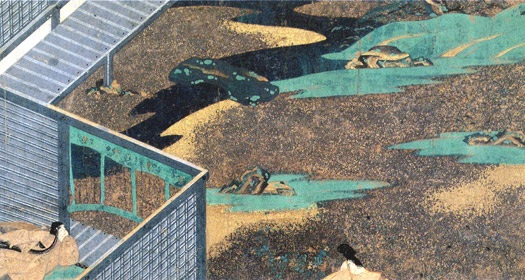
Tsukiri-e. Rouleaux illustrés des Contes d'Ise, XIVe.
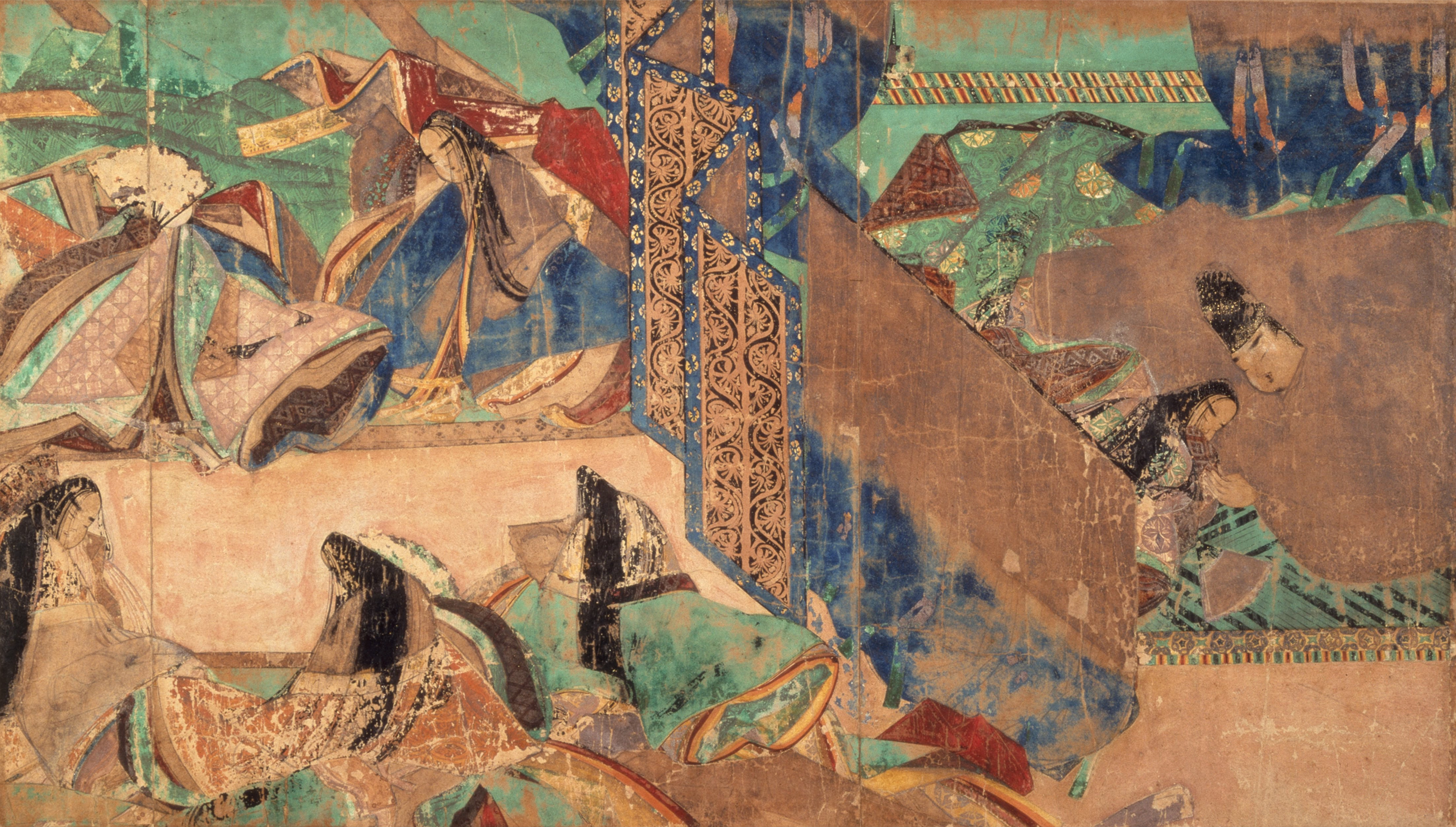
Scène de la cour illustrant le hikime kagibana, technique de représentation des visages inexpressive et impersonnelle. Rouleaux du Dit du Genji, XIIe.

#### Style populaireotoko-e
Le courant de l’otoko-e se veut plus vif et libre que l’onna-e, représentant batailles, chroniques historiques, épopées et légendes religieuses en privilégiant les longues illustrations sur les calligraphies, comme appliqué dans les Rouleaux des légendes du mont Shigi ou les Rouleaux illustrés du Dit de Heiji. Le style repose sur les lignes souples à l'encre tracées librement par l'artiste, contrairement à la peinture construite du tsukuri-e, pour privilégier l'impression de mouvement. Au contraire, les couleurs apparaissent généralement plus discrètes et laissant le papier à nu par endroits. Si le terme onna-e est bien attesté dans les textes d'époque et semble issu des illustrations de romans par les dames de la cour dès le Xe, les origines de l’otoko-e sont plus obscures : elles naissent a priori de l'intérêt des nobles pour la vie provinciale japonaise dès le XIe siècle, ainsi que pour les légendes folkloriques locales ; d'ailleurs, plusieurs scènes très détaillées des Rouleaux des légendes du mont Shigi montrent bien que son auteur ne peut être qu'un habitué du palais, aristocrate ou moine. Il subsiste en tout cas plusieurs recueils de ces récits folkloriques à l'époque, comme le Konjaku monogatari.
À l'époque de Heian, ces deux courants du yamato-e font aussi écho aux mystères et à la réclusion de la cour : le style onna-e raconte ainsi ce qui se passe à l'intérieur du palais, et le style otoke-e à l'extérieur [Stanley-Beker].
À la différence des peintures de la cour, les rouleaux plus spontanés comme les Rouleaux des légendes du mont Shigi ou le Ban dainagon ekotoba arborent bien plus de réalisme dans le dessin des personnages, voir d'humour et de burlesque ; les sentiments du peuple (colère, joie, peur…) s'expriment plus spontanément et directement.

Peintures otoko-e
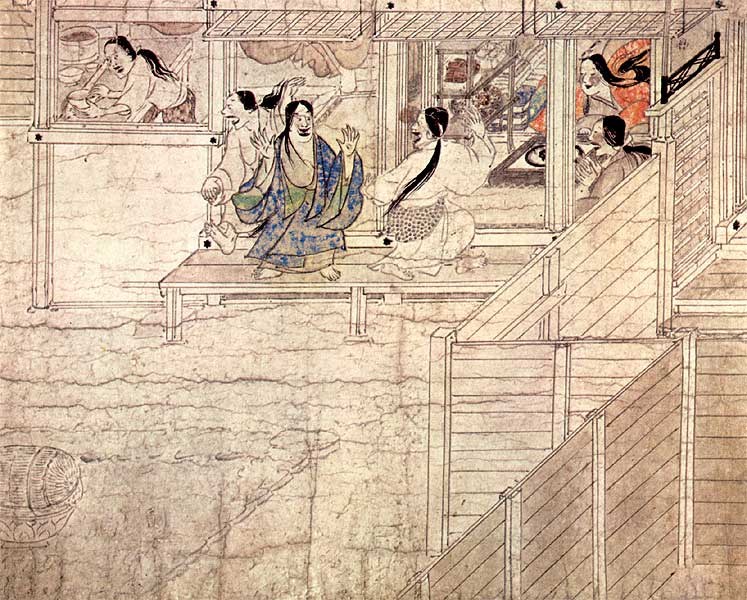
Scène populaire où la ligne prend le pas sur les couleurs très légères. Rouleaux des légendes du mont Shigi, XIIe.
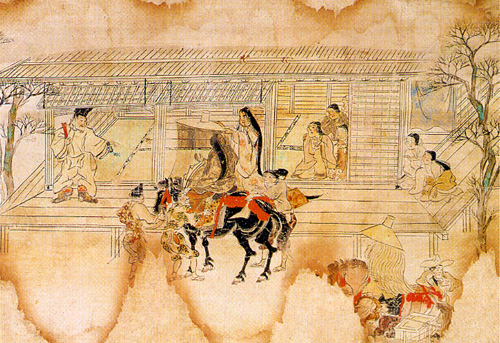
Autres peintures à sujet populaire privilégiant la ligne. Légendes de la fondation du Kokawa-dera, XIIe.
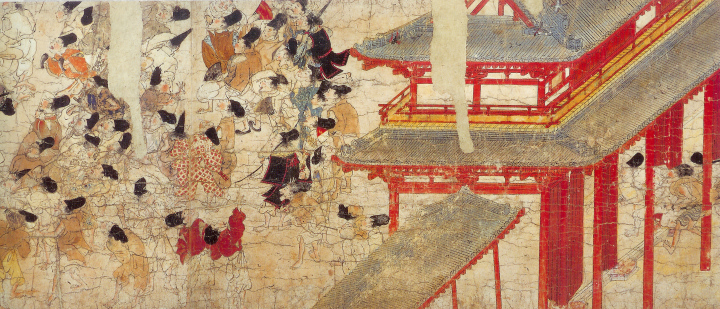
Peinture expressive de la foule populaire. Ban dainagon ekotoba, fin XIIe.
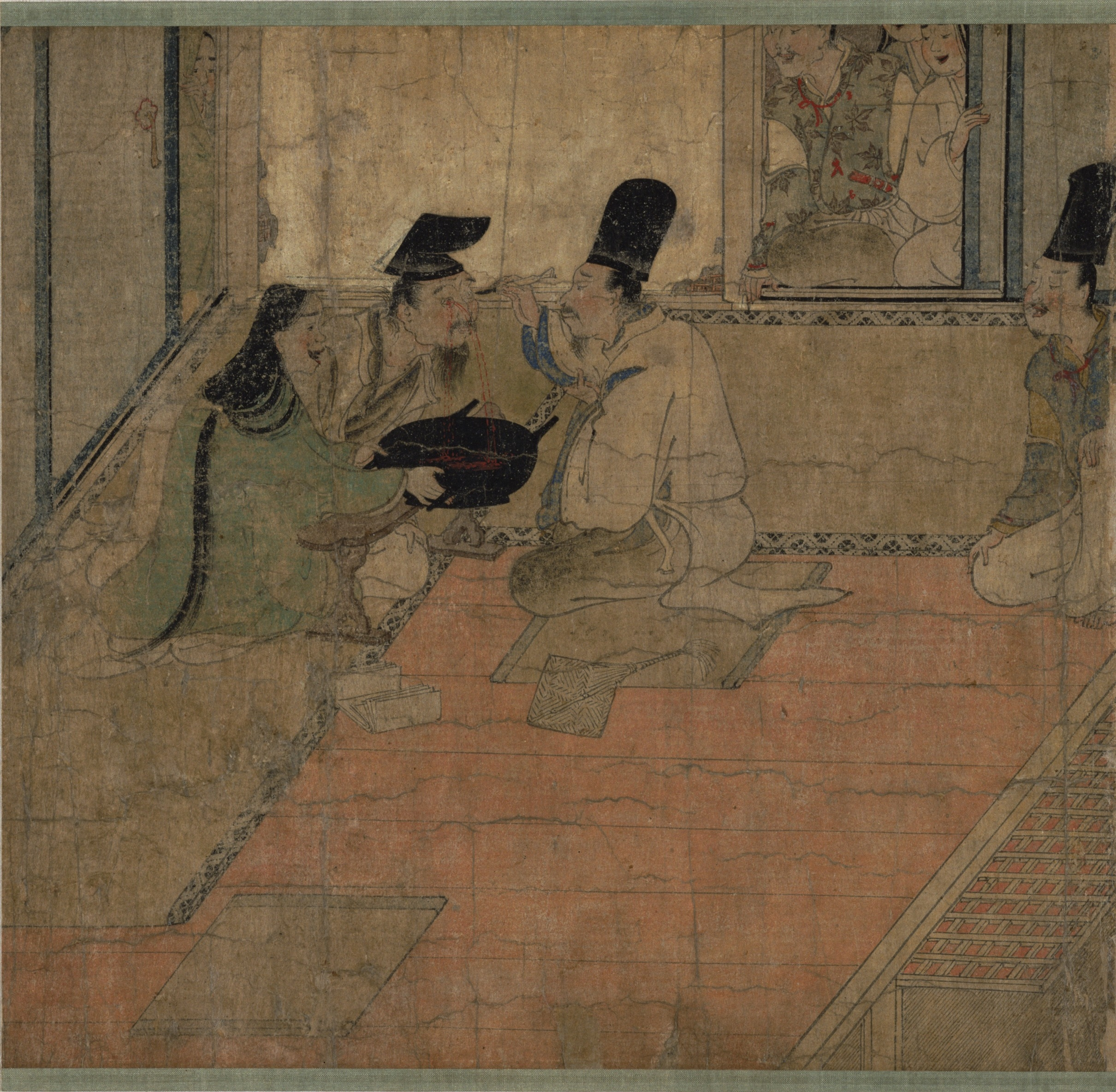
Scène humoristique peignant l'erreur d'un médecin. Rouleau des maladies, XIIe.
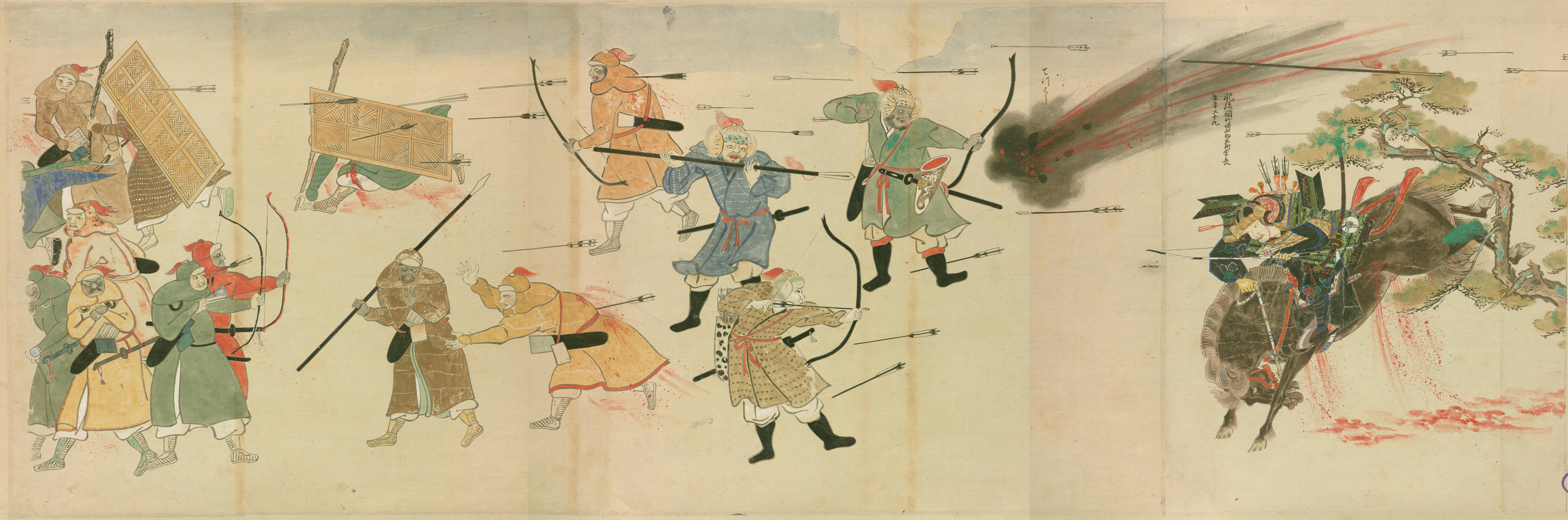
Scène de bataille illustrant les invasions mongoles du Japon. Rouleaux illustrés des invasions mongoles, XIIIe.

#### Peinture réaliste de Kamakura
À l'époque de Kamakura, les deux courants du yamato-e (onna-e et otoko-e) se mélangent et donnent naissance à des œuvres à la fois dynamiques et vivement colorées, à la manière du Kitano Tenjin engi emaki. Par ailleurs, la majorité des emaki transcrivent également les tendances réalistes d'alors, selon les goûts des guerriers au pouvoir. L’Emaki du Dit du Heiji montre ainsi avec force détails les armes, armures et uniformes des soldats, et le Ban dainagon ekotoba traite de manière individuelle plus de deux cents personnages paniqués qui figurent sur le rouleau de l'incendie de la porte.
La peinture réaliste se ressent le mieux dans les portraits nommés nise-e, mouvement initié par Fujiwara Takanobu et son fils Fujiwara Nobuzane. D'une part en effet, ces deux artistes et leurs descendants ont produit nombre d’emaki d'un genre particulier : il s'agissait de suites de portraits de personnes célèbres réalisés dans un style assez similaire, soit la simplicité presque géométrique des vêtements et le réalisme poussé du visage. L'essence du nise-e était réellement de saisir la personnalité intime du sujet avec une grande économie de moyens. Parmi les rouleaux les plus connus figurent les Rouleaux des portraits des empereurs, ministres et grands courtisans (Rekidan sekkan daijin ei), emaki composé de 131 portraits d’empereurs, régents, ministres et hauts courtisans (par Fujiwara no Tamenobu et Gōshin, XIVe) ou les Rouleaux des gardes impériaux (Zuijin teiki emaki) de Nobuzane, dont la peinture à l’encre (hakubyō) rehaussée de couleur très discrète illustre parfaitement le trait du nise-e. Viennent enfin, mais de façon plus idéalisée que réaliste, les Rouleaux des trente-six poètes formant une galerie de portraits des Trente-six grands poètes. Plus généralement, l'homme est un des sujets élémentaires de l’emaki en général, et de nombreuses œuvres de l'époque de Kamakura incorporent les techniques du nise-e, comme les Rouleaux illustrés du Dit de Heiji ou les Rouleaux illustrés des invasions mongoles.

Peintures réalistes
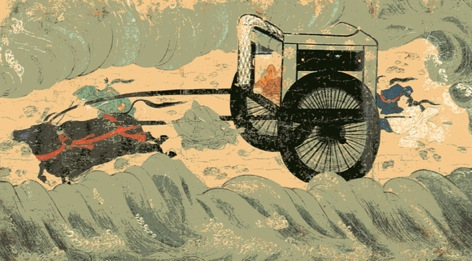
Couleurs et dynamisme de la peinture. Kitano Tenjin engi emaki, XIIIe.
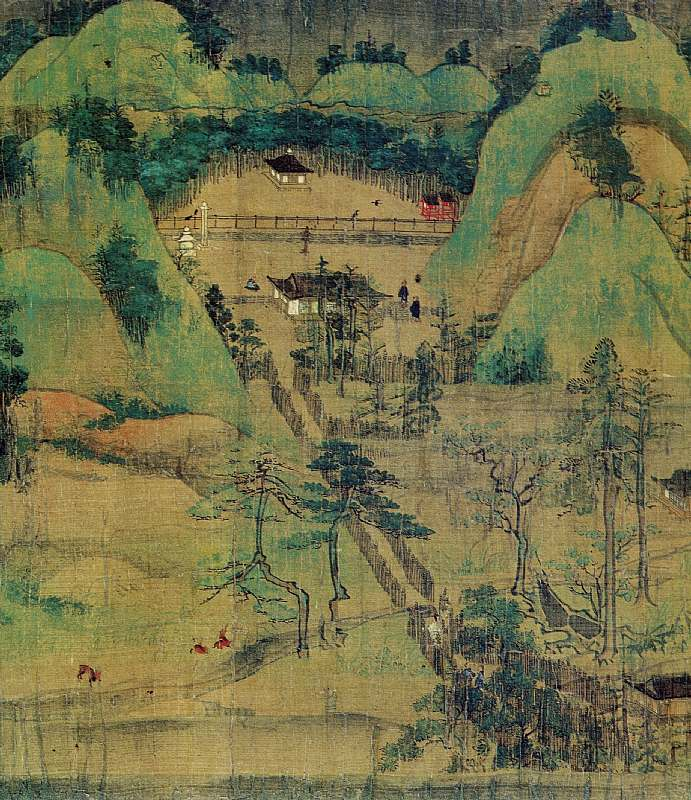
Paysage du mont Koya strictement proportionné, sauf pour les personnages, et proche du shanshui chinois. Biographie illustrée du moine itinérant Ippen, 1299.
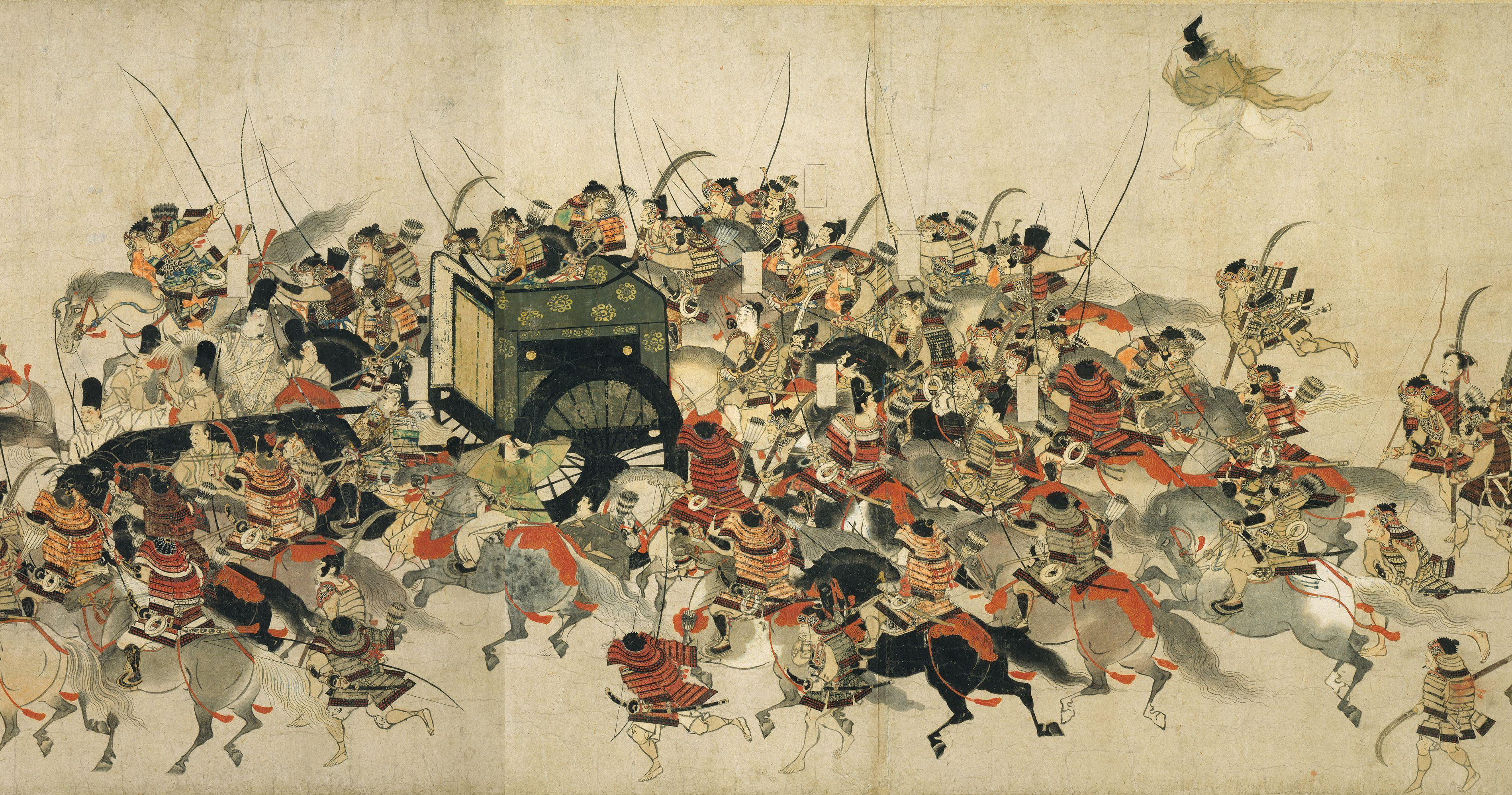
Agrandissement sur des peintures de guerriers très réalistes dans les visages, les armes et les armures. Rouleaux illustrés du Dit de Heiji, XIIIe.
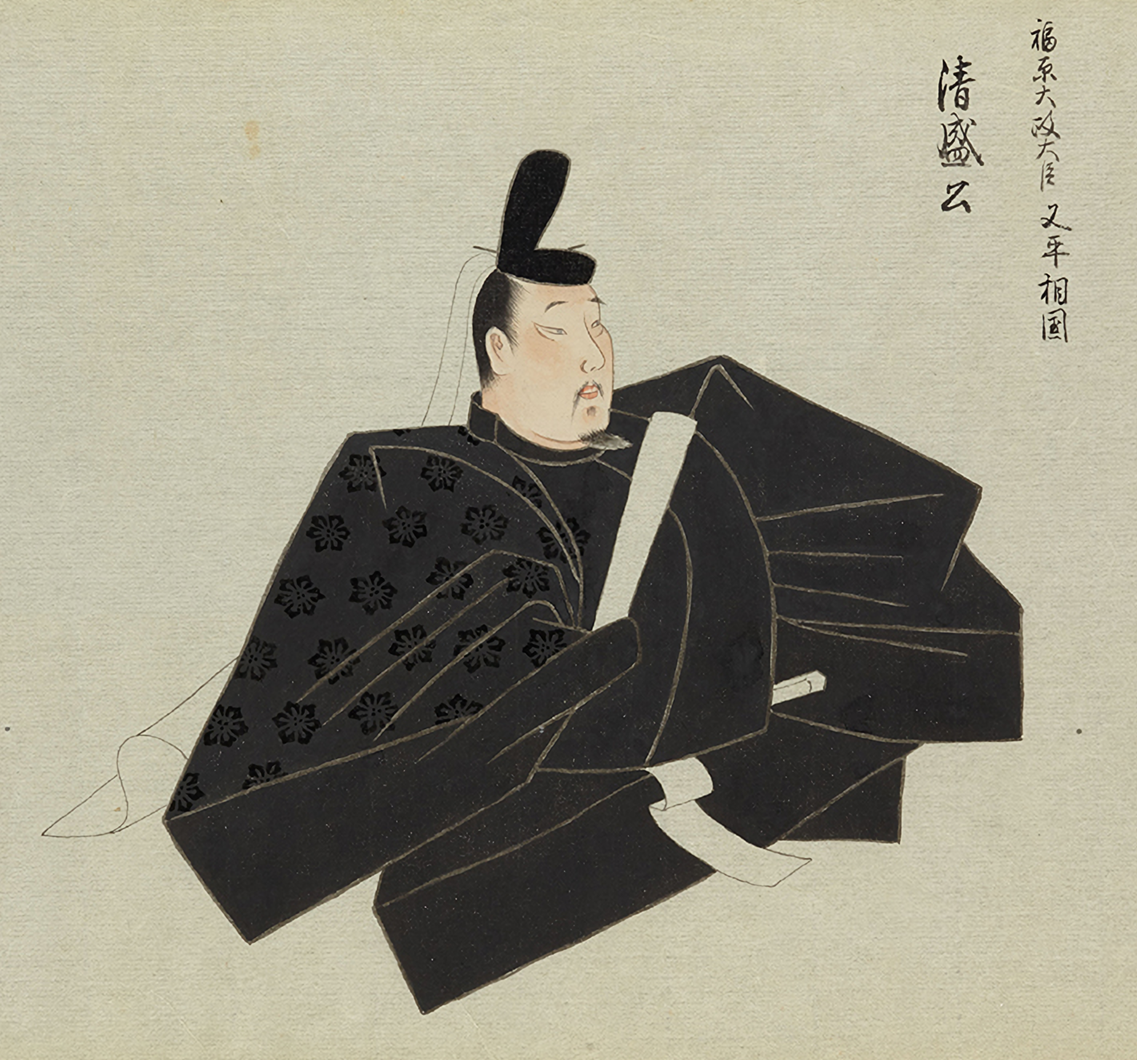
Portrait réaliste, ou nise-e, de Taira no Kiyomori. Tenshi-sekkan miei, XIVe.
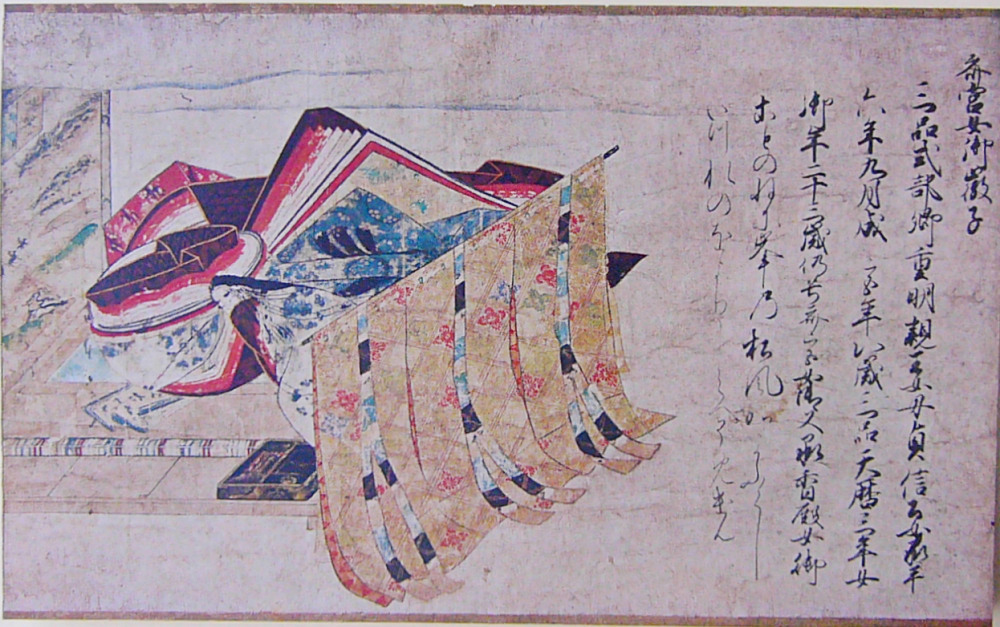
Portrait nise-e du poète waka Saigū Nyōgo. Rouleau des trente-six poètes, XIIIe.

#### Paysage chinois et lavis Song
Le style du yamato-e caractérise donc la quasi-totalité des emaki et la peinture chinoise n'en fournit plus les thèmes et les techniques. Toutefois, des influences se remarquent toujours dans certaines œuvres à l'époque de Kamakura, notamment l'art si réputé aujourd'hui du lavis des Song qui se manifeste pleinement dans les paysages grandioses et profonds esquissés à l'encre, par Ienaga. Des emprunts restent donc visibles dans des rouleaux religieux comme les Rouleaux enluminés des fondateurs de la secte Kegon ou la Biographie illustrée du moine itinérant Ippen. Cette dernière œuvre présente de nombreux paysages typiques du Japon selon une perspective et un réalisme rigoureux, avec une grande économie de couleurs ; diverses techniques picturales Song y sont employées pour suggérer la profondeur, comme des vols d'oiseau disparaissant à l'horizon ou le fond s'estompant graduellement.

Peintures d'inspiration chinoise
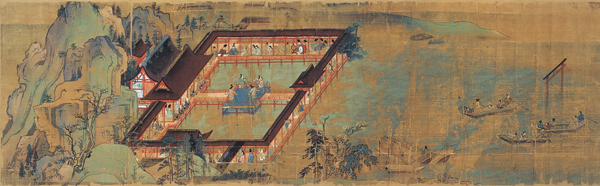
Paysage à la composition sinisante du sanctuaire d’Itsukushima-jinja à Miyajima et le célèbre torii flottant. Biographie illustrée du moine itinérant Ippen, XIIIe.
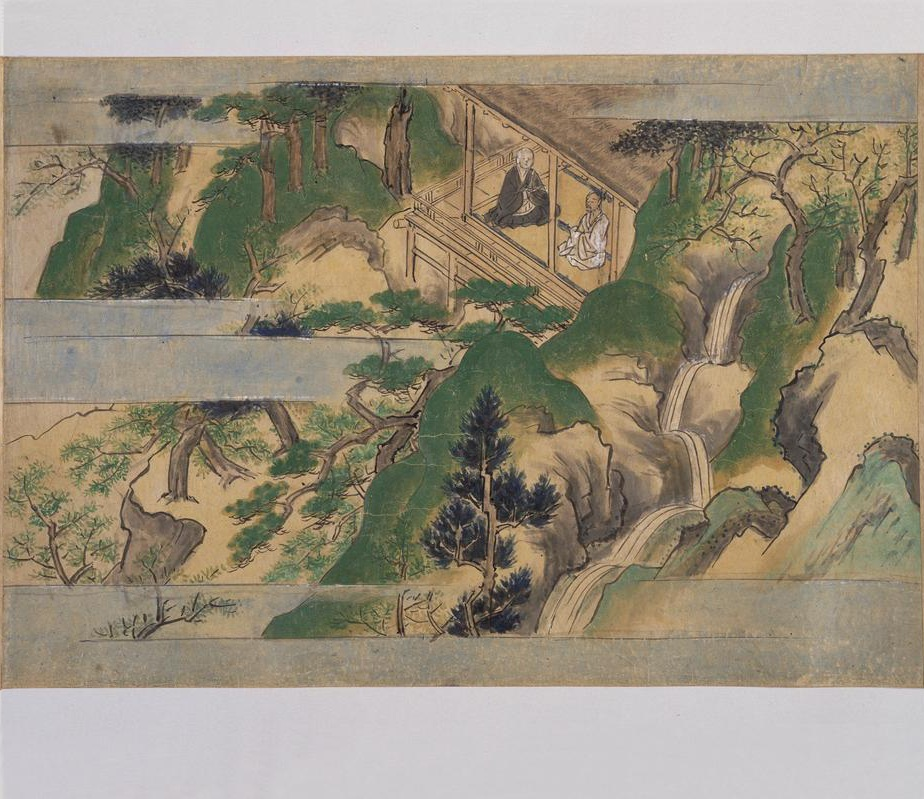
Paysage escarpé de montagne et ermitage. Rouleaux enluminés du Kiyomizudera, Tosa Mitsunobu, XVIe.
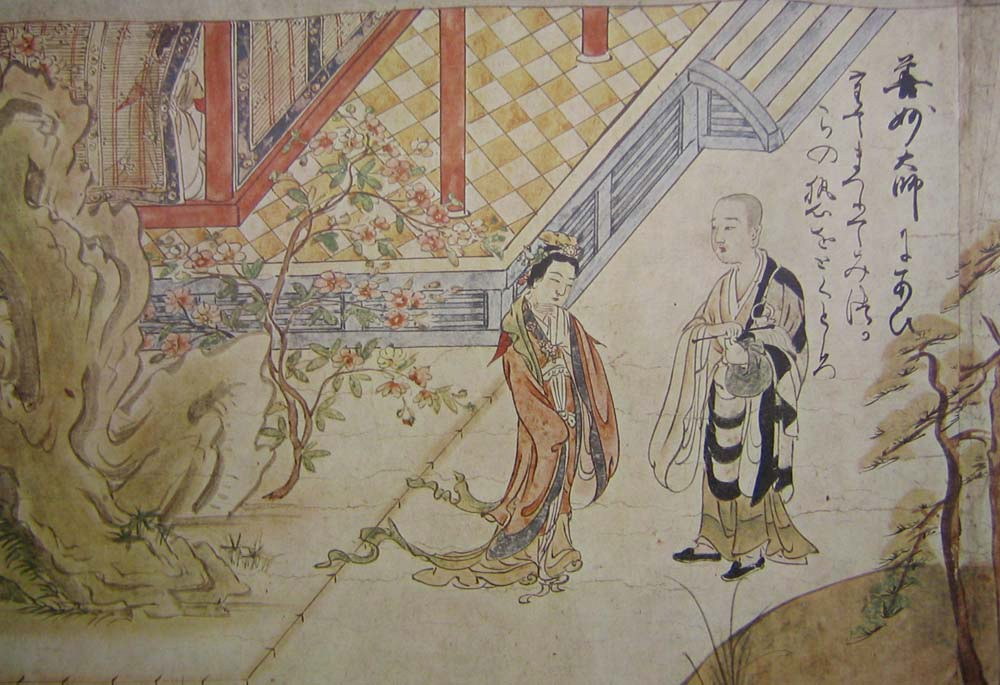
Zenmyō, jeune Chinoise, avoue son amour au moine Gishō lors de son séjour en Chine. Rouleaux enluminés des fondateurs de la secte Kegon, XIIIe.

### Techniques picturales

#### Tsukuri-e
La technique de peinture classique dans les emaki se nomme tsukuri-e (作り絵, littéralement « peinture construite »), employée notamment dans la plupart des œuvres de style onna-e. Une esquisse des contours est d'abord réalisée à l'encre avant l'apposition des couleurs à plat sur toute la surface du papier au moyen de pigments vifs et opaques. Les contours, masqués en partie par la peinture, sont finalement ravivés à l'encre et les menus détails (tels que les chevelures des dames) rehaussés. Toutefois, il arrive souvent que la première esquisse soit modifiée, en raison notamment des pigments minéraux non dissolubles dans l'eau qui nécessitaient l'usage de colle épaisse. La couleur apparaît être un élément très important de la peinture japonaise, bien plus qu'en Chine, car donnant du sens aux sentiments exprimés ; dans les Rouleaux illustrés du Dit du Genji, le ton dominant de chaque scène illustrant un moment clé du roman original révèle les sentiments profonds des personnages.
À l'époque de Kamakura, les différentes étapes du tsukuri-e sont encore largement observées, malgré des variations (couleurs plus légères, trait plus proche du lavis Song…).
- Illustrations : voir la section ci-dessus « Style de la cour onna-e ».

#### Ligne à l'encre et peinture monochrome
Si la couleur occupe souvent une place prépondérante, on trouve à l'opposé des peintures monochromes à l'encre de Chine (hakubyō ou shira-e), selon deux approches. Premièrement, le trait à l'encre peut être extrêmement libre, l'artiste couchant sur le papier par des gestes sans contraintes des lignes souples et, surtout, dynamiques, puisque c'est surtout l'impression de mouvement qui ressort dans ces œuvres. Le peintre joue également sur l'épaisseur du pinceau pour accentuer le dynamisme, ainsi que sur la dilution de l'encre pour exploiter une plus large palette de gris. Parmi les rouleaux de ce genre, le Chōjū-giga, autrefois attribué probablement à tort à Toba Sōjō, reste le plus connu ; E. Grilli y qualifie le trait de « jaillissement continuel ».
La seconde approche de peintures monochromes est plus construite, avec des traits fins et réguliers esquissant une scène complète et cohérente, de façon très similaire à la première esquisse dans le tsukuri-e avant l'apposition des couleurs ; selon certains historiens de l'art, il serait d'ailleurs possible que ces emaki soient simplement inachevés. Le Rouleau illustré des Notes de chevet s'inscrit tout à fait dans cette approche, n'acceptant que quelques fines touches de rouge pour les lèvres, de même que le Takafusa-kyō Tsuyakotoba emaki et le Toyono akari ezōshi. Durant la fin de l'époque médiévale et le déclin des emaki, plusieurs illustrations en hakubyō des romans classiques subsistent, de facture plutôt amatrice.
Contrairement à la peinture occidentale, les lignes et contours à l'encre prennent une place primordiale dans les œuvres, monochromes ou non,. Quelquefois cependant, les contours ne sont au contraire pas dessinés, comme habituellement : ainsi, dans le Kitano Tenjin engi emaki, l'absence des contours est employée par l'artiste pour évoquer l'esprit shinto dans les paysages japonais. Originaire de Chine, on nomme de nos jours cette technique picturale mokkotsu (« peinture désossée »).
- Illustrations : voir également ci-dessus la section « Style populaire otoko-e ».

Peintures monochromes à l'encre
Peinture libre à l'encre. Chōjū-giga, XIIe.
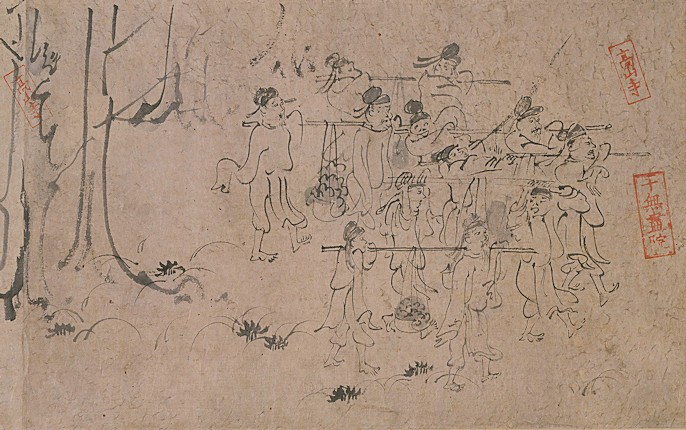
Peinture libre à l'encre. Rouleau illustré de la butte du Shōgun, XIIIe.
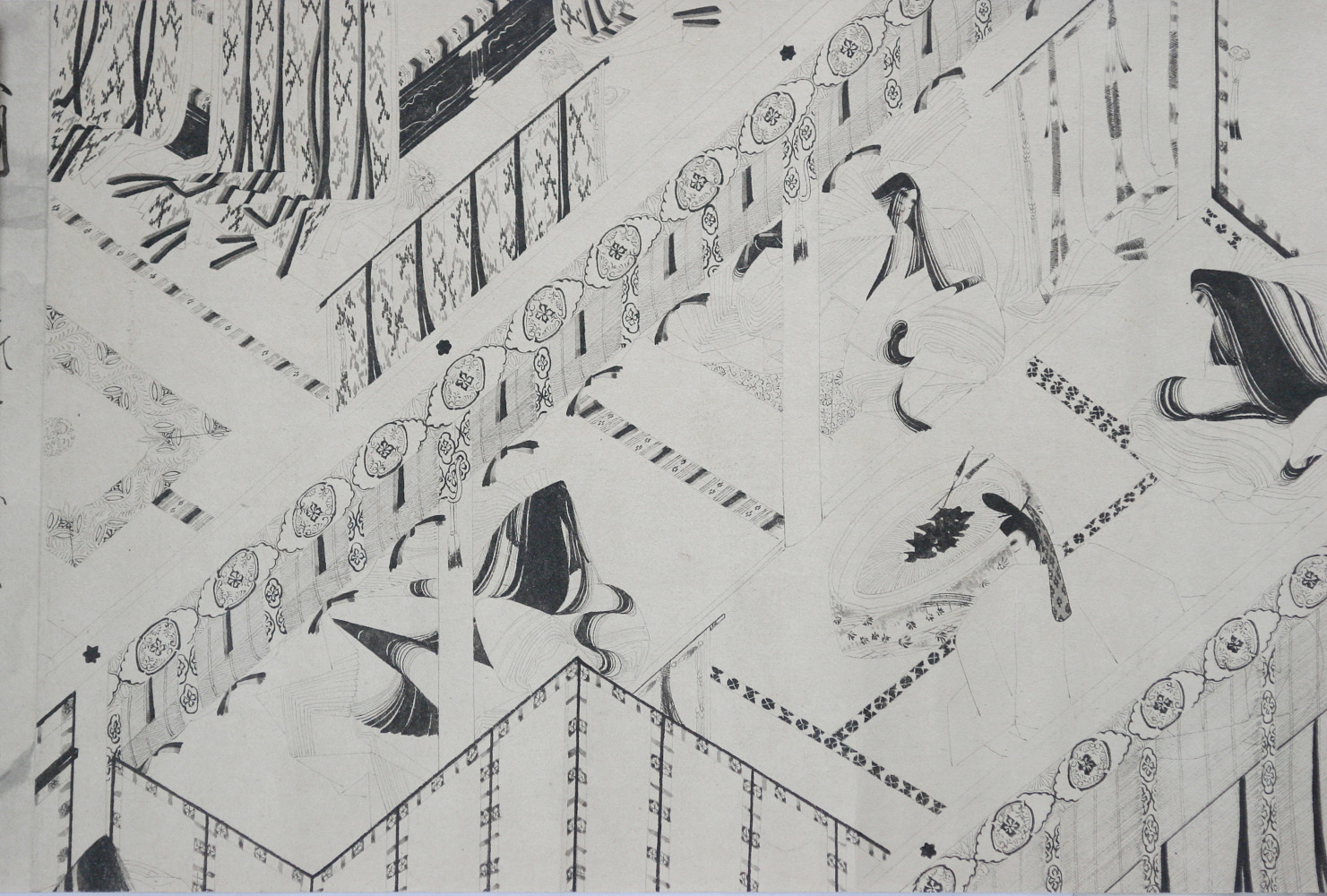
Peinture à l'encre très construite, similaire au tsukuri-e sans la couleur ; le trait est fin et uniforme. Rouleau illustré des Notes de chevet, XIIIe.
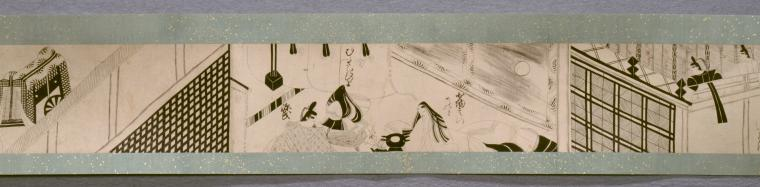
Peinture construite à l'encre. Hakubyō Genji monogatari emaki, version monochrome du Dit du Genji, XVIe.
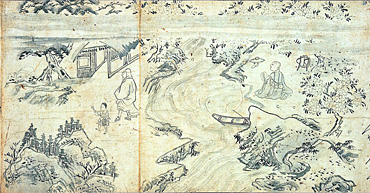
Paysage au lavis. Version monochrome de la Biographie illustrée du moine Saigyō, XVe.

### Composition spatiale et temporelle

#### Transitions entre scènes
La juxtaposition du texte et de la peinture constitue un point clef de l'aspect narratif des rouleaux. À l'origine dans les sūtra illustrés, l'image est organisée en une longue frise continue en haut du rouleau, au-dessus des textes. Cette approche est toutefois rapidement abandonnée pour un agencement plus libre, dont on distingue trois types :
- l’alternance entre les textes et les peintures (danraku-shiki), ces dernières s'attachant à retranscrire les passages choisis par l'artiste. Les peintures de la cour (onna-e) optent souvent pour cette approche, car les peintures se concentrent plus volontiers sur les instants importants ou véhiculant une émission[93],[5] ;
- l’intermittence, où les textes ne figurent qu'au début ou à la fin du rouleau, laissant la part belle aux illustrations continues (rusōgata-shiki ou renzoku-shiki), comme souvent dans les chroniques épiques et historiques. Ainsi, les exemples les plus connus sont les Rouleaux des légendes du mont Shigi et les Rouleaux illustrés du Dit de Heiji[5]. Dans de tels cas, il arrive que d'autres makimono accueillent le texte ;
- le texte intercalé, c'est-à-dire rédigé au-dessus des personnes qui parlent, comme dans les récits bouddhiques des Rouleaux enluminés des légendes du Dōjō-ji, des Rouleaux enluminés des fondateurs de la secte Kegon ou des Rouleaux illustrés des tengu. On entrevoit ici les prémices des bulles dans la bande dessinée moderne.

L'équilibre entre textes et images varie ainsi grandement d'une œuvre à l'autre. Ces agencements se retrouvent plus généralement dans le jeu avec le rythme et l'espace. L'auteur dispose d'une large « syntaxe du mouvement et du temps » qui lui permet d'adapter la forme à l'histoire et aux sentiments véhiculés. Les rouleaux continus (rusōgata-shiki) rendent naturellement les transitions plus ambiguës, car chaque lecteur peut dévoiler une portion des peintures plus ou moins large, plus ou moins rapidement. En l'absence de séparation nette entre scènes, le mode de lecture doit être suggéré dans les peintures afin de conserver une cohérence certaine. Deux sortes de liaisons entre scènes sont employées par les artistes : en premier lieu, des liaisons par séparation en utilisant des éléments du décor (traditionnellement, rivière, campagne, brume, bâtiments…) sont très répandues.
En second lieu, les artistes utilisent une palette d’éléments de transitions suggérés par les figures ou la disposition des objets. Ainsi, il n'est pas rare que des personnages pointent du doigt la peinture suivante ou qu'ils soient représentés voyageant pour créer le lien entre deux villes, ou encore que les bâtiments soient orientés vers la gauche pour suggérer le départ et vers la droite pour suggérer l'arrivée… Plus généralement, E. Bauer identifie la notion de hors-champ (la partie de peinture non encore visible) que le peintre doit amener sans perdre en cohérence.

Transitions entre textes et peintures, extraits
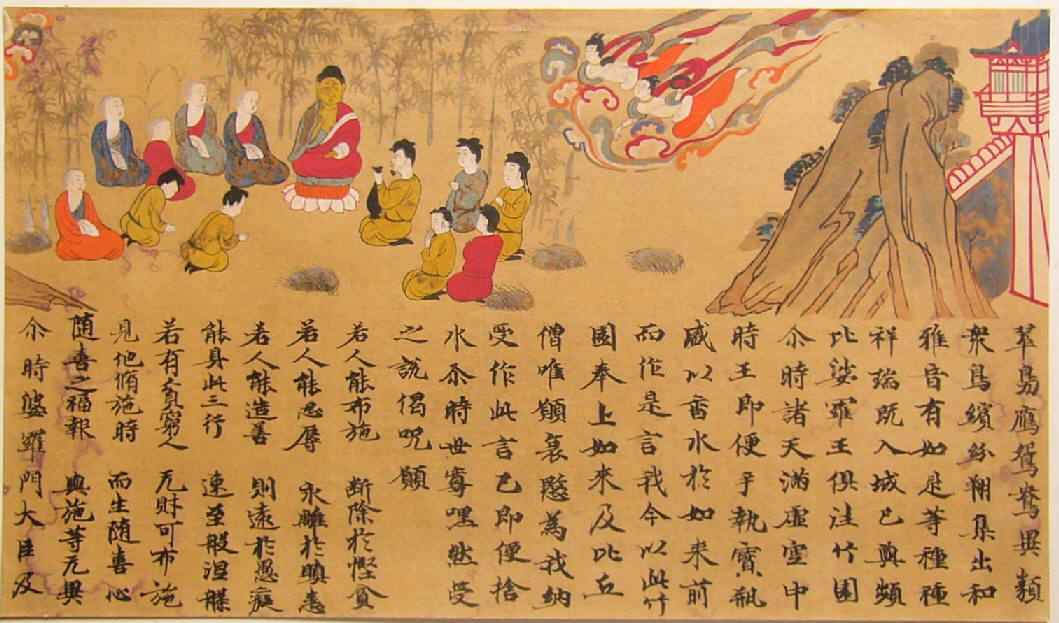
Peinture en frise au-dessus du texte, forme d'origine chinoise rapidement abandonnée. Sūtra illustré des Causes et des Effets, VIIIe.
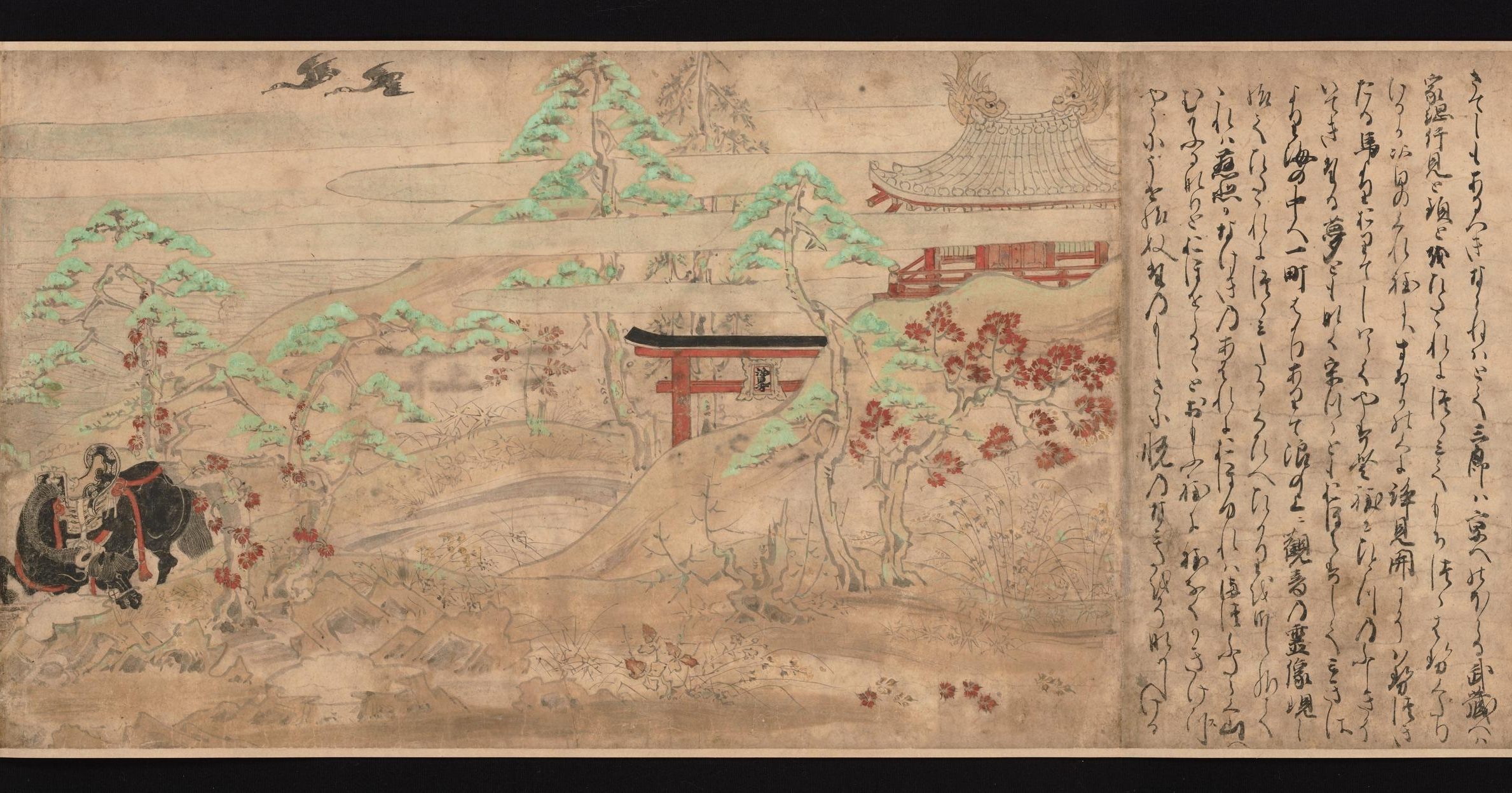
Texte précédant la peinture. Rouleau illustré d’Obusuma Saburō, XIIIe siècle.
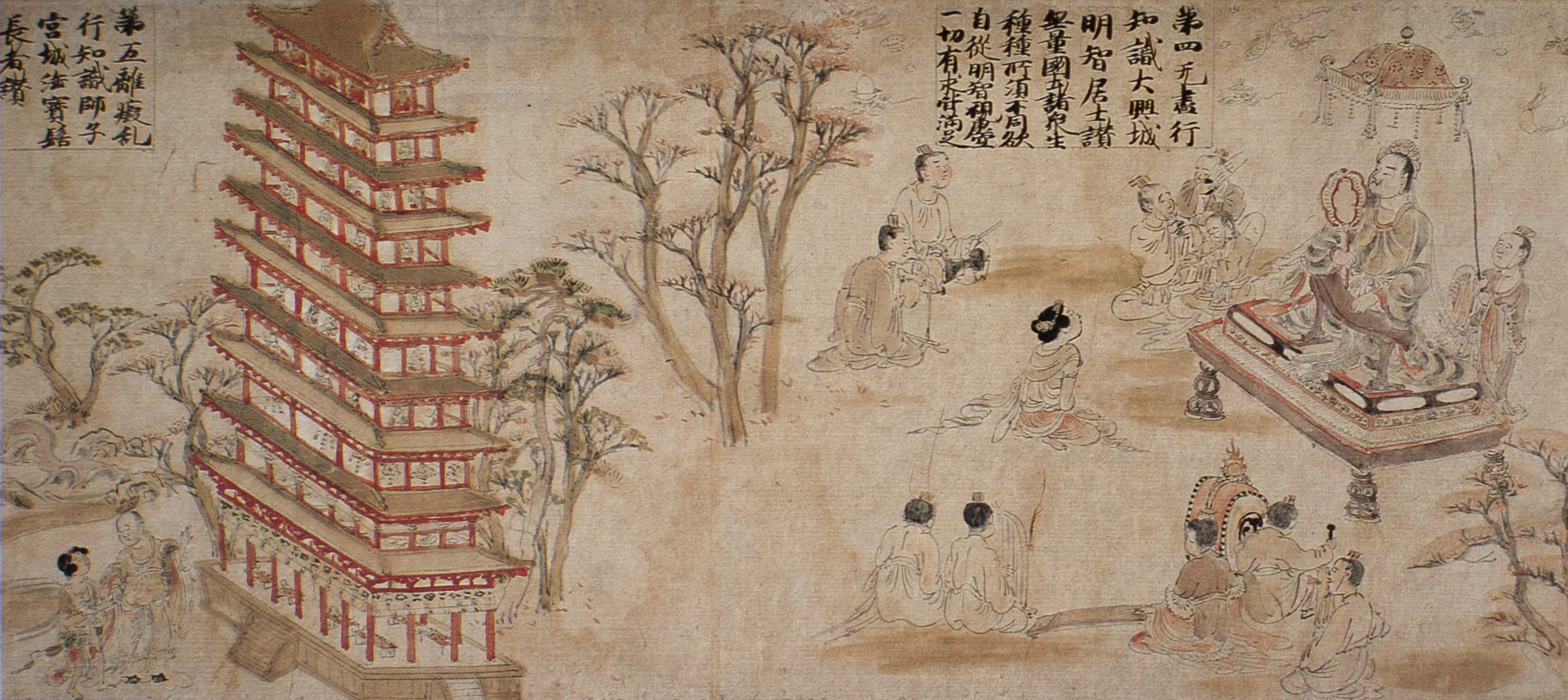
Texte situé dans un encadré en haut du rouleau. Rouleau des Cinquante-Cinq Lieux du sūtra Avatamsaka, XIIe.
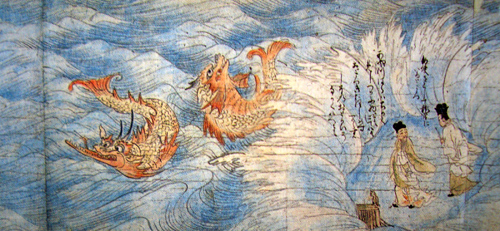
Scène où les propos des personnages sont calligraphiés directement dans la peinture, au-dessus d'eux. Kegon engi emaki, XIIIe.

Transitions entre textes et peintures, rouleaux entiers
Alternance entre texte et peinture. Rouleau des enfers de Nara, XIIe.
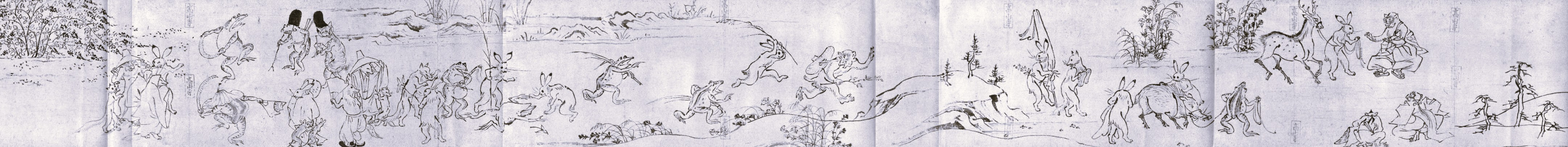
Succession de scènes peintes sans démarcation textuelle. Chōjū-giga, XIIe.
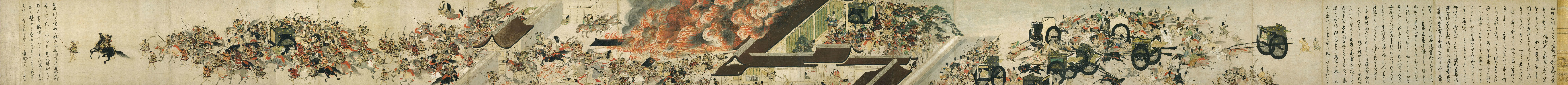
Succession de scènes peintes, avec seules deux sections de texte au début et à la fin. Rouleaux illustrés du Dit de Heiji, XIIIe.

#### Perspective et point de vue

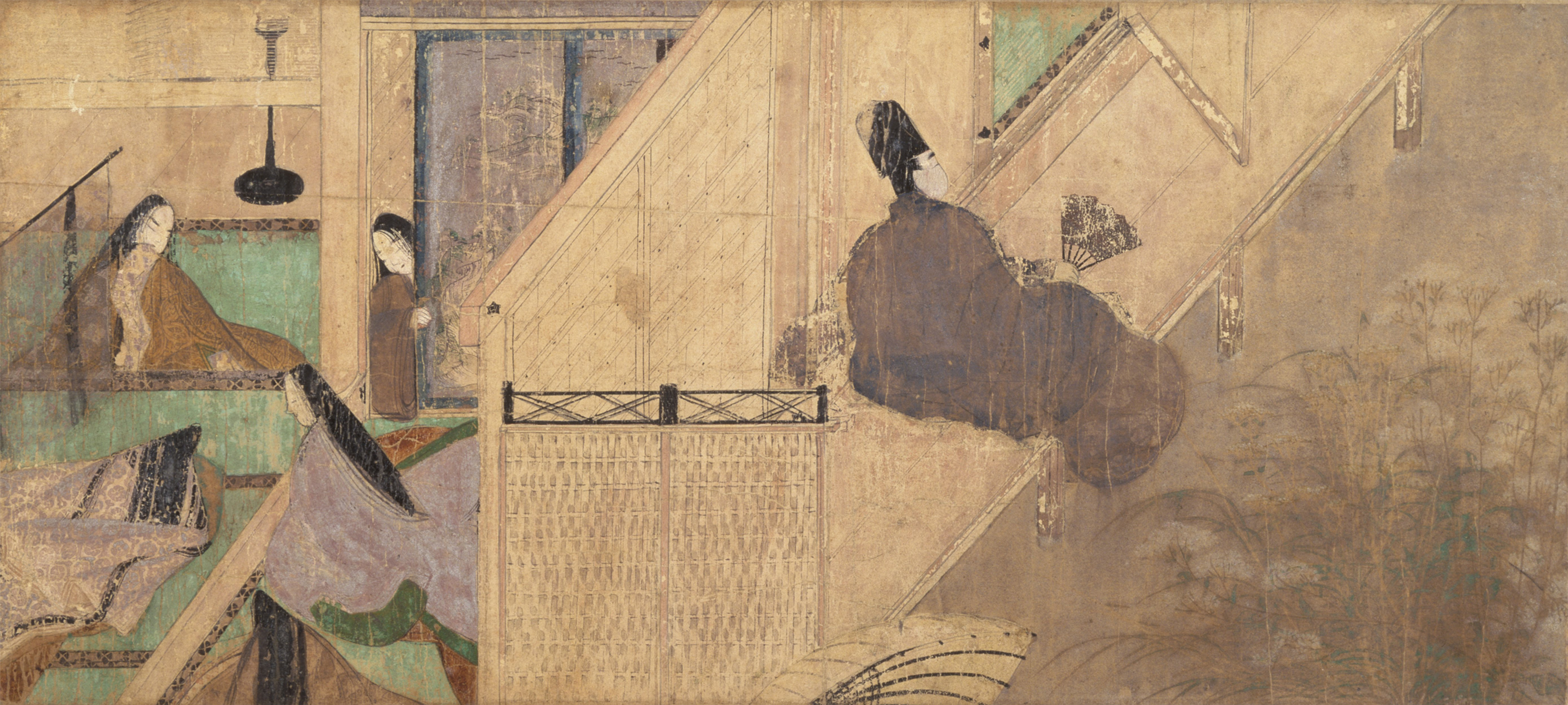
À la cour de Heian, Kaoru rend visite à Ukifune, dont il est amoureux. La composition repose : 1/ sur les longues diagonales, matérialisées par la véranda, qui créent la perspective parallèle ; 2/ le fukinuki yatai qui permet de représenter en une peinture les deux espaces narratifs (intérieur et extérieur) en omettant le toit et le mur de face. Rouleaux illustrés du Dit du Genji, XIIe siècle.

L'espace dans la composition constitue un second ressort important de la narration avec le temps. Le rouleau étant usuellement lu de droite à gauche et de haut en bas, les auteurs adoptent principalement des points de vue plongeants (chōkan, « perspective à vol d'oiseau »). Cependant, la faible hauteur des emaki oblige l'artiste à mettre en place des artifices comme l'utilisation de longues lignes de fuite diagonales ou de courbes sinueuses suggérant la profondeur. En intérieur, ce sont les éléments architecturaux (poutres, cloisons, portes…) qui servent à mettre en place ces diagonales ; en extérieur, ce sont les toitures, les murs, les routes, les rivières, etc., disposés sur plusieurs plans. Il convient de noter qu'il n'existe pas dans la peinture de l’emaki de réelle perspective au sens occidental, c'est-à-dire qui représente fidèlement ce que perçoit l'œil, mais une perspective parallèle, ou cavalière.
La disposition des éléments dans la scène repose sur le point de vue, dont la technique nommée fukinuki yatai. Comme mentionné plus haut, les scènes sont le plus communément peintes vues de dessus (vue plongeante) afin de maximiser l'espace disponible pour la peinture, malgré la hauteur réduite des rouleaux, tout en laissant visible une partie de l'arrière-plan.
Dans les scènes d'intérieur, la technique la plus simple provient des artistes chinois Tang : seuls trois murs de la pièce sont dessinés, en perspective parallèle ; le point de vue se situe à la place du quatrième mur, un peu en hauteur. Lorsque le besoin de dessiner plusieurs plans — par exemple le fond de la pièce ou une porte ouverte sur la suivante — se faisait sentir, les artistes procédaient par réduction de la taille (de l'échelle). Les plans plus généraux où évolue le récit, tels les paysages, peuvent être rendus selon un point de vue très éloigné (comme dans la Biographie illustrée du moine itinérant Ippen ou le Rouleau illustré du roman de Sumiyoshi). Dans l’Histoire d'un peintre et le Kokawa-dera engi emaki, le peintre opte principalement pour un point de vue de côté et le développement du récit tient à une succession de plans communicants.
Mais les Japonais ont imaginé pour les emaki une nouvelle disposition qui devient rapidement la norme, nommée donc fukinuki yatai (lit. « toit enlevé »), qui consiste en ne pas représenter les toits des bâtiments, et éventuellement les murs du premier plan si nécessaire, pour en dessiner l'intérieur. À la différence de la disposition précédente, le point de vue est cette fois situé à l'extérieur des bâtiments, toujours en hauteur, car le but premier du fukinuki yatai consiste en représenter deux espaces narratifs séparés — par exemple deux pièces voisines, ou bien l'intérieur et l'extérieur. La genèse de cette technique est encore peu connue (elle apparaît déjà sur la biographie sur panneau de bois du prince Shōtoku), mais elle apparaît déjà avec une grande maîtrise sur les rouleaux de la cour (onna-e) au XIIe. Dans les Rouleaux illustrés du Dit du Genji, la composition est étroitement liée au texte et suggère indirectement l'humeur de la scène.
Lorsque Kaoru rend visite à Ukifune, alors que leur amour est naissant, l'artiste montre au lecteur deux espaces narratifs grâce au fukinuki yatai : sur la véranda, Kaoru est calme, posé dans un espace paisible ; au contraire, Ukifune et ses dames de compagnie, en émoi, sont peintes à l'intérieur du bâtiment sur une surface plus réduite, en une composition confuse qui renforce l'agitation. Plus généralement, une composition peu réaliste (par exemple à deux points de vue) permet de suggérer des sentiments vifs ou tristes. La technique du fukinuki yatai a également été employée de manière variée, par exemple avec un point de vue très élevé pour renforcer le cloisonnement des espaces, même dans une seule pièce, ou en conférant au paysage une place plus importante. En définitive, le but premier reste de rendre deux temps narratifs, donc deux espaces distincts, en une même peinture. Par la suite, le fukinuki yatai est intensivement utilisé, parfois même comme un simple ressort stylistique sans rapport avec les sentiments ou le texte, à la différence des Rouleaux du Genji.
Enfin, l'échelle permet aussi de suggérer la profondeur et de guider la disposition des éléments. Dans la peinture japonaise, l'échelle dépend effectivement de la profondeur du plan, mais aussi souvent de l'importance des éléments dans la composition ou dans le récit, contrairement aux rendus réalistes dans les rouleaux à paysages chinois par exemple. Ainsi, le personnage principal pourra être agrandi par rapport au reste suivant ce que veut exprimer l'artiste : dans la Biographie illustrée du moine itinérant Ippen, Ippen est parfois représenté en fond dans un paysage de la même taille que les arbres ou les bâtiments, afin que le lecteur puisse l'identifier clairement. Les variations d'échelle peuvent aussi véhiculer l'état d'esprit du moment, comme la force de volonté et la détresse de Sugawara no Michizane dans le Kitano Tenjin engi emaki. Pour E. Saint-Marc, « chaque élément prend [plus généralement] l'importance qu'il a en soi dans l'esprit du peintre », s'affranchissant des règles de composition réaliste.

Techniques de perspective
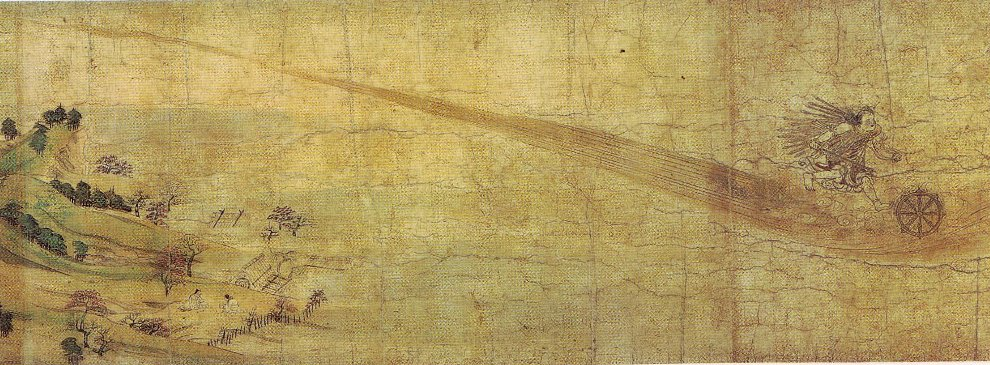
Longue ligne de fuite guidant le mouvement des yeux. Rouleaux des légendes du mont Shigi, XIIe.
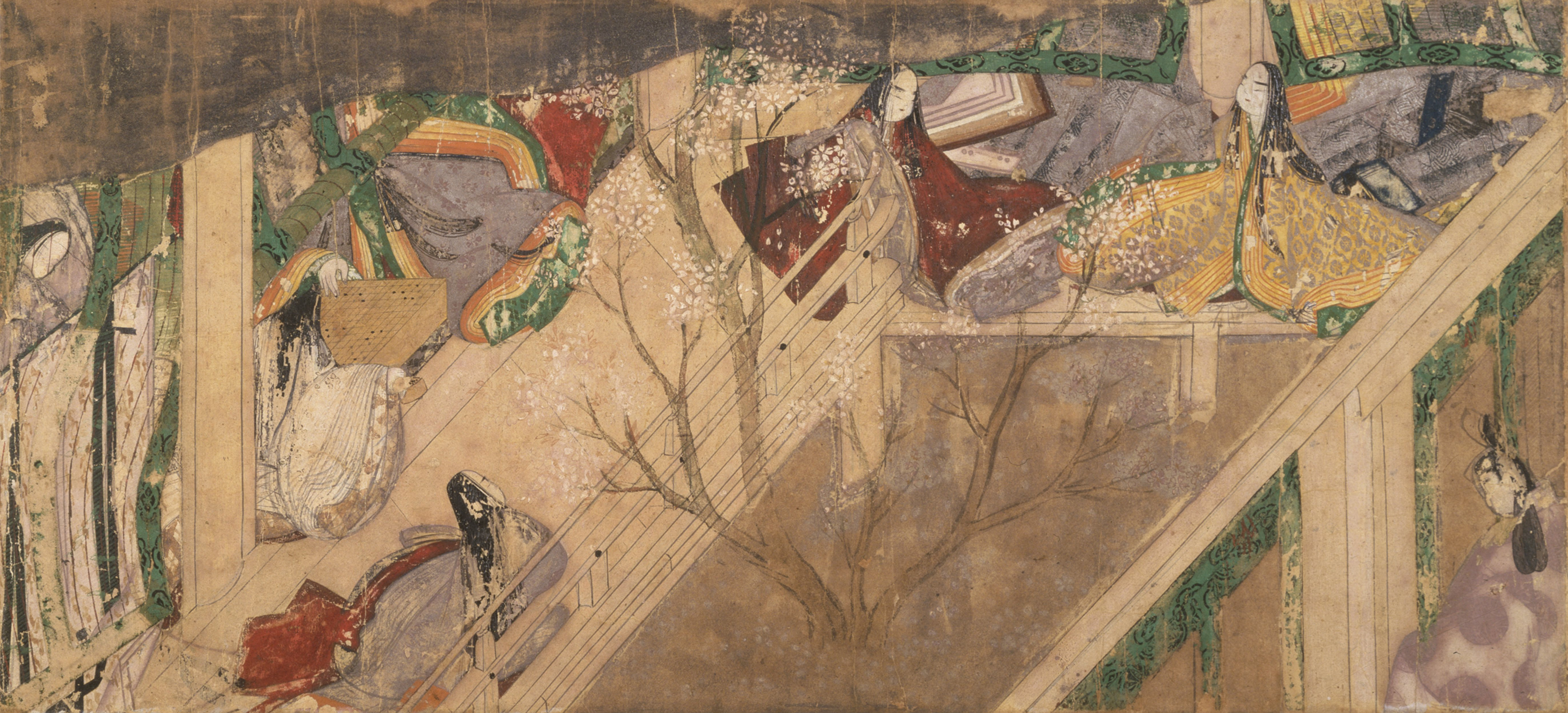
Scène dont la profondeur est portée par des diagonales parallèles (ici de l'architecture), sans perspective. Rouleaux illustrés du Dit du Genji, XIIe.
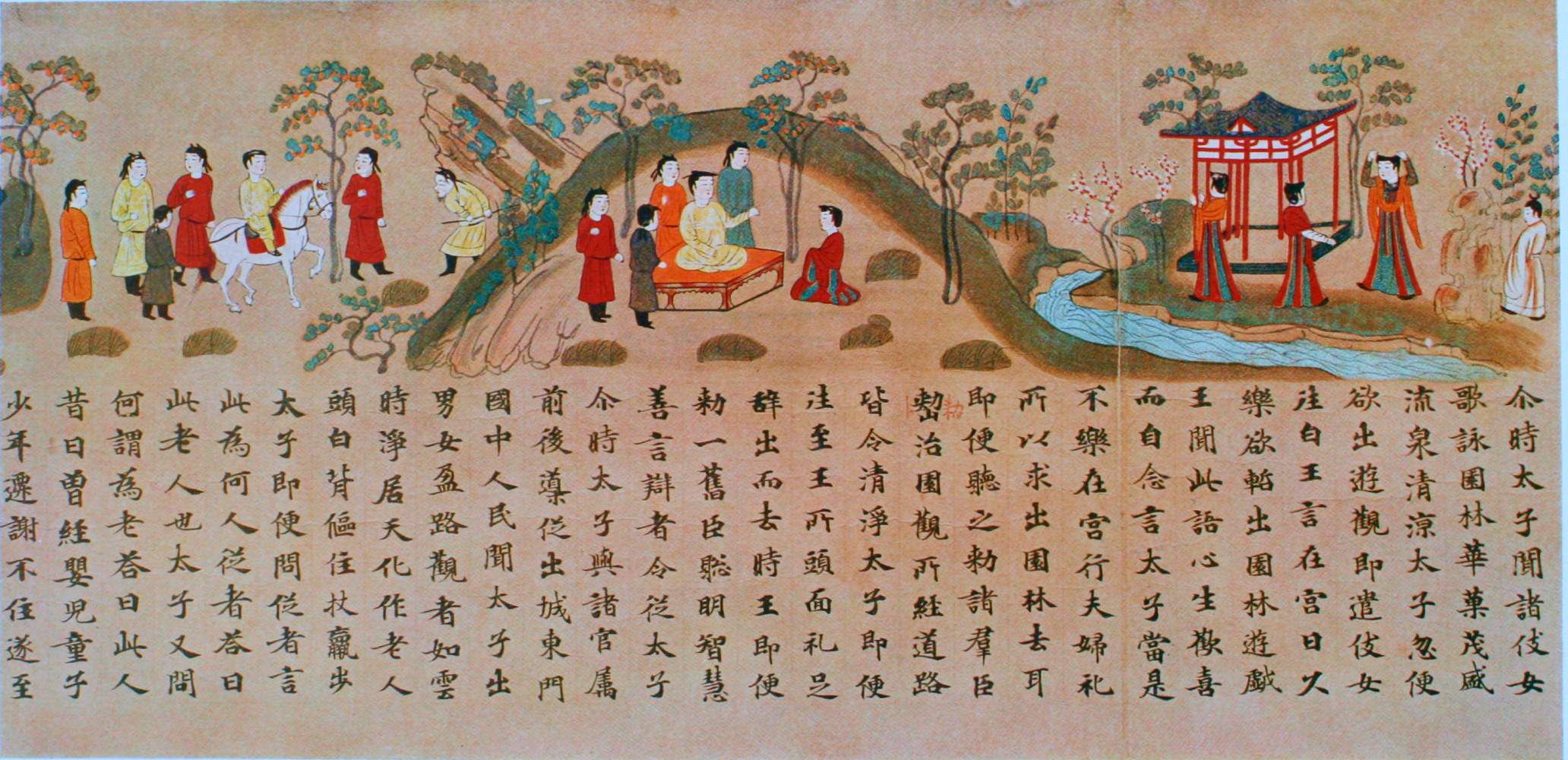
Exemple de transition simple au moyen d'un cours d'eau. Sūtra illustré des Causes et des Effets, VIIIe.
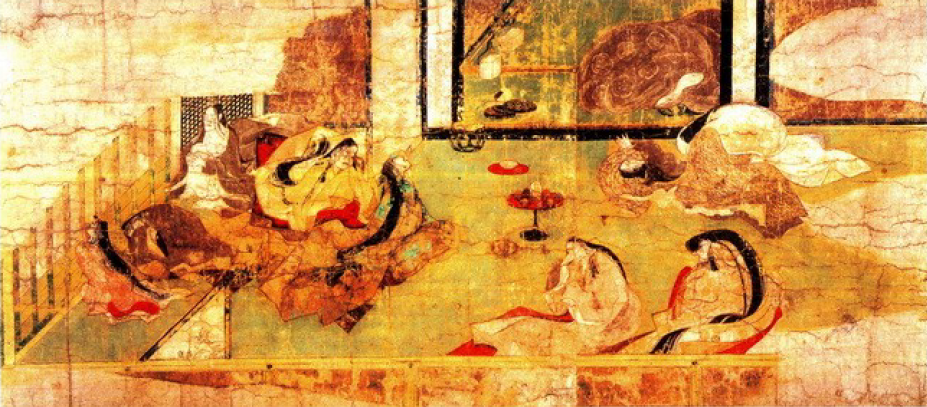
Plan d'intérieur, où le toit n'est pas représenté (fukinuki yatai). Ban dainagon ekotoba, XIIe.
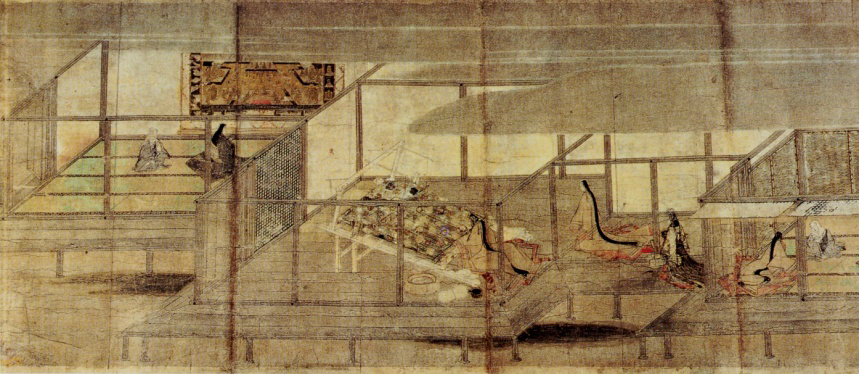
Plan d'intérieur du Taima-dera, où les espaces ménagés montrent plusieurs étapes du récit, grâce au fukinuki yatai. Taima mandala engi, XIIIe.
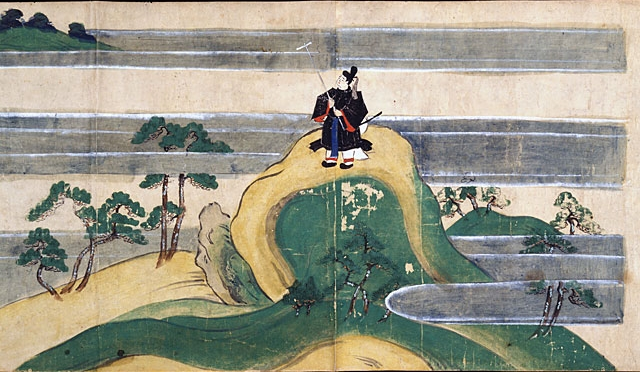
Variation d'échelle, où le personnage principal apparaît très grand par rapport à la montagne ; les brumes opaques sont également caractéristiques des arts asiatiques. Kitano Tenjin engi emaki, 1219.

#### Rythme narratif
Le rythme narratif naît principalement de l'agencement entre textes et images, qui constitue un marqueur essentiel de l'évolution du récit. Dans la peinture de cour, il peut suggérer le calme et la mélancolie via des successions de plans fixes et contemplatifs, à la manière des Rouleaux illustrés du Dit du Genji où les scènes semblent comme hors du temps, rythmant les moments d'extrêmes sensibilités. À l'opposé, les histoires plus dynamiques jouent sur l'alternance entre gros plans et larges panoramas, les élisions, les transitions, l'exagération, etc. Le rythme est tout entier consacré à la construction narrative du rouleau conduisant au sommet dramatique ou épique, les rouleaux à peinture continue permettant de révéler au fur et à mesure l'action en intensifiant le rythme, et donc le suspense. L'incendie du palais de Sanjō dans les Rouleaux illustrés du Dit de Heiji illustre bien cet aspect, car l'artiste propose une intensification progressive des combats sanglants et de la poursuite de l'empereur Go-Shirakawa jusqu'à l'incendie du palais, d'un rouge très opaque s'étalant sur presque toute la hauteur du papier. Un autre incendie célèbre, celui de la porte Ōtemon dans le Ban dainagon ekotoba, présente la même approche en peignant les mouvements de la foule, de plus en plus dense et désordonnée, jusqu'à la révélation du drame,.
Les Japonais emploient également d'autres techniques de composition pour dynamiser un récit et marquer le rythme : le peintre représente les mêmes personnages dans une suite de décors variés (typiquement en extérieur), technique dite de répétition (hampuku byōsha). Dans le Gosannen kassen ekotoba, la composition centrée sur le fort de Kanazawa montre progressivement la prise du fort par les troupes de Minamoto no Yoshiie, créant un effet graduel et dramatique. Dans le Kibi Daijin nittō emaki, la tour où est assigné Kibi no Makibi (Kibi Daijin) est peinte pour ponctuer chaque défi remporté par le protagoniste.
Une autre technique narrative caractéristique des emaki se nomme iji-dō-zu : elle consiste en représenter plusieurs fois un même personnage dans une seule scène, afin de suggérer un enchaînement d'actions (combats, discussions, voyages…) avec une grande économie spatiale. Le mouvement de l'œil est alors le plus souvent circulaire et les plans marquent un moment différent. L'iji-dō-zu peut tout autant suggérer soit un long moment en une scène, comme la none dans les Rouleaux des légendes du mont Shigi qui reste plusieurs heures en retraite au Tōdai-ji, soit une suite d'actions brèves mais intenses, comme les bagarres du Ban dainagon ekotoba et de la Biographie illustrée du moine itinérant Ippen,. Dans les Rouleaux enluminés des fondateurs de la secte Kegon, l'artiste propose une succession de plans presque « cinématographique » montrant alternativement la détresse de Zenmyō, une jeune Chinoise, et le bateau qui emporte son bien-aimé s'éloignant à l'horizon.

Techniques narratives
Scène utilisant l’iji-dō-zu : le groupe de démons est d'abord représenté brûlant en bas, puis écoutant les prédications du Bouddha historique au milieu, enfin ils s'abreuvent et atteignent les cieux en haut. Rouleau des êtres affamés, XIIe.
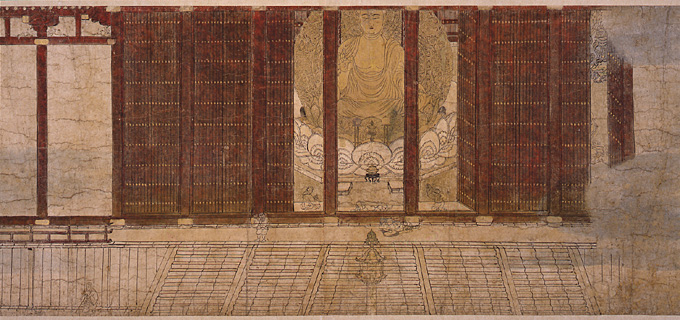
Iji-dō-zu : la none est représentée alternativement priant et dormant pour suggérer la longueur de sa retraite. Rouleaux des légendes du mont Shigi, XIIe.
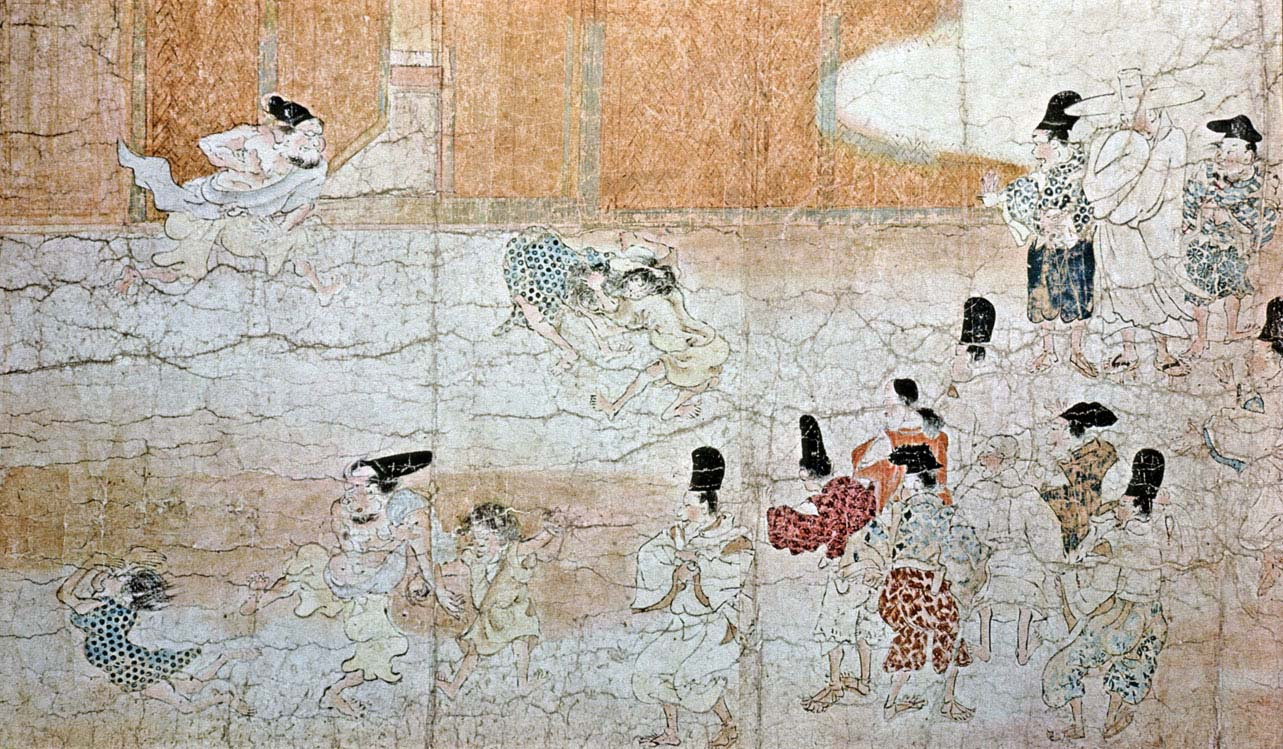
Iji-dō-zu : deux enfants se battent au centre sous les yeux amusés de la foule, puis le père d'un d'eux accourt en haut à gauche, et expulse sans ménagement le rival de son fils. Ban dainagon ekotoba, XIIe.

### Calligraphie

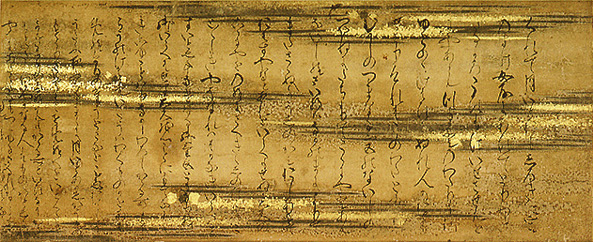
Calligraphie sur papier décoré de poudre d'or. Rouleaux enluminés du journal intime de Murasaki Shikibu, XIIIe siècle.

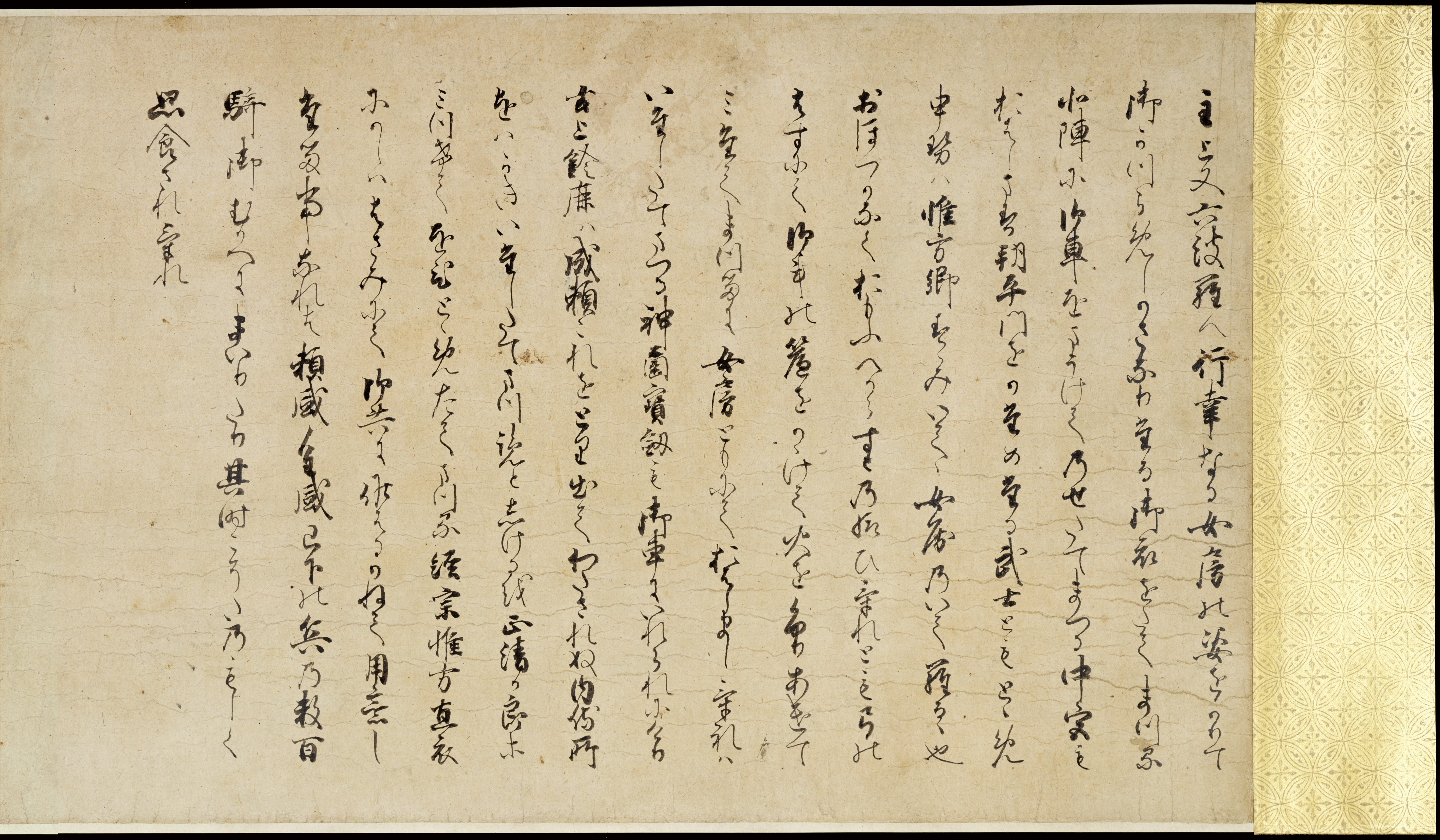
Calligraphie sur papier nu. Rouleaux illustrés du Dit de Heiji, XIIIe siècle.

Comme noté dans l'historique, l'émergence du syllabaire kana a contribué au développement de la littérature féminine à la cour et, par extension, de l'illustration de romans sur rouleaux. Les kana sont donc employés, bien que les caractères chinois demeurent très présents. Dans quelques rouleaux particuliers peuvent être trouvés d'autres alphabets, notamment le sanskrit sur le Hakubyō Ise monogatari emaki.
La calligraphie constitue en Asie de l'Est un art prépondérant que les aristocrates apprennent à maîtriser dès l'enfance, et les styles et agencements de caractères sont très codifiés, bien que variés. Dans le cadre des emaki, les textes peuvent avoir plusieurs buts : introduire le récit, décrire les scènes peintes, véhiculer des enseignements religieux ou encore se présenter sous la forme de poèmes (la poésie waka reste la plus représentative du Japon ancien). Sur les rouleaux richement décorés de la cour, comme les Rouleaux illustrés du Dit du Genji, les papiers sont soigneusement préparés et décorés de poudre d'or et d'argent.
Le texte n'a pas qu'une fonction de décoration et de narration, il peut également influer sur la composition des peintures. Les Rouleaux illustrés du Dit du Genji ont été grandement étudiés sur ce point : les historiens de l'art y montrent un lien entre le sentiment véhiculé par un texte et la couleur dominante de la peinture qui suit, couleur qui sert également pour la papier décoré,. En outre, la composition permet la compréhension des peintures en accord avec le texte, les personnages étant par exemple peints dans leur ordre d'apparition dans le texte sur une scène au palais. D'autres spécialistes ont à leur tour insisté sur l'importance du texte dans la mise en place des peintures, point important dans les emaki bouddhiques où la transmission des dogmes et enseignements religieux reste un but essentiel de l'artiste.

### Un art japonais
L'influence de la Chine dans les emaki et les techniques picturales reste tangible à l'origine, si bien que les historiens ont travaillé à formaliser ce qui constitue vraiment l'art des emaki comme un art japonais. Outre le style du yamato-e, les spécialistes avancent souvent plusieurs éléments de réponses : la composition en diagonale très typique, la perspective dépendant du sujet, le procédé de l’izi-dō-zu, la sensibilité des couleurs (primordiale dans le yamato-e), enfin les visages stéréotypés des personnages (impersonnels, réalistes ou caricaturaux), et enfin les brumes. K. Chino et K. Nishi notent en plus la technique du fukinuki yatai (toits enlevés), inédite dans tout l'art asiatique. E. Saint-Marc fait remarquer que certains de ces éléments existent en fait précédemment dans la peinture chinoise, soulignant plutôt que l'originalité se trouve dans l'approche globale et les thèmes mis en place par les Japonais.
L'originalité de l'art est à rechercher également dans son esprit, « la vie d'une époque traduite en langage formel ». Les peintures de la cour relèvent de l'esthétique du mono no aware (littéralement « ce qui suscite un ah »), état d'esprit difficile à exprimer, un penchant pour la triste beauté, la mélancolie née du sentiment que toute chose belle est impermanente. Mais hors de la cour, les emaki, art de la vie quotidienne, se rapprochent de l'état d'esprit populaire et de l'humain. D. et V. Elisseeff définissent cet aspect comme l’oko, le sentiment de l'inadéquation, souvent matérialisé par un humour proprement japonais.
Selon Peter C. Swann, il s'agit du premier mouvement artistique véritablement original depuis l'arrivée des influences étrangères.

## Valeur historiographique

### L'homme dans lesemaki

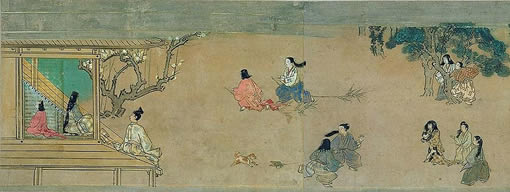
Jeux d'enfant qui chevauchent des bambous dans une cour ; l'un des enfants est le moine Hōnen. Biographie illustrée du révérend Hōnen, XIVe siècle.

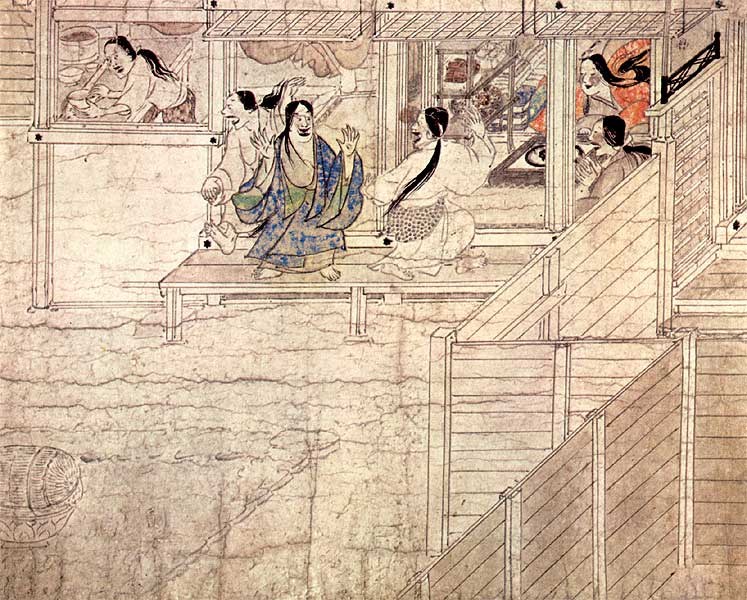
Aperçu sur l'intérieur d'un habitat, ainsi que le travail et les vêtements des femmes du peuple. Rouleaux des légendes du mont Shigi, XIIe siècle.

La production soutenue d’emaki à travers les époques de Heian, Kamakura et Muromachi (environ XIIe-XIVe) en font une source inestimable d'information sur la civilisation d'alors, et ils ont été grandement étudiés en ce sens par les historiens ; jamais alors une forme d'art japonais n'avait été si intimement liée à la vie et la culture de son peuple. Un vaste projet de l'université de Kanagawa fait une étude très exhaustive des peintures les plus intéressantes à travers quinze grandes catégories d'éléments, dont les habitations, les éléments de la vie domestique et les éléments de la vie à l'extérieur de la maison, selon les âges (enfants, travailleurs, vieillards) et les classes sociales,,. Si les personnages principaux sont le plus souvent des nobles, des moines célèbres ou des guerriers, la présence du peuple est plus ou moins tangible dans une immense majorité d'œuvres, permettant une étude des activités quotidiennes très vastes : paysans, artisans, marchands, mendiants, femmes, vieillards et enfants peuvent apparaître tour à tour,. Dans les Rouleaux des légendes du mont Shigi, l'activité des femmes est particulièrement intéressante, l'artiste les montrant préparer le repas, laver le linge ou donner le sein. Le Sanjūni-ban shokunin uta-awase emaki présente quant à lui 142 artisans de l'époque de Muromachi, du forgeron au fabricant de saké.
Les vêtements des personnages sont souvent très fidèles et dépendent de la catégorie sociale. Les armes et armures des guerriers dans les rouleaux à sujet militaire permettent également un aperçu fidèle : les Rouleaux illustrés du Dit de Heiji en donnent force détails (en particulier les armures et harnais de chevaux) et les Rouleaux illustrés des invasions mongoles peignent de plus l'art japonais de la guerre lors des invasions mongoles, encore dominé par l'usage de l'arc,. Le Ban dainagon ekotoba enfin offre un aperçu unique sur certains détails de l'uniforme des officiers de police (kebiishi).

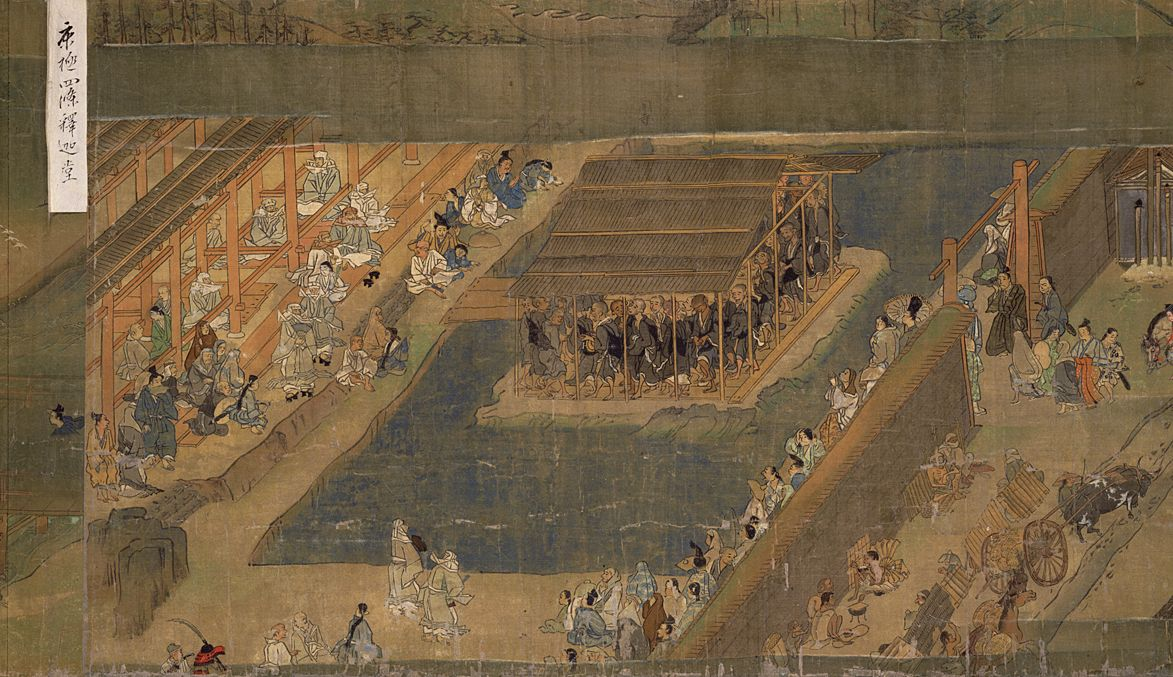
Riche scène de vie populaire à Ōtsu : Ippen, moine bouddhiste, pratique le nenbutsu dansé avec ses disciples au centre. La peinture montre en une même scène sur les différents plans paysans, mendiants, miséreux, moines itinérants, pèlerins et citadins. Biographie illustrée du moine itinérant Ippen, XIIIe siècle.

L'esthétique et l'expression des sentiments montrent également un clivage entre peuple et aristocratie : pour ces premiers, peur, angoisse, colère, excitation ou joie sont rendues très directement, tandis que pour les aristocrates, les peintures de la cour insistent plutôt sur la romance, la tenue des cérémonies, la nostalgie… D. Seckel note un réalisme qui naît d'une représentation non idéalisée de l'humain, qu'elle soit gentiment humoristique ou au contraire cruelle (en particulier les batailles sanglantes).

### Reflet historique, culturel et religieux

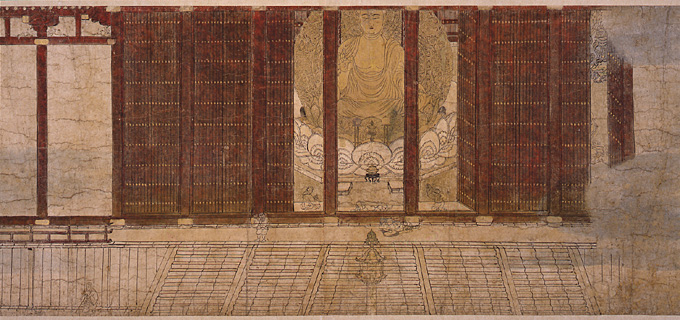
Grand Bouddha original du Tōdai-ji : il s'agit du seul document iconographique sur cette œuvre monumentale qui brûla en 1185. Rouleaux des légendes du mont Shigi, XIIe siècle.

Outre la vie quotidienne, les emaki forment selon les sujets abordés une source historiographique importante, d'une part sur les événements historiques, d'autre part sur la civilisation et la religion. Parmi ces sortes d’emaki, le Nenjū gyōji emaki se présente sous la forme d'un calendrier de plusieurs cérémonies et rites annuels célébrés à la cour, qui absorbent une grande partie de l'énergie de l'aristocratie à l'époque de Heian par leur importance symbolique et la complexité de leurs codes, ainsi que même quelques festivals plus populaires. À l'époque de Kamakura, les quarante-huit rouleaux de la Biographie illustrée du révérend Hōnen forment un catalogue inédit sur la culture et la société d'alors, tout en relatant, de façon prosélyte, l'établissement de la première école de la Terre pure au Japon.

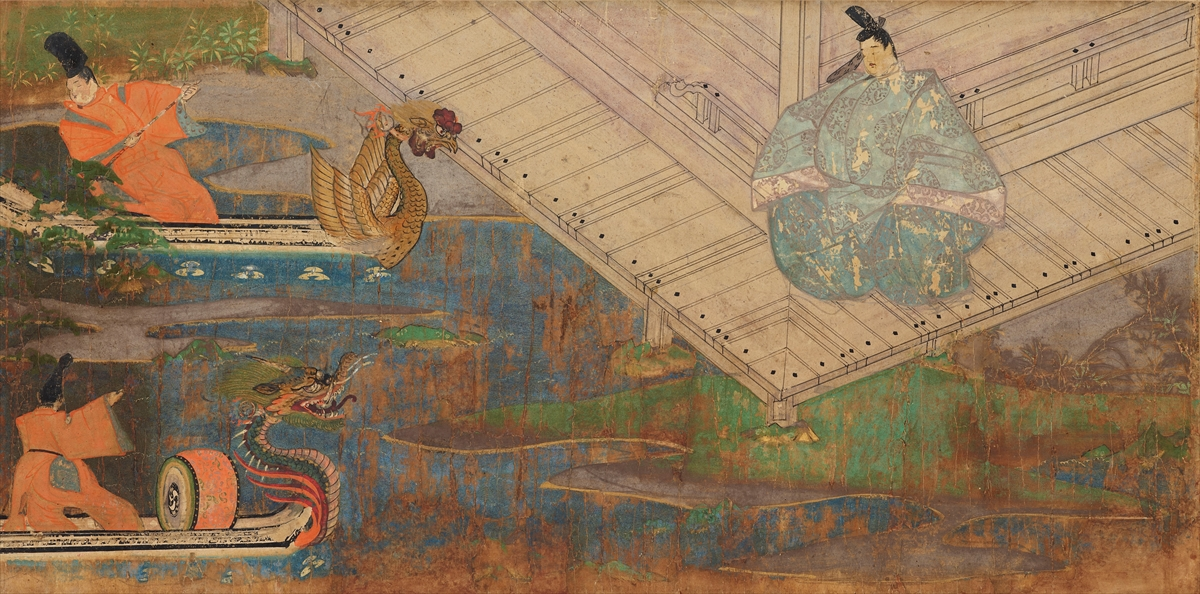
Divertissement des aristocrates sur le lac du palais ; le gros bonhomme sur la véranda n'est autre que le puissant Fujiwara no Michinaga. Rouleaux enluminés du journal intime de Murasaki Shikibu, XIIIe siècle.

L'architecture des lieux servant de cadre aux emaki peut présenter un grand niveau de détails visuels sur des structures d'époque. Le Rouleaux enluminés du journal intime de Murasaki Shikibu offre ainsi un aperçu sur le style architectural shinden-zukuri, marqué par un mélange d’influence de la Chine des Tang et du Japon traditionnel, comme les toitures en écorces. Plus intéressant encore, la Biographie illustrée du moine itinérant Ippen détaille une grande variété de bâtiments (temples, sanctuaires, palais, habitations) pris sur le vif par le moine peintre En-I avec un réalisme inédit, si bien que les édifices préservés de nos jours sont aisément reconnaissables. Il y figure aussi divers éléments de la vie à la ville ou à la compagne, comme le marché du quartier commerçant d’Osaka. Autre exemple notable, le Rouleaux des légendes du mont Shigi donne un croquis unique du grand bouddha originel du Tōdai-ji, qui a brûlé en 1188.

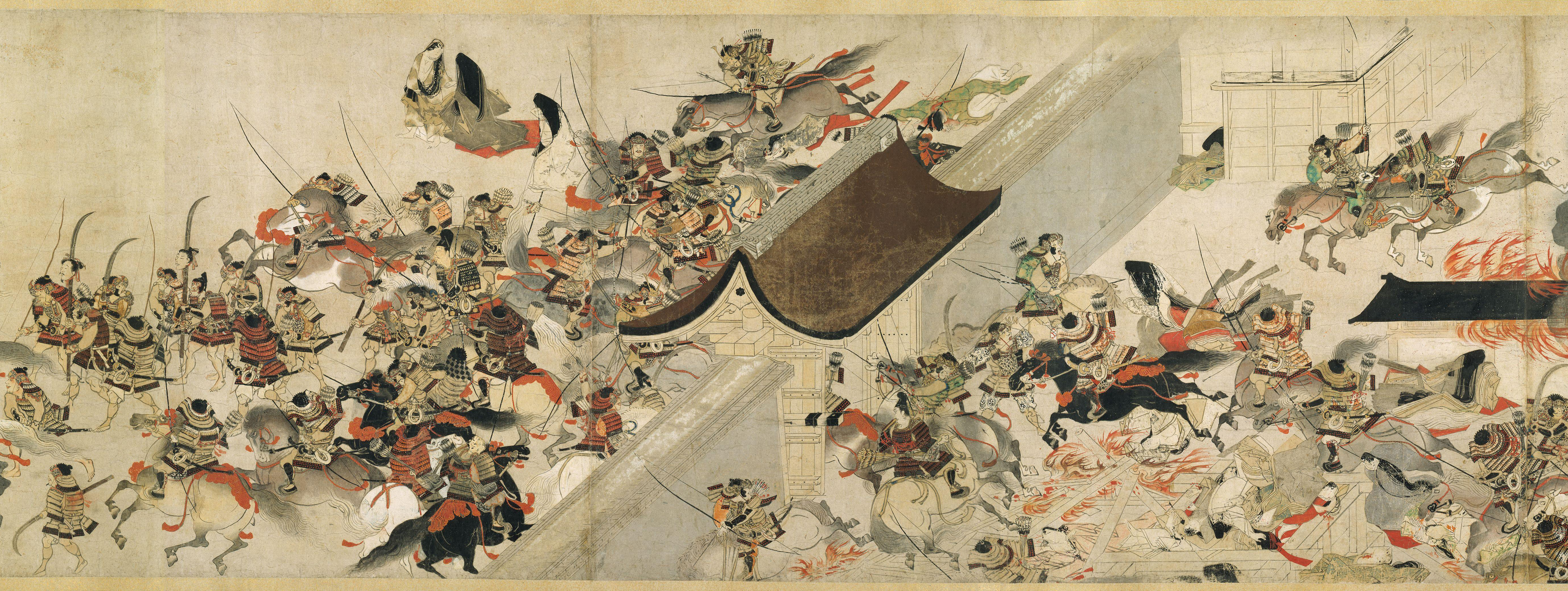
La guerre dans toute sa brutalité : les samouraïs en arme massacrant les nobles lors de l'attaque nocturne du palais de Sanjō durant la rébellion de Heiji, Rouleaux illustrés du Dit de Heiji, XIIIe siècle.

Les emaki prennent très souvent pour source d'inspiration des événements historiques ou religieux : la valeur narrative du récit (l'histoire vraie) renseigne les historiens contemporains tout autant sur l'histoire que sur la manière de percevoir alors cette histoire à l'époque (il y a parfois un écart de plusieurs siècles entre le temps du récit et le temps du peintre). Parmi les informations les plus intéressantes figurent les détails sur l'édification des temples anciens, sur les pratiques religieuses et enfin sur le déroulement des batailles et événements historiques majeurs, comme les invasions mongoles, la guerre de Genpei ou encore la conspiration politique de Tomo no Yoshio.

## Exemples de peintures notables
Les historiens de l'art, dans leurs écrits, ont souligné à maintes reprises les techniques spécifiques de l'art des emaki à travers quelques rouleaux caractéristiques, présentés dans cette section. Pour une liste plus détaillée des emaki notables, en particulier ceux inscrits aux registres des trésors nationaux du Japon, voir la section ci-après.

### Rouleaux illustrés du Dit du Genji

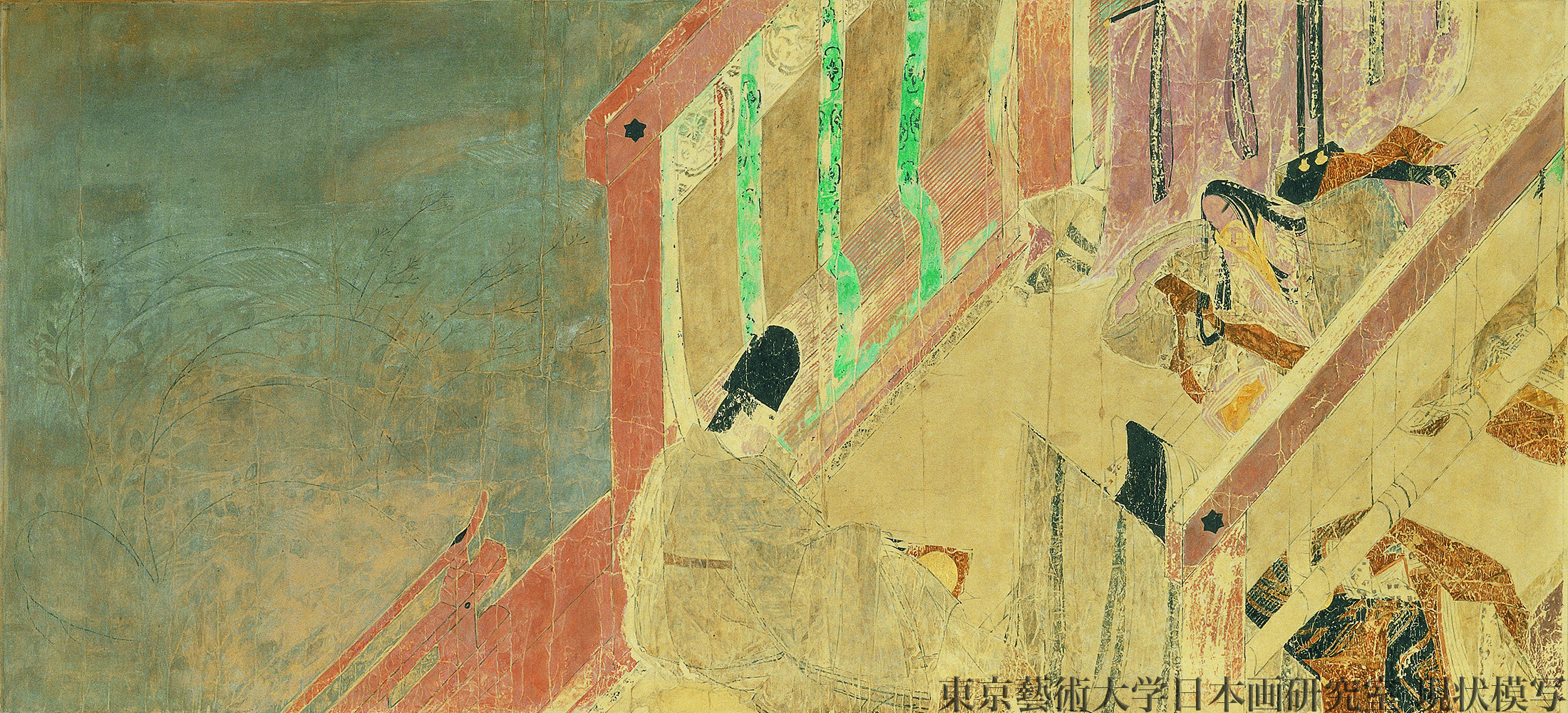
Rouleaux illustrés du Dit du Genji.

Les Rouleaux illustrés du Dit du Genji, datés approximativement entre les années 1120 et 1140, illustrent donc le célèbre Dit du Genji dans le style raffiné et intimiste de la cour (onna-e), mais il ne subsiste de nos jours que quelques fragments de quatre rouleaux. Cette scène montre l'ultime visite du prince Genji à sa bien-aimée mourante, dame Murasaki. Dans la composition, les diagonales révèlent l'émotion des personnages : d'abord, dame Murasaki apparaît en haut à droite, puis les lignes guident l’œil en bas au centre sur le prince, comme écrasé par le chagrin. Puis la lecture continue et à gauche, plusieurs mois ont passé, montrant le jardin des amoureux dévastés par le temps, en écho de l'être cher perdu. Les couleurs sont plus sombres que d'accoutumée. Dans cette scène, tous les éléments picturaux classiques des emaki du genre onna-e sont visibles : les diagonales qui guident l'œil, le fukinuki yatai, le hikime-kagiwaba, et les couleurs apposées à plat sur toute la surface, avec la technique du tsukuri-e.

### Rouleaux des légendes du mont Shigi

Rouleaux des légendes du mont Shigi.

Les Rouleaux des légendes du mont Shigi narrent de façon populaire et humoristique trois épisodes de la vie du moine bouddhique Myōren (fondateur du Chōgosonshi-ji), privilégiant la ligne et les couleurs légères de l’otoko-e. Les estimations les plus précises le situent entre 1157 et 1180, et la qualité des descriptions des temples et du palais laisse à penser que l'artiste est familier tant des milieux ecclésiastiques et aristocrates. Myōren, qui vivait en ermite dans les montagnes de Kyoto, avait pour habitude d'envoyer par les airs un bol magique jusqu'au village proche, afin de recevoir son offrande de riz. Un jour, un riche marchand se lassa de ce rituel et enferma le bol dans son grenier. Pour le punir, Myōren fit s'envoler tout le grenier contenant la récolte du village, ainsi que peint ci-contre ; sur cette scène dite du grenier volant, l'artiste représente pleinement les sentiments populaires, effroi et panique de voir la récolte disparaître. Les mouvements de la foule et les visages expressifs, presque burlesques, des paysages tranchent avec la retenue tangible dans les Rouleaux du Genji. Ainsi, cet emaki s'inscrit dans le genre otoko-e, marqué par des lignes à l'encre dynamiques, des couleurs légères laissant apparaître le papier, et des thèmes de la vie quotidienne.

### Rouleaux illustrés du Dit de Heiji

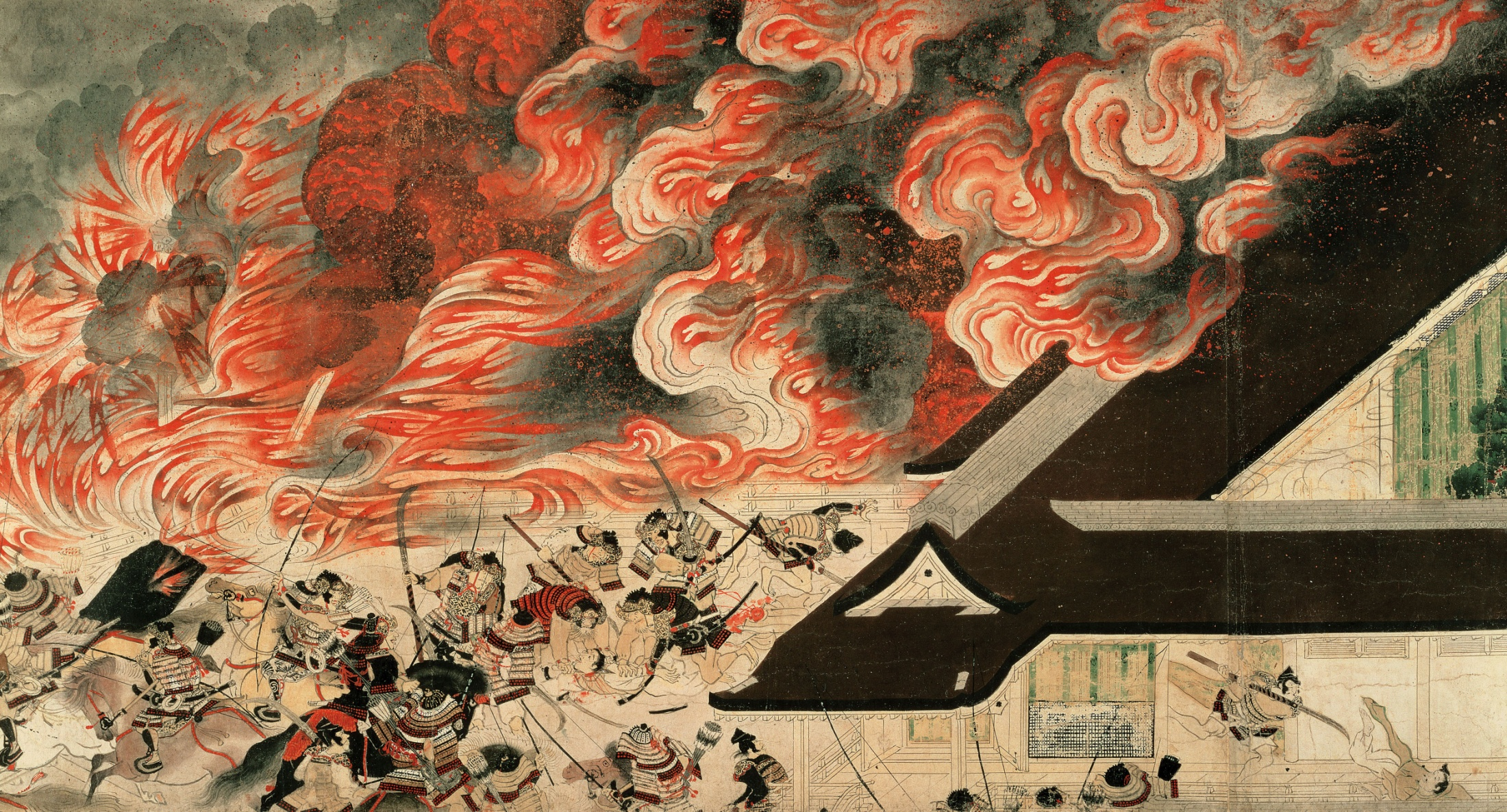
Rouleaux illustrés du Dit de Heiji.

Les Rouleaux illustrés du Dit de Heiji relatent les événements historiques de la rébellion de Heiji, épisode de la guerre civile entre les clans Taira et Minamoto à la fin de l'époque de Heian. Des nombreux rouleaux originaux, formés dans la seconde moitié du XIIIe siècle durant probablement plusieurs décennies, il n'en subsiste que trois, et divers fragments. Le premier rouleau de l'incendie du palais de Sanjō est un des plus réputés de l'art de l’emaki de par sa maîtrise du mouvement et de la mise en place de la narration jusqu'au point d'orgue : l'incendie, qui s'étale sur presque toute la hauteur du rouleau dans la scène ci-contre. À ses pieds, des soldats représentés de façon extrêmement réaliste, notamment armes et armures, se battent violemment, tandis que les aristocrates qui tentent de fuir sont sauvagement massacrés (ici, un est égorgé par un soldat hirsute). L'incendie du palais fait écho à un autre rouleau plus ancien, le Ban dainagon ekotoba, réputé pour son mélange de scènes colorées et épurées.

### Biographie illustrée du moine itinérant Ippen

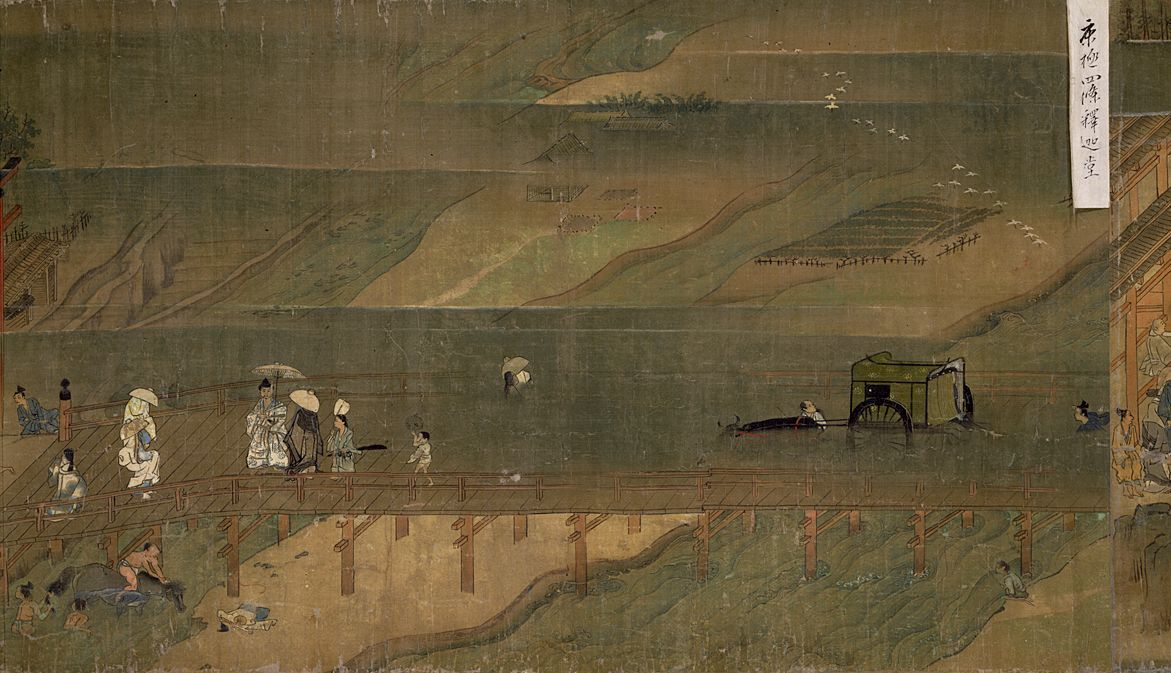
Biographie illustrée du moine itinérant Ippen.

Les douze rouleaux de la Biographie illustrée du moine itinérant Ippen narrent la biographie du saint moine Ippen, fondateur de l'école Ji shū du bouddhisme de la Terre pure. Ils ont été peints en 1299 par le moine-peintre En-I, disciple d'Ippen, sur soie, probablement en raison de l'importance du personnage. Ippen, chantre du salut pour toutes les âmes et des prières dansées (nenbutsu odori), voyagea dans tout le Japon pour transmettre sa doctrine aux hommes, paysans, citadins ou nobles. L’emaki est donc réputé pour ses fort nombreuses scènes de paysages typiques du Japon, si réalistes qu'on les reconnaît encore parfaitement de nos jours. La présente scène où Ippen et ses disciples arrivent à Kyoto par le pont sur la rivière Kamo, illustre le style unique de l’emaki, qui tire son inspiration tant du yamato-e classique que du réalisme de l'art de Kamakura et du lavis de la Chine des Song. Le résultat, tant admiré par les spécialistes, apparaît fort proche des paysages chinois spirituels et profonds au trait rugueux à l'encre, tout en conservant une iconographie japonaise par la liberté prise avec la perspective (les personnages notamment sont disproportionnés) et les éléments de vie quotidienne.

### Rouleaux enluminés des fondateurs de la secte Kegon

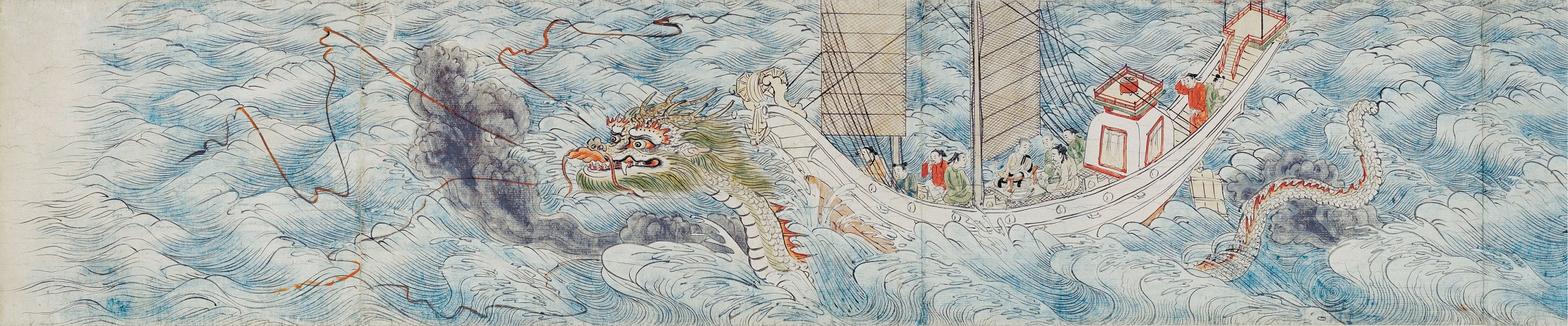
Rouleaux enluminés des fondateurs de la secte Kegon.

Les Rouleaux enluminés des fondateurs de la secte Kegon, peints aux alentours de 1218-1230, illustrent la légende de deux moines coréens ayant fondé au VIIe siècle la secte Kegon dans leur pays. L'un d'eux, Gishō, fit dans sa jeunesse un pèlerinage en Chine pour parfaire son éducation bouddhique, où il fit la connaissance d'une jeune chinoise, Zenmyō, qui tomba amoureuse de lui. Las, au jour du départ, cette dernière arrive en retard au port et, de désespoir, se précipita dans l'eau, jurant de protéger éternellement son bien-aimé. Elle se transforma alors en dragon et devint une divinité protectrice de l'école Kegon, selon la légende. La présente scène, fort connue, où Zenmyō transformée en dragon porte le navire de Gishō sur son dos, arbore des lignes souples et fines ainsi que des couleurs discrètes qui ne masquent pas le mouvement du trait ; ce style semble lui aussi inspiré du lavis de la Chine des Song où se surajoute la sensibilité toute japonaise pour les couleurs. De fait, le commanditaire du rouleau, le moine Myōe du Kōzan-ji, appréciait l'art continental et fit venir au Japon plusieurs œuvres chinoises contemporaines, qui ont probablement dû inspirer les artistes de son atelier de peintures.

### Kitano Tenjin engi emaki

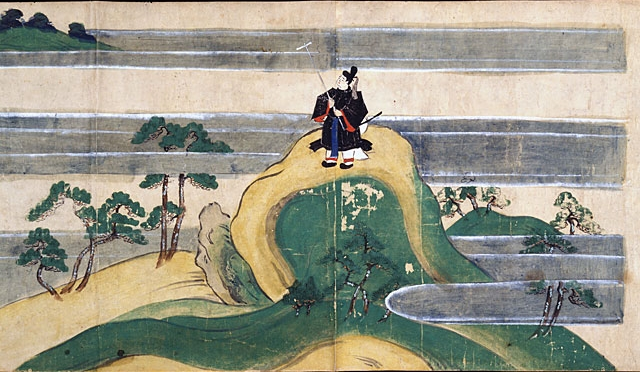
Kitano Tenjin engi emaki.

La version originale des rouleaux du Kitano Tenjin engi emaki, rapportant les faits sur la vie et la mort de Sugawara no Michizane, lettré ministre de l'empereur de son vivant, et divinisé selon la légende en un kami des études et des lettres, font montre d'une sensibilité mélangeant bouddhisme et, surtout, shinto. Ils sont effectivement destinés au sanctuaire shinto du Kitano Tenman-gū à Kyoto, dont les deux derniers des huit rouleaux narrent la fondation et les miracles. Le découpage thématique de l'œuvre apparaît cependant inachevé, l'esquisse d'un neuvième rouleau ayant été mise en lumière. Sur cette scène, Michizane, condamné injustement à l'exil, invective les dieux dans son malheur. La composition de la peinture témoigne d'une sensibilité toute japonaise ; Michizane y est représenté de façon disproportionnée pour souligner sa grandeur et sa détermination face au déshonneur, tandis que le paysage aux couleurs vives et presque sans contour (mokkotsu) est empreint de l'animiste shinto. Les brumes qui s'apparentent à de longs rubans opaques sont également caractéristiques des emaki, bien qu'également présente sous une forme différente dans l'art chinois.

## Expositions, état de l'art et influences contemporaines
De nos jours, les emaki survivants de l'époque médiévale sont entreposés dans divers musées (comme les musées nationaux de Tokyo, de Kyoto et de Nara) ou temples du Japon. Des collections dans le monde en possèdent également, dont le musée Guimet à Paris ou le musée des beaux-arts de Boston. Les plus précieux (une quinzaine) sont inscrits au registre des trésors nationaux du Japon. Plusieurs collections d'éditeurs japonais reproduisant les emaki les plus célèbres ont été commercialisées ; les calligraphies y sont également retranscrites et des commentaires et des avis d'historiens parachèvent les ouvrages.
Des reproductions sous forme de rouleaux peuvent également se trouver dans des boutiques spécialisées. Les Japonais considèrent aujourd'hui avec bienveillance ces vieilles œuvres qui témoignent d'un patrimoine ancien, mais déjà empreint de tout l'esprit japonais dans ce qu'il a de lyrique, d'intime et d'humoristique. Les efforts de protection, de reconstruction et de restauration sont menés de longue date.
Les premières études artistiques portant sur les emaki datent de l'époque d'Edo, bien que parcellaires et émaillées de nombreuses erreurs, notamment sur l'attribution des peintures. Au XXe siècle, les travaux deviennent plus formels et rigoureux sous l'impulsion de spécialistes comme Fukui, Okudaira, Teruzaku… Leurs études couvrent différents champs : d'une part une classification des emaki qui reste encore floue à l’intersection des emaki séculaires et religieux, d'autre part une recherche historique des premières origines des emaki et des techniques picturales, malgré la disparition des premiers rouleaux. La reconstruction des rouleaux reste un des travaux les plus complexes, car les rouleaux sont souvent fragmentaires, éparpillés et lacunaires. Jusqu'au XXe siècle et les premières lois de protection du patrimoine, de nombreux emaki furent de plus découpés scène par scène et dispersés dans différentes collections, comme le Rouleau des enfers de la famille Masuda ou les Rouleaux illustrés du Journal de Murasaki Shikibu.
Véritable art narratif et souvent humoristique, les emaki sont souvent décrits comme le plus lointain ancêtre du manga moderne, de par leur diversité narrative et l'importance de l'espace et du temps dans la composition. La rénovation du yamato-e et des arts séculaires fournissent aussi une première assise aux formes picturales ultérieures, notamment la peinture décorative de Momoyama et l'ukiyo-e : ces peintures ou estampes de genre colorées et bourgeoises s'inscrivent dans la suite de l'art du quotidien stylisé et humain des emaki.